# Miskolc története

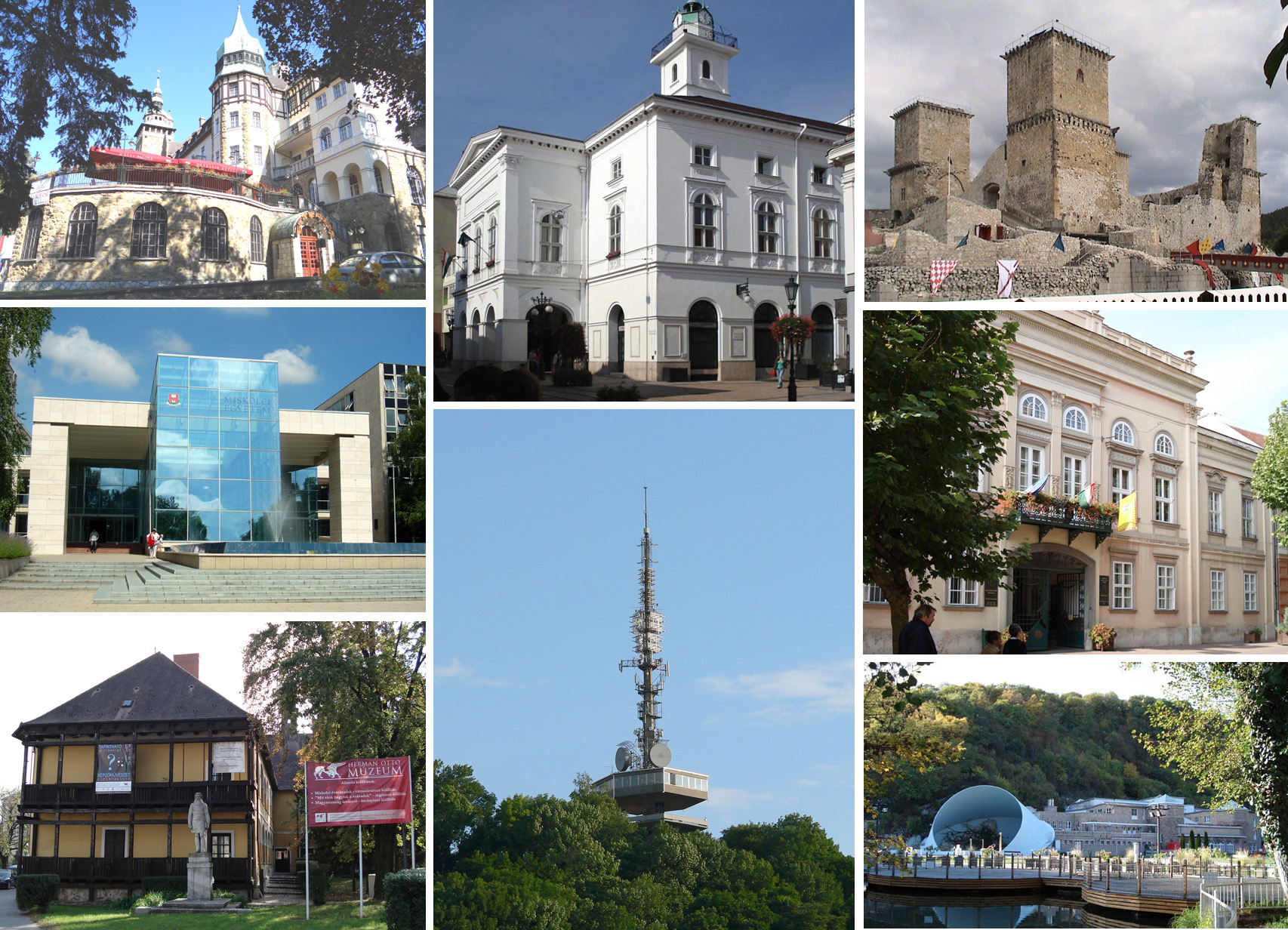
Miskolci képek
Bal oldalon: Lillafüredi Palotaszálló, Miskolci Egyetem, Herman Ottó Múzeum
Középen: Miskolci Nemzeti Színház, Avasi kilátó
Jobb oldalon: Diósgyőri vár, Városháza, Barlangfürdő

Miskolc története 70 000 évre vezethető vissza, az ezt bizonyító leleteket az avasi Tűzkövesen tárták fel. A honfoglaló magyarság a népvándorlás második hullámában érkezett a Kárpát-medencébe. Miskolcot és Győr (Diósgyőr) várát Böngér, a Miskolc (Miskóc) nemzetség őse foglalta el. Miskolc a rokonság legfontosabb birtoka lett, de Diósgyőr a 11–13. század között királyi várbirtokká vált. Ezt követően a két település a Szinva völgyében elkülönülten, de folyamatos egymásra hatásban fejlődött.
A mohácsi csatavesztés után, amikor az ország három részre szakadt, Miskolc elvileg a királyi országrészhez tartozott, de a hódoltság szomszédságában, így mindkét hatalom jogot formált megadóztatására. A miskolciak eleinte nem akartak a töröknek fizetni, mire azok feldúlták a várost. Elpusztult a tapolcai bencés apátság is, ahol a Miskócok irattárát is tartották. Nem maradt fenn az adományozó oklevél sem, így – mivel nem ismert – Miskolc nem ünnepelheti alapítása évfordulóját (Miskolc város ünnepe egy későbbi eseményhez, az 1909-ben elnyert törvényhatósági joghoz kapcsolódik). Miskolc a 18. század első harmadában súlyos pénzekért kivásárolta magát a Diósgyőr uradalma alól, és erős vármegyei székhellyé vált. A megváltást azonban Mária Terézia 1755-ben semmisnek nyilvánította, ezután kezdődött el a város önállóságért folytatott állandó küzdelme, ami azonban csak a 20. század elején vált valóvá. Az 1700-as évek közepén a városban 17 céh működött. Diósgyőr határában Fazola Henrik vashámorokat telepített, amiből kifejlődött az állami tulajdonú diósgyőri kohászat. Erre az időre tehető a Diósgyőri Papírgyár alapítása is. A 19. század második felében ugrásszerűen megnőtt a városban létesített kis- vagy középüzemek száma. Miskolc a kultúra területén is az élen haladt: felépítette az ország második kőszínházát, majd annak leégése után a mai Nemzeti Színházat.
Miskolc mai városképe – középkori alapokon – az 1860–1880-as évektől kezdett kialakulni. A város bekapcsolódott a vasúti forgalomba, elindult a villamosforgalom, elkészültek a belváros képét meghatározó legfontosabb építmények (Városháza, Megyeháza, Népkert, Közkórház stb.), létrejött a Borsod-Miskolci Múzeum. A város díszpolgárának választotta Kossuth Lajost, majd az országban elsőként emelt egész alakos szobrot neki. Miskolc 1909-re törvényhatósági joggal felruházott város lett, és ettől kezdve önállóan igyekezett a térség vezető nagyvárosává, ipari, kereskedelmi, pénzügyi, kulturális központjává válni. Miskolc hosszú időre meghatározó rendezési terve 1921-ben készült el. A fejlesztésekhez jelentős részben használták fel az amerikai Speyer-kölcsönt (lakóépületek, vásárcsarnok, infrastruktúra, Zenepalota, lillafüredi Palotaszálló stb.). Miskolc a második világháború végén súlyos károkat szenvedett, az újjáépítés és a fejlesztés a hároméves terv keretén belül valósult meg. 1945-re megvalósult a Nagy-Miskolc-álom, több környező települést Miskolchoz csatoltak. A városfejlesztés ez utáni irányát az határozta meg, hogy Miskolcnak a szocialista nehézipar egyik fellegvára szerepét szánták. A város lakosságszáma az 1980-as évekre 200 000 fölé nőtt. Az erőteljes iparosítás ellenére a kultúra is jelentős mértékben fejlődött (képzőművészet, zene, színház, tudomány).
A rendszerváltás utáni években a város gazdasági szerkezete átalakult, a nagy állami cégek túlsúlya helyett a kis- és középvállalkozások lettek jelentősek. Nőtt a szolgáltatószektor jelentősége, nemzetközi nagyvállalatok, hipermarketek jelentek meg a térségben, az autópálya is elérte a várost. Miskolc ettől kezdve erősíteni igyekezett idegenforgalmi és kulturális szerepét, ígéretes pályázatot nyújtott be az Európa kulturális fővárosa címre, elindította a Miskolci Nemzetközi Operafesztivált.

## A földrajzi háttér
Miskolc térsége nyugat–keleti irányban Ómassától Zsolcáig, észak–dél irányában pedig Sajóbábonytól Mályiig terjed. Az ember és a hasznosított természeti-földrajzi táj folyamatos szoros kapcsolatban, állandó kölcsönhatásban állt egymással. Általában négy periódust különböztetnek meg az ember tájalkotó szerepével kapcsolatban: az első a régibb kőkori vadász-gyűjtögető életforma, a második a földművelő-állattenyésztő életforma megjelenése az újkőkortól kezdve, a harmadik a már állandó településekhez kapcsolódó mezőgazdaság az i. e. 10. századtól, a negyedik pedig a máig tartó urbanizációs folyamatokkal jellemezhető szakasz.
A terület legnagyobb folyója a Sajó, ami Miskolc történetében természetes határvonalat jelentett. A város nyugat-keleti tengelyét a Szinva adja, a történelmi városok, illetve települések ennek völgyében jöttek létre. A Hejő az Avastól délre fekvő terület fontos vízfolyása. A mai flóra és fauna az átmeneti kőkor idején alakult ki, ebben az időszakban a város földje lakatlan volt. A környezetet azonban a neolitikumtól kezdve már az ember által kialakított kultúrtáj is befolyásolta. A magasabb részeken cseres-tölgyesek, helyenként gyertyános–tölgyesek, a déli lejtőkön karsztbokorerdők voltak. Az alacsonyabban fekvő területeken cseres-tölgyes, a síksági részeken pedig a vízfolyások mellett erdőfoltok, illetve réti-mezőségi növényzet volt. Ebbe a földrajzi-természeti környezetbe települt be az ember, akiknek kőszerszámait több helyen is megtalálták a város területén, sőt egyedülálló kőeszközkészítő műhelyét is feltárták az Avason.
Miskolc fejlődése a középkorban két pólusban, egy nyugati és egy keleti központból kiindulva indult fejlődésnek. A keleti részt a Szinva-völgy, illetve a Sajó völgyének peremén futó útvonal jelölte ki, magva az Avas alatt jött létre; ez volt a történelmi Miskolc. Itt a növénytermesztésen és az állattenyésztésen túl főleg a szőlőtermesztés és a borászat volt jelentős. A nyugati pólus, Diósgyőr, a Bükk völgyében, illetve a diósgyőri várhoz kapcsolódva fejlődött, ahol az erdő- és vadgazdálkodás kapott fontos szerepet. A két végpont fejlődése, területi terjeszkedése során, folyamatosan egymás felé közeledve, a 19. században létesült Vasgyárral kiegészülve kapcsolódott össze. A becslések szerint a honfoglalás korában még mintegy 600–700 fős Miskolc 1500-ban 2500, 1702-ben 4300, 1786-ban 13 693 lakossal rendelkezett. Az 1945-ben egyesült városhoz kapcsolódott még több környező település: Bükkszentlászló, Garadna, Görömböly, Hámor, Hejőcsaba, Lillafüred, Lyukó, Pereces, Ómassa és Újmassa, Szirma, és ezzel, illetve a 19–20. századi iparosodáshoz kapcsolódóan Miskolc az ország egyik legnagyobb városává fejlődött.

## Kőkorszak

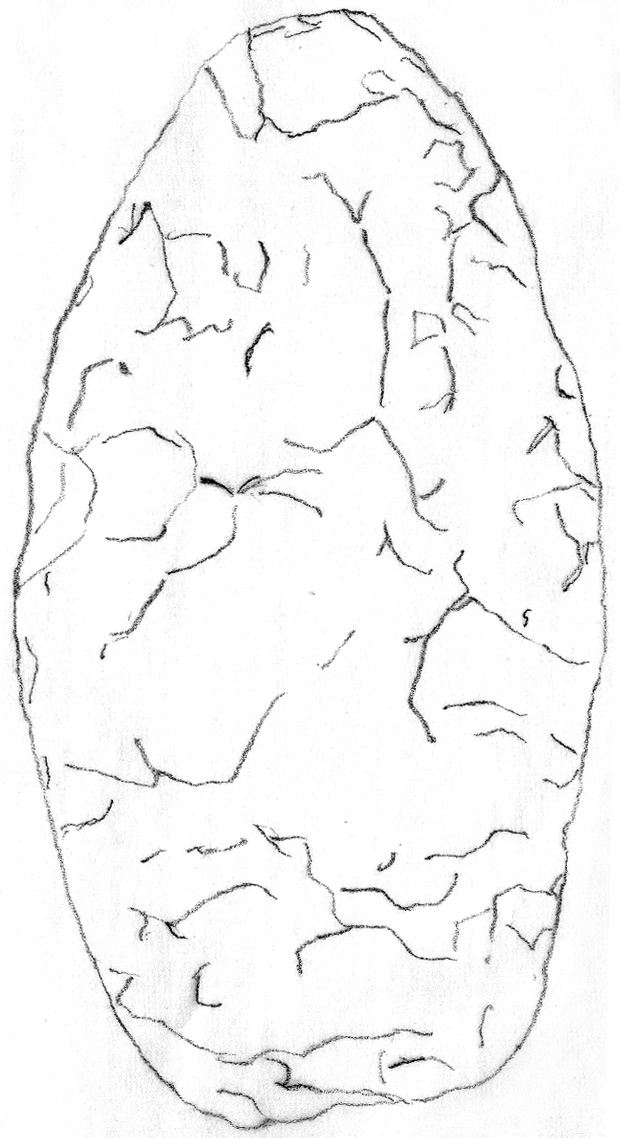
Rajzvázlat a nagyobbik Bársony-házi szakócáról

Miskolc területén az ősember 70 000 évvel ezelőtt telepedett meg. Kevés olyan település van Európában, amely ilyen távú történelemmel rendelkezik. Az emberelődök által előállított kőeszközöket találtak Miskolc belvárosában, az Avas keleti oldalában, Tapolcán, a Puskaporoson (Felsőhámor), a Szeleta-barlangban. Az első eszközök, az úgynevezett Bársony-házi szakócák valódiságának bizonyítása és koruk meghatározása Herman Ottó kitartó munkájának köszönhető.

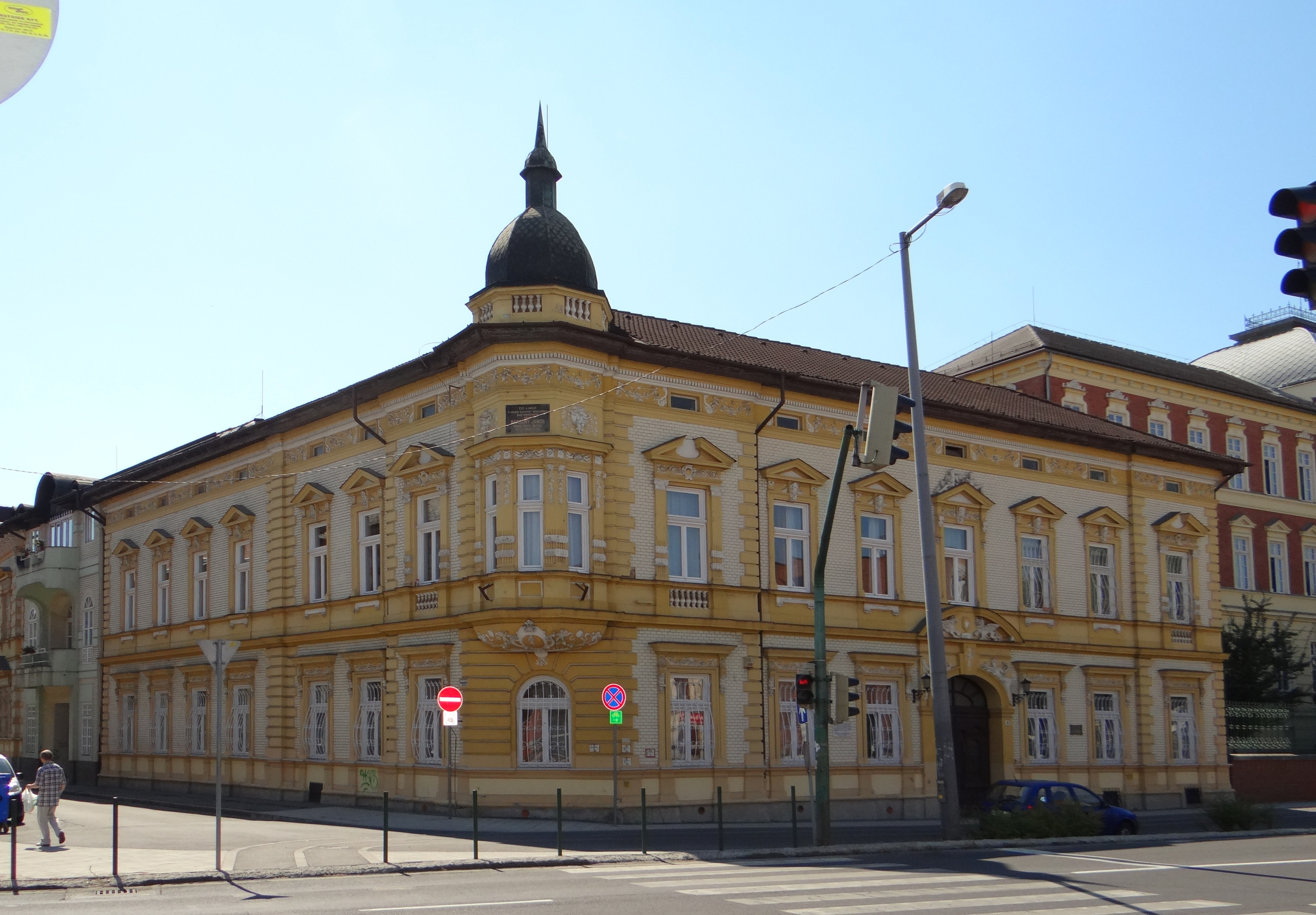
Bársony János egykori háza

Bársony János, miskolci jogász, városi ügyész 1891-ben házat építtetett az akkori Rákóczi és Rudas László utca sarkán. Az alapozáskor három pattintott kőeszköz került elő, amelyek közül a legnagyobbat 1892. december 26-án Herman Ottónak adta át további vizsgálatokra. A természettudós felismerve a lelet jelentőségét, az eszközt „paleolithnak” határozta meg, ugyanakkor célzott arra is, hogy a lelet nyomán a Szinva völgye a franciaországi Somme-völgyhöz hasonló jelentőségű lesz (a Somme-völgy az őskőkorkutatást elindító fontos lelőhely volt). A felfedezésről először 1893. február 19-én számolt be a Természettudományi Társulat ülésén, majd az Archeológiai értesítő 1893. évi számában is megjelentette.
Magyar (és európai) tudóskörökben akkoriban általánosan elfogadott nézet volt, hogy Magyarország területén, sőt a Rajnától keletre jégkori (akkoriban „diluviális”-nak nevezett) ember nem élt. Herman Ottónak ezzel az előfeltevéssel kellett megküzdenie. Sok nemtelen támadás érte emiatt, még a hamisítással is megvádolták, ám az idő Hermant igazolta. Moriz Hoernes 1903-ban, Bécsben megjelent, Európa őskőkorát tárgyaló tudományos munkájában már komolyan méltatta a miskolci leleteket. Ezt követően – újabb adalékként – 1905-ben Herman kezébe került egy korábban, sírásás közben az avasi temetőben talált gyönyörű, levél alakú „nyílkő”. 1906-ban Herman kezdeményezésére és Darányi Ignác földművelési miniszter támogatásával talajtani vizsgálatok kezdődtek a városban Papp Károly vezetésével, a Bükk-vidék barlangjaiban pedig Kadić Ottokár kezdett ásatásokba. A Kecske-lyuk és a Büdös-pest sikertelen megkutatása után a Szeleta-barlang következett, ahol sok csontlelet mellett gondosan megmunkált, babérlevél alakú kovakő lándzsahegyeket találtak. Ezzel végleg beigazolódott az ősemberek jelenléte a területen.
1928-ban, az avasi kilátópark létesítése közben, gyakorlatilag a mai kilátó helyén, őskori kovabányák nyomaira leltek, s ezek voltak az első Magyarországon felfedezett ilyen helyek. A kőkori emberek az itt bányászott köveket munkálták meg, aminek nyomán nagy mennyiségű kőzettörmelék és félig-meddig megmunkált kőszerszám maradt hátra. Az 1940-es évektől az avasi szőlőkből is előkerültek leletek. Később, 1958-ban, a SZOT-székház (ma ITC-székház) építése előtti leletmentő munkálatok közben egy kőeszközkészítő műhelyt tártak fel, ahol az avasi Tűzkövesről (a mai Kálvária mögötti terület) és más avasi fejtőgödrökből származó alapanyagot dolgoztak fel. 1988-ban – útépítés közben – újabb kovabányát fedeztek fel az Avas-tetőn. Ezzel bebizonyosodott, hogy a kilátótól a Kálváriáig terjedő terület a Bükk-vidéken élt őskőkori népcsoportok kovalelőhelye volt. Az előkerült avasi anyagot Alain Tuffreau, majd Jean-Michel Geneste francia professzorok – igazolva a hazai meghatározásokat – az abevillieni típusok közé, azaz az alsó őskőkor leletei közé sorolták. A Tűzkövesen 2004-ben, Ringer Árpád vezetésével indult ásatások arra is fényt derítettek, hogy az itt kovát bányászó emberek – egyedülállóan – hőtechnikával kombinálták a bányászatot, illetve a gyártás folyamatát. A 70 000 éves leleteket 2005-ben nemzetköri konferencián értékelték, és a középső őskort – az eszközök előállítása tekintetében – „Avas előtti” és „Avas utáni” korszakra bontották.
Az ide betelepülő neandervölgyi emberek valószínűleg nem a nyugat-európai területről érkeztek, hanem inkább egy Balkánon átvezető úton, a Közel-Keletről jöhettek. A középső-őskorból, annak 130 és 75 ezer év közé eső tartományából több régészeti kultúra emlékeit tárták fel. Az első és legjelentősebb az úgynevezett Bábony-kultúra (Sajóbábonyról elnevezve), amelynek a jellemzője – a felső paleolitikumi eszközök mellett – a levél alakú lándzsahegyek és kések használata. Szerszámaik főleg üveges kvarcporfírból készültek, amit helyben találtak, illetve mintegy 50 kilométerről, a Zempléni-hegységből szereztek be. A kultúra népének településnyomai főként a Szeleta 2. rétegéből és a Büdös-pest 3. rétegéből kerültek elő, és a környéken valószínűleg nagytestű növényevőkre vadásztak. Ugyanebben az időben élt másik fontos régészeti kultúra, a Taubach-kultúra emlékeit elsősorban a Diósgyőrtapolcai-barlangban, illetve a strandfürdő területén találták meg. Jellemző volt rájuk, hogy hőforrások közelében telepedtek meg, kőeszközeiket pedig főleg helyi kovakőből készítették. Mamutra, bölényre, vadlóra, barlangi medvére vadásztak. (A mamutok környékbeli jelenlétét az 1900. évi fűtőművi ásatások során előkerült 330 cm hosszú mamutagyar igazolja.) A középső paleolitikum korai szakaszából olyan leletek is előkerültek (Suba-lyuk), amelyek leginkább a Moustier-kultúrára emlékeztetnek. Egy negyedik régészeti kultúra hordozója az avas-tűzkövesi kovabánya „levalloiso-moustérien” ipara.
A felső paleolitikumban, úgy 35–30 ezer évvel ezelőtt, a neandervölgyieket lassan felváltotta a Homo sapiens sapiens. A területen a fejlett Szeleta-, az aurignaci és a gravetti kultúra népcsoportjai telepedtek meg. A Szeleta-kultúra központja valószínűleg a város belterületére, az Avas aljára esett. Kőeszközeikre a szépen megmunkált, levél alakú lándzsahegyek a jellemzőek. A kultúra megszűnése a barlangi medve, a mamut és a gyapjas orrszarvú eltűnésével hozható összefüggésbe. A később megjelenő rénszarvas- és lóvadász népcsoportok (gravetti és magdaléni kultúra) a hegységek belterületein csak ritkábban szálltak meg, és talán már az állattenyésztés korai formáját is űzték.
Újkőkori maradványok is előkerültek a környéken. Ebben az időben, a holocén felmelegedés következtében jelentősen átalakult a növény- és állatvilág, gyakorlatilag kialakult a mai környezet: vegyes és lombhullató erdők jöttek létre, jellegzetes mérsékelt égövi emlősök jelentek meg. Az átmeneti kőkor idején (i. e. 8300–5500) azonban a környék elnéptelenedett, a legközelebbi népesebb résznek az Északi-középhegység déli pereme számított. A város földjének első holocén kori lakói a neolitikum alföldi vonaldíszes kultúrájának állattenyésztő-földművelő népe volt. A korból az első régészeti leletek 1893-ban kerültek elő, amikor a Tiszai pályaudvar mellett végeztek kutató ásatásokat, majd 1900-ban részletesebb feltárásokra is sor került a fűtőháznál. Az itt talált cserép leletanyag az alföldi vonaldíszes kultúrához, a tiszadobi csoporthoz és a bükki kultúrához tartozott. A bükki edények szürkére vagy feketére égetett, finom falú darabok, hullám-, spirál- vagy párhuzamos vonalakkal díszítettek. Kiemelkedő emlék egy meanderrel díszített, termékenységi jelképként funkcionáló női idol. A bükki edényművesség első emlékeit még 1876-ban találták meg az aggteleki Baradla-barlangban, majd később Kadić Ottokár talált rá ilyenekre, amikor a bükki barlangokban végzett ásatásokat. A bükki kultúra népe faszerkezetű házakban lakott, településeik nyoma a hegyekben és a folyók, patakok völgyeiben, sík vidékeken is megtalálhatók. A bükkiek széles körű cserekereskedelmet folytattak, egyik termékük a kovakő és az obszidián volt, aminek szállításra előkészített magkő-, illetve pengekészletét is megtalálták, ugyanakkor finomkerámiáik feltűntek Lengyelországban, Kárpátalján, Erdélyben, a Dunántúlon, Burgenlandban, sőt az adriai térségben is. A dombságokon és a vízfolyások völgyeiben földműveléssel foglalkoztak.

## A rézkortól a honfoglalásig

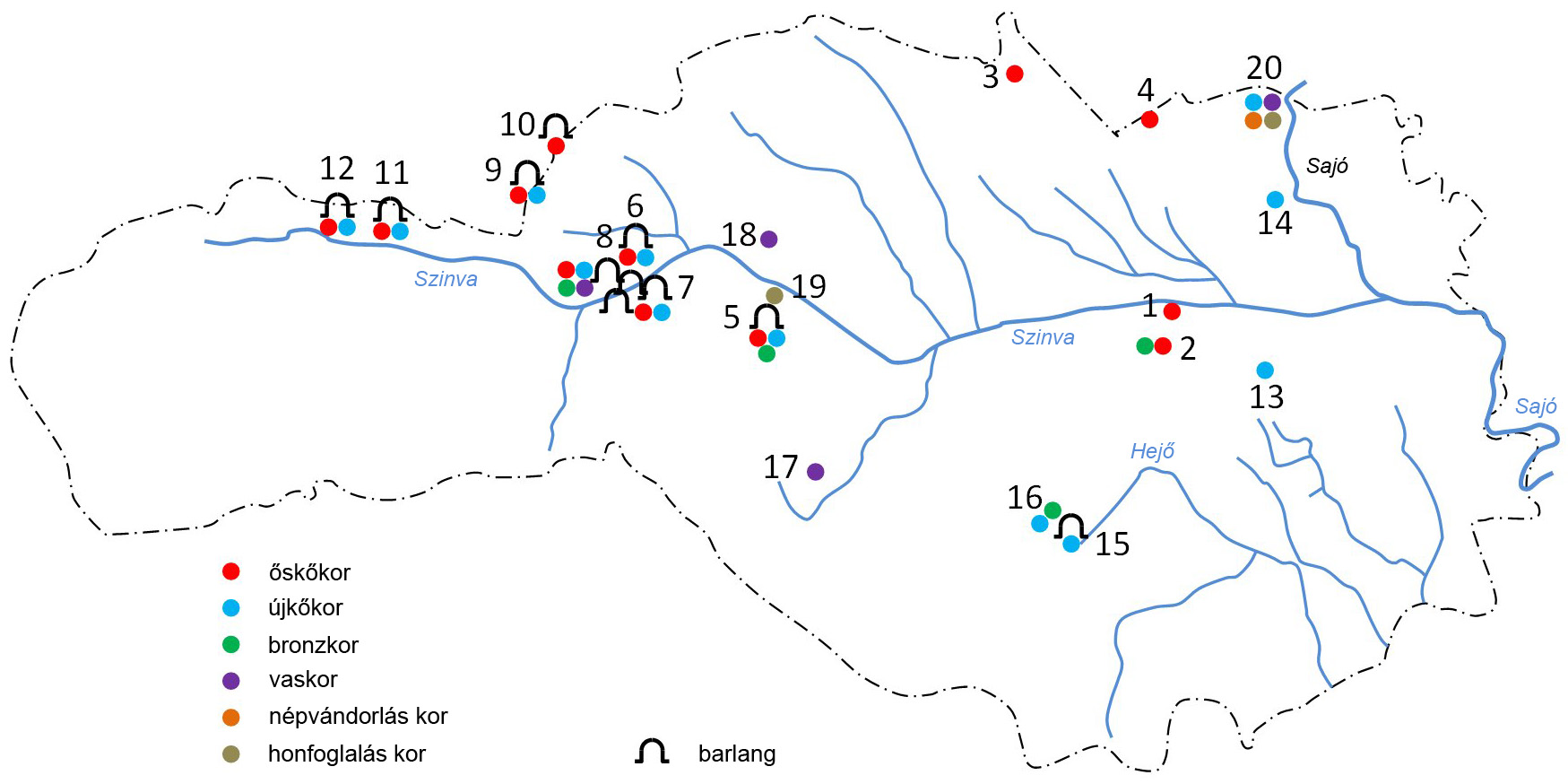
Régészeti lelőhelyek Miskolcon (Balogh János és Ringer Árpád után)

A kőkor végétől a késői bronzkorig tartó időszakból nem találtak régészeti leleteket a környéken, a miskolci táj mint emberi település – úgy tűnik – háttérbe szorult ebben az időszakban. A késői bronzkorban viszont jelentős változás történt, ebből a korból két földvár nyomait is feltárták. Az egyik a Miskolctapolcától 3,5 kilométerre található Leányvár, a másik a Bükkszentlászlón feltárt Nagysánc. A földvárak építése a késői bronzkorban kezdődött. Mindkét földhalomvár megépítése ugyanannak a Kyjatice-kultúra népességének tulajdonítható, akik az i. e. 12–11. században éltek a környéken, és feltehetően az Alföld északi részét uraló Gáva-kultúra nyomására húzódtak fel a hegyvidéki részekre Északkelet-Magyarországon és Délkelet-Szlovákiában, nagyjából azokra a területekre, amelyeken a bükki kultúra képviselői is éltek korábban. A feltalált régészeti leletek fejlett bronzművességről tanúskodnak, Bükkszentlászlón például szépmívű bronz ékszereket találtak, Leányváron őskori cserépmaradványokra leltek; a szerényebb leletanyag talán azzal magyarázható, hogy a szomszédos kőbánya működése során a nyugati részt lebányászták. A bronz előállításához szükséges réz valószínűleg a rudabányai lelőhelyről származott. Jellemzőjük még sajátos hamvasztásos temetkezési eljárásuk. A földvárakat később valószínűleg a kelta korban is használták.
A korban rákövetkező leletek szkíta és kelta eredetűek. A szkíták jelenlétére – többek között – a Muhiban 1931-ben talált gepárdot ábrázoló tükörnyélvég szobrocska utal, majd 1934-ben az Egyetemváros területén is előkerült egy hasonló lelet. A legszebb darabot azonban még 1928-ban találták meg Zöldhalompuszta közelében: egy pajzsdíszként használt aranyszarvast, amely a Herman Ottó Múzeum kincse és emblémája. 1986-ban a Szentpéteri kapuban tárták fel egy jellegzetes szkíta urnasíros temető részletét. A kelták részben már a szkítákkal együtt éltek, illetve váltották őket a területen. A kelta társadalom központja valószínűleg a bükkszentlászlói földvár volt, erre utal a fellelt pénzérmék koncentrációja is (ők használtak először pénzérméket a környéken). Az ő idejükből származik a bükkszentlászlói földvárból 1846-ban előkerült, 367 darabos éremlelet, amely Bécsbe került. Az érmék előlapján gömb, hátlapján ló és lovas motívumok találhatók. Földműveléssel, állattenyésztéssel foglalkoztak, de ők honosították meg a korongozó fazekasságot és a vaskohászatot is. Ez a nép a cotinus nevű kelta népcsoport volt, itteni létezésükről és tevékenységükről Tacitus római történetíró is beszámolt. Bükkszentlászló környékén kívül letelepedtek Diósgyőrben és Miskolc belterületén is.
A kelta kor utáni korból csak szórványos leletek ismertek, amiből az következtetés vonható le, hogy a táj lakottsága ismét lecsökkent egy időre.
A hunok egyik fő központja Magyarország területén a tiszai Alföld volt, hun leletek csak szórványosan kerültek elő Miskolc környékén. Az egyik ilyen egy Miskolc és Szirmabesenyő közötti homokbányából került elő. Nagyobb számban ismertek azonban a germán kvádok emlékei, amiket a belvárosban, az Erzsébet téren és a Sötétkapu környékén találtak meg. A népvándorlás második hullámából a Vezér utcán talált avar övveretek, illetve az Alsózsolcán feltárt sírleletek említendők.

## A honfoglalástól a mohácsi vészig

### Miskolc és környéke

#### Birtokviszonyok
A magyar honfoglaló törzsek a népvándorlás második hullámával, 895-ben érkeztek a Kárpát-medencébe. Borsod-Abaúj-Zemplén vármegye területén először a zempléni részeken telepedtek le, innen a vezető katonai rétegre jellemző gazdag sírleletek kerültek elő, Miskolc területén és közvetlen környékén azonban csak a köznép ittlétére utaló régészeti leleteket találtak. A legfontosabb honfoglalás kori temetőt a miskolci repülőtéren tárták fel 1951-ben és 1959-ben. A feltárt 25 sírból tíz tartalmazott mellékleteket: bronzhuzalból készült hajkarikákat, füles gombokat, karpereceket, köves gyűrűket, kardot, nyílhegyeket, lószerszámokat, ereklyetartó mellkeresztet és bordás nyakú kerámiaedényeket. A temető sírleleteinek viszonylag csekély száma azzal is magyarázható, hogy a 19. század végén, a mai megyei kórházzal szemben téglagyár működött, ami homok- és agyaglelőhelynek használta a temető területét. A fellelt tárgyak alapján a temetőt a 10. század második felében kezdték használatba venni. Találtak még sírokat a diósgyőri vár közelében és a Papszerből nyíló Mélyvölgy utcában is.

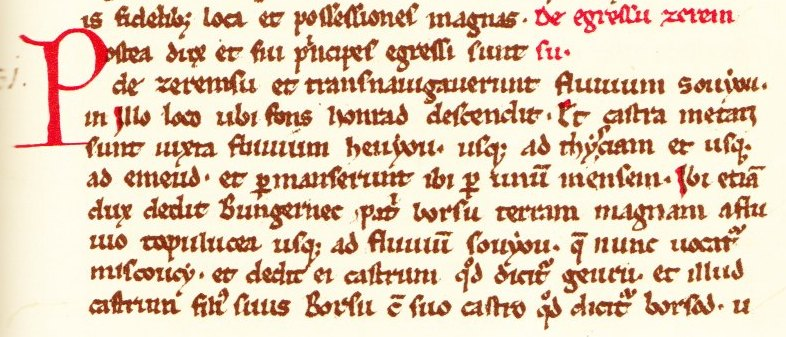
A Gesta Hungarorum 31. fejezete (részlet)

Miskolcról és első birtokosairól Anonymus számolt be: „Ezután a vezér (Árpád) és főemberei elhagyták Szerencset, s átkeltek a Sajó folyón azon a helyen, ahol a Hernád vize beleömlik. A Héjő vize mellett ütöttek tábort, egészen a Tiszáig és Emődig, s egy hónapig maradtak ott. A vezér még ott Böngérnek, Bors apjának nagy földet adott a Tapolca vizétől a Sajó folyóig, amelyet most Miskolcnak hívnak, azonkívül odaadta neki azt a várat, melyet Győrnek mondanak. Ezt a várat Böngér fia, Bors a maga várával, Borsoddal egy vármegyévé tette” – írta Anonymus a Gesta Hungarorum 31. fejezetében a környék birtokba vételéről. A szövegben szereplő Böngér a Miskolc nemzetség őse volt.
Miskolc a rokonság legfontosabb birtoka lett, de Diósgyőrt a 11–13. század között elvesztették: királyi várbirtok lett. A nemzetség birtoka természetesen nem csak Miskolc területére korlátozódott, a Sajó és a Tapolca között, a Szinva két partján más helyek is a birtokállományt gazdagították. Csabán több ág osztozott, Tokajban (a mai Kistokaj), Ónodon, Csécsen is voltak érdekeltségeik, Mályi egy részét vásárlással szerezték meg, és a birtoktömb része volt Szirma is. A miskolctapolcai barlangfürdő mellett folyó ásatások során megtaláltak egy 11. századi kis körtemplomot, ahol a városalapító nemzetség tagja nyugodhatott. A Miskolc nemzetség a későbbiekben több ágra szakadt, de tagjai a későbbiekben is, nagyjából a 14. század második feléig visszajártak ide temetkezni. Monostort is építettek, amely legkésőbb 1219-ben már állt (ekkor említi először okirat), amelynek az volt a feladata, hogy őrizze a nemzetség földi maradványait. A Szent Péter és Szent Pál tiszteletére emelt monostorban bencés szerzetesek éltek, egészen a 16. századig. Az apátság mellett ispotály működött, amelynek fenntartását – miután egyházi tulajdonba ment át, a Miskolcok pedig csupán kegyúri jogaikat gyakorolhatták – az alapítványi földbirtokból származó jövedelem biztosította, amit később különböző hagyatékok, bírságolások pénzei pótoltak ki. Az ápoldában a bencések végezték a gyógyító munkát.
A 13. századra a birtokviszonyok kissé nehezen követhetővé váltak, részint a tatárdúlás, illetve következményei miatt, másrészt a nemzetség több ágra szakadása, harmadrészt egyes birtokrészek eladása miatt, negyedrészt pedig mert a királyi adományozások során egyes nemzetségi ágak az ország más részein kaptak birtokokat. 1245-ben például Panyit fia Panyit 30 márkáért eladta azt a miskolci földet, amit akkor már elhunyt testvérével, Varasddal együtt tulajdonolt. 1256-ban új tulajdonosok is feltűntek a városban: Jaroszló fia Fábián és Füle zágrábi prépost vásárolt területet. A 13. század második felében hét birtokos osztozott Miskolc területén. 1312-ig miskolci résztulajdonos volt Csabai János (Pál fia Miklós unokája), akitől azonban ekkor a király minden birtokát elkobozta. Visszatérve a tatárjáráshoz, a Miskolchoz közeli muhi csata után, amelyben a magyar hadak katasztrofális vereséget szenvedtek, a menekülő IV. Béla – nem bizonyítottan, de valószínűsíthetően – útba ejtette a várost is. A mongol dúlás miatt számos helység elnéptelenedett, de a hegyes, erdős részek kisebb károkat szenvedtek el. Elpusztult a megye központja, Borsod is, amely a ezután teljesen a jelentőségét vesztette. A miskolci részbirtokok egy részének tulajdonosváltását valószínűleg a megváltozott gazdasági és politikai viszonyok okozta. A király is változtatott korábbi politikáján: míg azelőtt visszavette a földbirtokokat a főuraktól, most gazdag birtokadományokkal jutalmazta, és ennek fejében kővárak építésére kötelezte őket. Ezáltal a nagybirtokosok hatalma jelentősen megerősödött, és uradalmakat, szabályos tartományokat alakítottak ki váraik körül. A kezdődő politikai feszültségeket tetőzte a Béla és fia, István herceg közötti ellentét, ami háborúskodásban csúcsosodott ki. A hadi események egyik fontos alakja volt a Miskolc nembeli Panyit, aki István híveként tüntette ki magát, és fontos tisztségeket és birtokokat kapott az ifjabb királytól. Borsodban a legnagyobb vetélytárs az erőteljesen terjeszkedő Ernye bán volt. Panyit (más források szerint a fiai) az Ákos-birtokok közelében felépítette az éleskői várat, a vetélytárs dédesi várának ellensúlyozására. A vár alá 11–13 helység tartozott: Miskolc, Várad (Szilvásvárad), Tokaj (Kistokaj), Csaba (Hejőcsaba), Mályi, Veze, Tard, Bala, Visnyó, Filtó, Aranyos (Bükkaranyos), Bós, Bőcs, és valószínűleg Panyit rendelkezett a tapolcai apátság kegyuraságával is. Ernye ellensúlyozása nem volt túl sikeres, az ugyanis sokkal nagyobb gazdasági erővel rendelkezett, a Miskolc nemzetség fokozatosan háttérbe szorult. Panyit ága kihalt, várát egy 1336-os adat szerint már a Szécsi család birtokolta. Az 1310-es években Miskolc birtoklásában már csak három Miskolc nembeli család volt érdekelt: a Visnyóiak, Miskolci János és Miskolci Sándor fiai (Miklós és Sándor).
Az Árpád-ház kihalása utáni történéseket az határozta meg, hogy ki melyik oligarchához csatlakozott. A Miskolc nembeliek Aba Amadét választották, Miskolci János a Csák Mátéval szövetséges Aba Amadé fiainak seregében harcolt Rozgonynál, I. Károly (Károly Róbert) király ellen. Döntésük hibás volt, a győztes király összes javaikat a Szécsi családnak adta, akik a „maradék” Visnyóiaktól is megszerezték részüket, és ezzel a város nagyobbik részét uralták. 1360-ban az uradalomhoz tartozó helységek: Miskolc, Várad, Veze, Besenyő, Tokaj, Tard, Bala, Mályi, Csaba, valamint Bós és Visnyó fele, és rendelkeztek a tapolcai apátság kegyuraságával is. A Szécsiek azonban nem voltak sokáig a vidék birtokosai, I. Lajos királynak ugyanis szüksége volt a diósgyőri vár fenntartásához a közelben lévő falvakra, így Szécsi Dénes a Vas megyei Lendva váráért és a hozzá tartozó 75 faluért cserébe átadta itteni birtokait és tapolcai kegyúri jogait. A város 1365-ben mezővárosi rangot kapott a királytól.

#### Városszerkezet

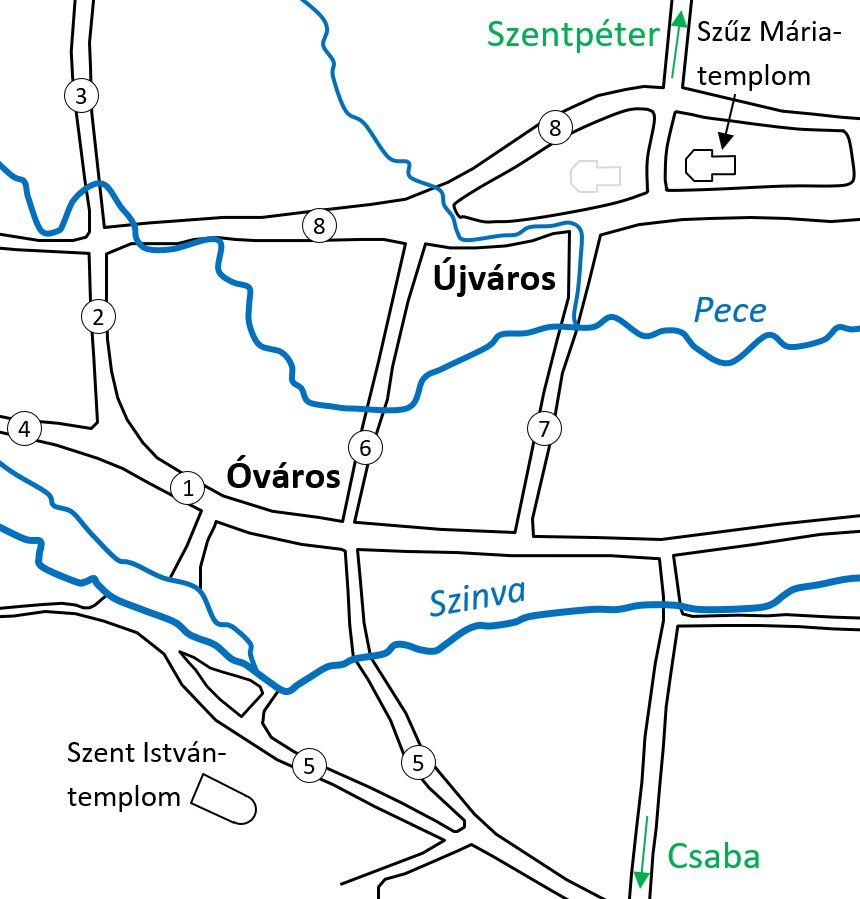
Miskolc városszerkezete a középkorban (utcák: 1 – Piac, 2 – Mészár, 3 – Fábián, 4 – Hunyad, 5 – Papszer, 6 – Czikó, 7 – Boldogasszony, 8 – Újváros)

Miskolc jellemző vizei mindig is meghatározóak voltak a város életében. A Sajó (Sayouvyze) a város természetes határvize volt, s mint ilyen, rendszeres határviták okozója is volt, főleg Nagyzsolcával (Nag Soltza, Nog Solcya). A viták részbeni oka az volt, hogy a határvonalat a folyó közepén, vagy valamelyik partvonalán húzzák meg, de birtokháborítások is szép számmal előfordultak. A város folyója a Szinva, ami átszelte a Miskolc nemzetség birtokát; Nagy Lajos 1377-es oklevelében magyarul is megemlíti: Synwapataka. A patak a városban mindig is viszonyítási pont volt, ehhez képest határoztak meg bizonyos birtokok, helyek, épületek stb. elhelyezkedését. A következő, a forrásokban már korán feltűnő vízfolyás a Hejő, amely a forrásával kapcsolatos hőforrásokról kapta a nevét: Hévjó. A Szinva és a Hejő a terület gazdaságában is jelentős szerepet játszott, ugyanis mindkettőn számos vízimalom működött, környezetükben pedig nádasok, rétek, tavak voltak, illetve halastavakat alakítottak ki. A vízfolyásokon emelt hidak alkalmasak voltak hídvám szedésére, így a birtokosaik számottevő jövedelemre tehettek szert általuk.
A korabeli birtok- és határleírások értelmezésében a város környéki (ország)utak megnevezése is fontos. Ezek főleg különböző oklevelekből és határjárások leírásából ismertek. A Csaba felé vezető utat (per viam Soba) már 1067-ben megemlítette egy apátsági alapítólevél. Ehhez kapcsolódott egy Miskolcról Ohatra vezető főút. 1355-ben leírták a Zsolcára menő utat (viam in Solch ducentem). Fontos volt a Mohira vezető út is, mert innen Egerbe is el lehetett jutni. Miskolcról a Bükkön keresztül is el lehetett jutni Egerbe, de a bükki helységeket is több útvonalon lehetett elérni. A Miskolc határait rögzítő 1325-ös oklevélben említést tesznek egy kövesútról (kuueswth), ami Vajlára vezetett. A Bükk fontos útja volt a Diósgyőrből Dédesre vezető „nagy út” (1315), a Miskolc–Bábony út (1325), a Miskolc–Mezőcsát út (1332). Fontos volt a Szentpéter felé vezető út is, mert erre lehetett eljutni Gömörbe. Ismertek utak leírásai Tapolca és Csaba felé is.

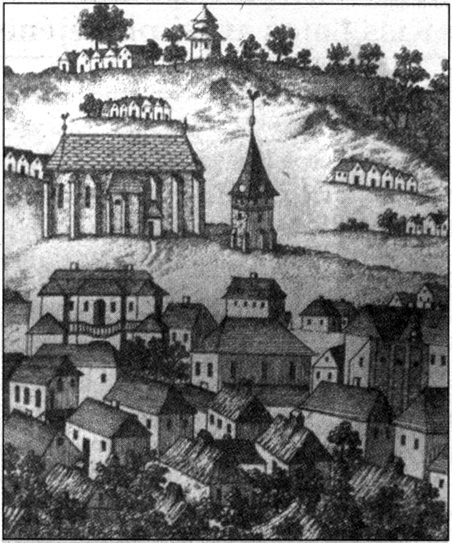
Az Avas két temploma 1800-ból (az oldalban a református templom, a tetőn a Szent György-kápolna)

Miskolc belterülete, illetve utcaszerkezetének a magva már korán kialakult. Az Árpád-korban a település falusias jellegű volt. Az első, 11. századból származó házak maradványait egy 1955-ös ásatás során találták meg a Sötétkapu mellett. Egy 1376-ban kiadott oklevélben leírtak szerint a település utcákra tagolt, szőlővel beültetett hegyekkel körbevett, királyi birtoklású város volt. Az utcák és a szőlőhegyek mind névvel rendelkeztek. Ismert volt a Piac utca (a mai Városház tér és Széchenyi István utca), a Fábián utca (a Miskolc nembeli Jaroszló fia Fábián családja nevét őrizte meg). Középkori eredetű a ma is létező Hunyad utca elnevezése, egy 1501-es irat tesz említést róla. A Malom utca a Szinvához vezetett, 1506-ból ismert. Miskolc gazdaságának fontos objektumai voltak a mészárszékek, amelyek emlékét a Mészár utca őrizte (a mai Városház térből indult északi irányba). 1521-ből ismert egy Kiskassa nevű utca is, amely a Pece-patak mentén feküdt (érdekes, és talán nem véletlen, hogy Miskolc közelében, Szikszón és Sajószentpéteren is volt ilyen nevű utca). Az utcahálózatot a Szinva folyásiránya határozta meg, ezzel párhuzamos, illetve ebből kiágazó utcák hálózata alkotta. A miskolci házakról – a belvárosi ásatásoktól eltekintve – nem sok ismeret maradt fenn, de általában patics- vagy vályogfalas épületek lehettek. A miskolci elit azonban már a középkorban kőházakban lakott, erről okleveles adatok maradtak fenn.
Miskolc első temploma az avasi Szent István-templom volt. Először 1323-ban említették, ami előtte történt, az régészeti ásatások alapján ismert. A mai templom helyén egy 13. századi, meglehetősen nagy méretű templom állt: 27,5 méter hosszú és 7,43 méter széles volt, a város felőli oldalon sekrestyével. Az ásatások során freskótöredékeket és faragott köveket találtak. Ezt a templomot a 14–15. században kibővítették, kétszer is meghosszabbították, tornyot és talán még egy félköríves apszist is építettek hozzá. Az új templomot 1489-ben szentelték fel, harangokkal ellátott toronnyal, orgonával (1525-ben említenek egy Ferenc nevű orgonistát). Csabai Kovács István kápolnát építtetett hozzá az északi oldalon. Ez azóta megsemmisült, de nyoma ma is látható a templom oldalán. Ezt templomot 1544-ben a törökök felgyújtották, ezután tető nélkül romlott az állaga, mígnem 1563 és 1569 között átépítették, a város lakosságának vallásváltása miatt a református szertartásoknak megfelelően. A különálló fagalériás harangtornyot 1557-ben emelték. A város második temploma az Újvárosban (de Noua Ciuitate) álló Szűz Mária- vagy Boldogasszony-templom volt, amely 1371 után épülhetett, 1445-ben már állt. Ez a templom a város kétközpontúvá válása, az Óváros és Újváros nevű városrész kialakulása nyomán keletkezett.
Egy újabb templom a Szent György-kápolna, amely az Avas-tetőn, a Szent György hegyen állt, és régi ábrázolások szerint egy körkápolna volt; a helye pontosan nem ismert. Első említése egy 1376-os oklevélből származik, a szőlőhegy kapcsán. A városban iskola is működött, 1453-ban írtak egy Mihály, 1521-ben Pál nevű baccalaureus (egyetemet végzett) iskolamesterről. Az első iskola helyéről nincs pontos információ, de feltételezhető, hogy ennek az alapjain épült az új iskola is a Papszeren, ami a mai Herman Ottó Múzeum régi épülete. Az egyház Mindszenten, Miskolc határában, a Csabára vezető úton ispotályt (szegényápoldát) épített a templom közelében, 1483-as írásos adat szerint akkor már állt.
A városkép meghatározó elemei voltak a malmok is, amelyeknek sora a Szinvára volt telepítve – Diósgyőrtől Miskolc „aljáig”. A mészárszékek a Mészár utcán (később Szék utca) épültek, a Pece vízhasznosítása végett. A városi beltelkekhez határrészek is tartoztak, amelyek szántók, rétek, szőlők voltak. Szőlővel gyakorlatilag már a középkorban körbeültették a várost, borászata elismert volt. Szőlőhegyet nevesítve már egy 1376-os oklevél említ: az avasi Szentgyörgyhegyet, 1461-ben magyarul is: Zenthgyerhege.

### Diósgyőr

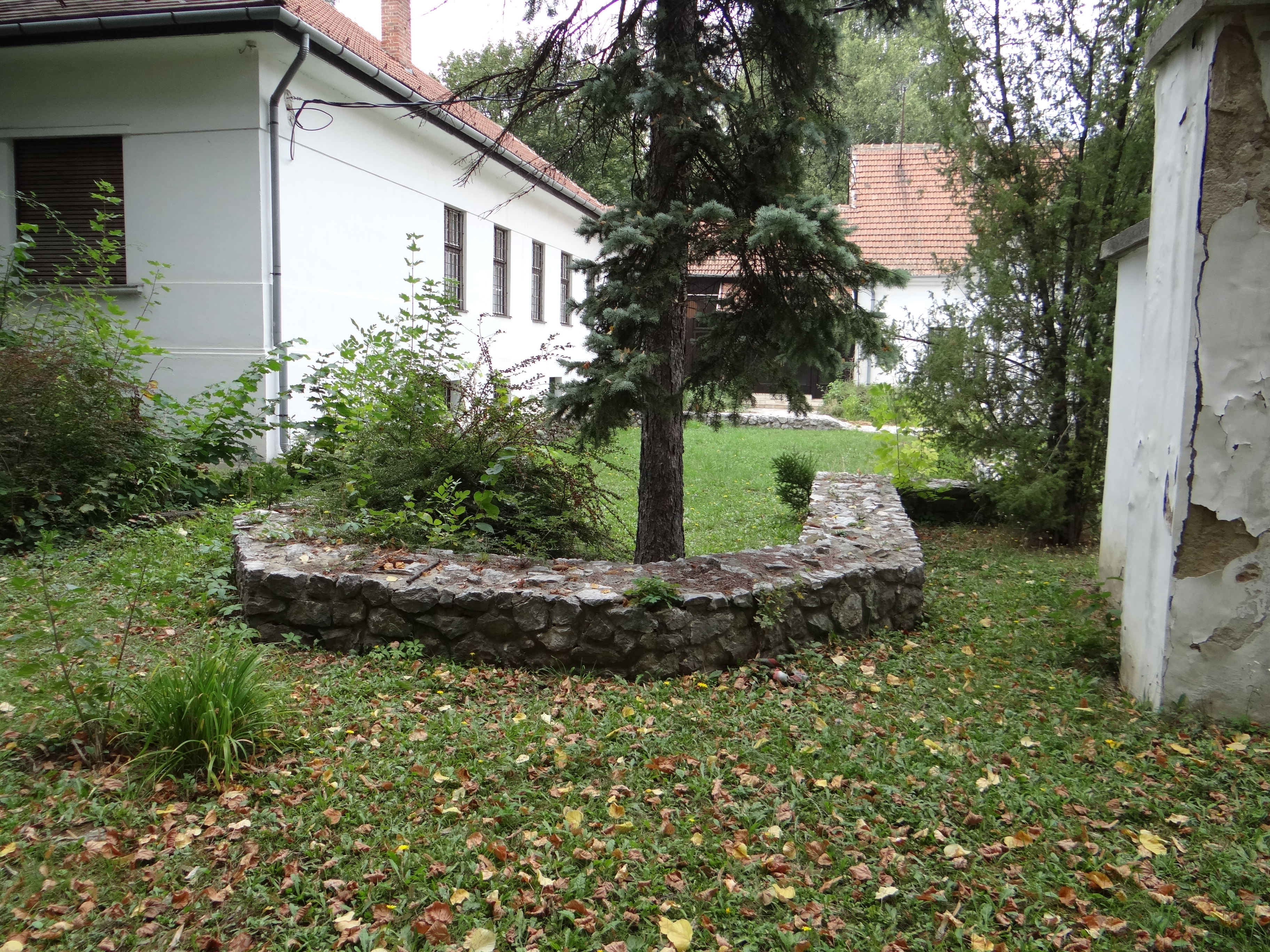
Az egykori pálos kolostor alapjai Diósgyőrben

Diósgyőr 1261 után lett az Ákos nembeli Ernye báné, és a várat IV. Béla várépítési kezdeményezésére és vetélytársai, a Miskolc nembeliek éleskői vára ellensúlyozására építette, az ő fellépésére válaszul pedig az egri püspök is várat emelt Cserépen. A vár helyén a 12. században már állhatott egy földvár, ennek azonban nincsenek régészeti nyomai, talán nem is a jelenlegi vár helyén volt. Az újabb kutatások szerint Ernye első vára sem a várdombon épült, hanem attól északkeletre, a pálosok középkori rendháza helyén. Pontosan nem lehet tudni, hogy a fiatalon még szegénynek számító Ernye milyen lépésekben építette ki hatalmas birtokrendszerét (élete végére az egyik legtehetősebb földesúr lett, hatalmas vagyont hagyott hátra), de fia, István is folytatta apja – nem ritkán erőszakos – terjeszkedő politikáját. Az ő idején volt a rezidenciajelleggel kialakított diósgyőri vár első fénykora, amikor István egyenesen borsodi nádornak címezte magát. Tekintélyét és személye fontosságát jelzi, hogy Bajorországból választhatott feleséget, a bajor herceg lányával kötött fényes esküvőjét a várban tartotta, és több oklevelet is kibocsátott itt. Például azt az okiratot, amelyben a még éppen alakuló pálos rend számára rendházakat alapított. 1313-ra felépült a Szentlélekről elnevezett kolostor, a régi vár helyén pedig Diósgyőrben alapított rendházat. Ákos István halála után sok minden megváltozott, fiai a királyi lojalitás helyett Csák Mátéval kötöttek szövetséget. A háborúzások befejeződésével I. Károly király elkobozta vagyonukat, és azokat az Ernyefiak ellen győzedelmes Debreceni Dózsának ajándékozta. A várhoz tartozott Diósgyőr mellett még Emőd, Istring, Tullus, Kisgyőr, Muhi, Csécs, Örös, Szederkény, Odormány, Kisfalu, Sejpestő és Szalonta. 1320-ban azonban – Debrecenit kárpótolva – visszavette a király a birtokot, ami később a Drugeth család kezelésébe került. Az 1330-as évek elején már ismét a királyé volt a vár, aki a királynénak adta. 1343-tól váltakozva I. Lajos király, illetve az anyakirályné, Piast Erzsébet tulajdonolta a várat. Lajos szívesen időzött itt, és nemcsak a kellemes időtöltés miatt (1355-ben halastavat és vadaskertet létesített itt), de politikai okokból is kiemelten fontosnak tartotta (Lengyelországgal és több országrésszel is könnyedén tudta tartani a kapcsolatot innen). A várat 1360 és 1378 között jelentősen átalakította, jelentős mértékű bontások után az emeletet sárga homokkőből, a tornyok felső részét szürke mésztufából rakták. A palotaépületet külső vár vette körül, falai 4 méter vastagok és 15 méter magasak lettek. A reprezentatív főbejárat nyugaton volt. A várat 25 méter széles vizesárok vette körül. A sorozatos ásatások során számos lelet került elő: mázas padlótéglák, szépen formázott kályhacsempék, edények, kőfaragások stb.
Lajost halála után lánya, Mária követte a trónon, de Diósgyőr vára hivatalosan csak 1389-től lett az övé. Idejében a vár várnagyai Bebek László tárnokmester és Bebek Ferenc udvarmester voltak (a várnagyság össze volt kapcsolva a borsodi ispánsággal). Zsigmond német-római császárrá koronázása után második felesége, Cillei Borbála tulajdona lett a vár, és ettől kezdve a diósgyőri vár hagyományosan a királynék várának számított. Férje azonban – birtokadományozási okokból – esetenként egy-egy darabot kiszakított az uradalomból (Kaza, Kacola, Cserép, Mezőkövesd, Mezőkeresztes). Zsigmond 1395-ben pallosjogot adott Miskolcnak, a város két pallosa a múzeumban látható. Az új király, Habsburg Albert anyósa minden ingóságára rátette a kezét, és azokat jutalmazta velük, akik őt segítették a trónra kerülésben. Csehországba távozásakor (1438) felesége, Luxemburgi Erzsébet vette át a hazai ügyek intézését, de Diósgyőrt csak a következő évben adta át neki a király. Sokáig nem örülhetett neki, mert pár hónap múlva meghalt Albert, és Ulászló eleinte ugyan meghagyta birtokait, de mivel az özvegy királyné szembefordult vele, a vártartomány a királyé lett. 1454-ben már Cobor Mihály, a Hunyadiak familiárisa állt a megye és a vár élén. Mátyás király uralkodása során Diósgyőr körül nagy uradalmat épített ki, amelynek hatásköre még Abaújra, Zemplénre és Szabolcsra is kiterjedt. A vár előbb Podjebrád Katalin magyar királynéé volt, második feleségének, Beatrixnak azonban csak némi késéssel, 1481-ben adta át a várbirtokot. Első várnagya még magyar, Pakosi Lajos volt, de utána Beatrix olaszoknak adta e tisztséget. A Mátyás halála utáni zavaros időszakból II. Ulászló került ki győztesen, aki színleg feleségül vette ugyan Beatrixot, de nem sokkal később érvénytelenítette a házasságot, Beatrix pedig 1500 végén hazautazott Itáliába. Az új királyné, Anna francia hercegnő megkapta ugyanazokat a birtokokat, amikkel Beatrix is rendelkezett, így Diósgyőrt is. A királyné halála után javait gyermekei örökölték. 1512-ben a király – tartozása fejében – Bajnai Bot András özvegyének zálogba adta a várat, aki hamarosan Colowrati Kossacki Jánoshoz ment nőül. Az új birtokos csak arra törekedett, hogy minél nagyobb jövedelmet sajtoljon ki a birtokból, emiatt Miskolc és Mezőkeresztes lakói be is panaszolták II. Lajos királynál. A király figyelmeztette a zálogbirtokost, kijelentette, hogy csak a várat adta át használatra, a jobbágyok változatlanul a királyéi. Annyira komolyan vette a helyzetet, hogy Miskolcnak 1519. június 16-án ismét pallosjogot adományozott, hogy „mások elrettentő példájára a bűnösöknek fejét vehessék”. A király mindenképpen vissza akarta szerezni a várat felesége, Habsburg Mária számára, és ez 1522. február 2-án meg is valósult. Az ifjú királyné erélyesen és hozzáértően látott neki a birtokok igazgatásának, ennek azonban nem juthatott a végére, mert 1526. augusztus 29-én, a mohácsi csata során a magyar seregek vereséget szenvedtek a töröktől, a király is életét vesztette.

### További környező települések
- Hejőcsaba. Miskolctól keletre, dombos vidéken terül el. A Miskolc nemzetség birtoktömbjén belül fejlődött, oklevél először 1067-ben említette. 1245-ből származik az az okirat, amely szerint Csabai Pál fia János volt az ura. Egy 1256-os okmányból kiderült, hogy rajta kívül tulajdonos volt még a Miskolc nembeli Marcel fia Lőrinc és unokatestvérei is. Lőrinc később eladta a birtokrészét Manguch fiai Mihálynak és Jakabnak. Rajtuk kívül részbirtokos volt még Panyit bán és Miskolc fia Sándor is. Utóbbiak területei 1312 után a Szécsi családé lettek. A tulajdonosváltások közepette csak Lőrinc utódainak maradtak meg a birtokai. A birtokosok száma a 14. század vége felé még jobban megszaporodott, amikor Zsigmond a Hejő egyik malmát (Zenesmolom) a diósgyőri pálos szerzeteseknek adományozta. Mátyás trónra léptekor a község egy része a királyi birtokok része volt, de hamarosan megjutalmazta vele Parlagi Györgyöt, a diósgyőri vár alvárnagyát. Ő 1479-ben 200 aranyforintért eladta Kovács Istvánnak, aki a település új, egyre nagyobb hatalmat kiépítő birtokosa lett. Miskolci polgárból Csabai Kovács István nemesember lett, Hunyadi familiárisa lányát vette feleségül. Övé lett sorra Szirma, Koromháza, Boldva, Vadna, Abod, Zsolca, Kazinc és más falvak. A diósgyőri pálosokat adományokkal segítette, a miskolci Szent István-templomban oltárt alapított. Halála után vagyona vejére, a szintén ambiciózus Horvát Gergelyre szállt. Több más miskolci polgár is szerzett itt résztulajdont (Varró Balázs, András deák, Miskolci Péter, Hevesi János stb.). Ez a többtulajdonosság a falu egész középkori történelmére jellemző, ami azt jelzi, hogy gazdasági szempontból fontos területnek számított. Az egyik ok a szőlészet volt, aminek már 1256-ból vannak írásos nyomai, a másik a malmok adta haszon. A településen, főként a Hejőre telepítve több vízimalom is működött, egyszerre öt-hat malomban is őröltethettek a parasztok. A település laza szerkezetű volt, mégis több utcája névről is ismert, például a Telek és a Parys utca.[46]
- Szirma. Miskolctól délre, délkeletre helyezkedik el, a Hejő és a Szinva között, sík területen. A vele kapcsolatos írásos adatok ritkábbak, és első említése is csak 1343-ból származik. Szinte folyamatos harcban állt Miskolccal és Csabával a határai miatt, illetve egyes nagybirtokosok bekebelezési szándékaival szemben. Valószínűleg kezdettől a Miskolc nembeliek birtoka lehetett, de korán elszakadt ettől a birtoktömbtől. A település legfontosabb birtokosa ezután a Szirmai család lett, akik a környéken is szereztek maguknak birtokrészeket. Szirmai György 1417-ben nemesi címet kapott, birtokaikban Hunyadi János, V. László és Mátyás is megerősítette őket. Szirmára nem jellemző a Csabán tapasztalt soktulajdonúság, de azért Csabai Kovács István itt is szerzett részt magának. A 15. század második felében miskolci polgárok béreltek, illetve vettek zálogba szirmai részeket (például Temesvári Mihály és Domonkos, Pap Albert és János, Basy Barnabás stb.). Ez a település szőlőművelésre nem volt alkalmas, a szántóföldek és a rétek, legelők vonzották ide a miskolciakat. Malma egyáltalán nem volt, így a gabonaőrlést Csabán oldották meg. A község beépítése utcás jellegű volt.[47]
- Tapolca, Görömböly, Mindszent. Tapolca a honfoglalás után a Bors, majd a Miskolc nemzetség tulajdona lett. A barlangfürdő mellett folyó ásatások során feltártak egy 11. századi kis körtemplomot, legkésőbb 1219-ben pedig monostor is állt itt, és a nemzetség tagjai hosszú ideig ide temetkeztek. A monostor a bencéseké volt, és szegényápoldát is működtettek.[27] Görömböly szláv eredetű név, a települést Árpád-korinak tartják. Oklevél először 1358-ban említette, mint egy nyéki földterület szomszédosa. 1393-ban Jolsvai Leusták nádor és Kaplai János országbíró oklevelet adott itt ki. Mindszent területe közvetlenül Miskolccal volt határos, története szorosan összefügg a városéval. Mindszenten is létesült egy ispotály, amelyet Mátyás király 1483-as oklevele is megemlít, a Mindszent név pedig 1540-ben bukkant fel először magyarul a királyi adólajstromokban.[48][49]

## Magyarország három részre szakadásától a Rákóczi-szabadságharcig

### Történeti áttekintés
A mohácsi csatavesztés után, 1541-ben az ország három részre szakadt. Felső-Magyarország birtoklásáért három hatalom vetélkedett, de az alkalmilag, a mindenkori erőviszonyok függvényében kialakult politikai határok nem fedték a valós befolyási övezeteket. Miskolc és Diósgyőr elvileg Ferdinánd országrészéhez tartozott, de a hódoltság szélén elhelyezkedve a törökök is befolyási övezetüknek tartották, és a budai, majd az egri vilajet részeként tekintettek rá (bár a városba nem települtek be török katonák). Ez a terhek megnövekedését jelentette, a biztos védelem nélkül maradt Miskolc a többirányú adózás (ez a hódoltság teljes idejében fennmaradt) és a fosztogatások miatt komoly károkat szenvedett el.
Miskolc városa 1544-ben ellenállt a budai pasa hódolásra való felszólításának, ami miatt augusztusban jelentős büntetősereg érkezett, amely feldúlta és kirabolta a várost (ekkor gyújtották fel az avasi templomot is). A büntetés megtette a hatását, a város ezután megfizette a kivetett adót a töröknek (is), de a kettős adózást és a város pusztulását is figyelembe véve Ferdinánd felére csökkentett adókedvezménnyel segítette az újjáépítést. Miskolc a királynak 1544-ben 186 forintot adót fizetett be, a város 1549-ben 115 porta után adózott, ami a vármegye adójának 7,3%-át tette ki. A város ugyanilyen portaszám mellett 1555-ben 75 forint 44 dénárt, 1556-ban 25 forintot szedett be, ami komoly csökkenést jelent. Az adatok szerint ez azonban nem a lakosság elszegényedésével függ össze, hanem a nemesek csökkenő számával. A 17. században – bár a törökök nem szívesen alkalmaztak könnyítést – többször előfordult, hogy a város vezetőinek kérésére mérsékelték a fejadót. Ez általában valamilyen természeti csapás, fosztogatás vagy valamilyen hadi esemény miatt valósult meg. Mindazonáltal adóemelések is előfordultak, főleg valamilyen katonai fellépéssel kapcsolatban. Adói védelme érdekében a törökök némi védelmet biztosítottak Miskolcnak. 1663-ban például megkérték a tatárokat, hogy kerüljék el a várost, a hódoltság vége felé pedig megtiltották a hajdúk és a török katonák számára, hogy megszálljanak a városban. A befizetett összegekről a törökök nyugtát adtak, amit a város igazolásul használhatott fel.
Az ország egyesítésének erdélyi gondolata – a törökök támogatását vagy jóindulatú semlegességét feltételezve – a Habsburgok ellen irányult, így a hódoltsági területek eredetileg nem szerepeltek az elképzelések között. Ugyanakkor azonban a nádori politika legfontosabb törekvése a Mohács előtti állapotok visszaállítása volt, ez viszont a török kiűzését követelte meg, amire azonban a fejedelmek nem láttak reális esélyt. Az a furcsa helyzet állt elő, hogy – bár mindkét oldal magyar érdekeket képviselt – megegyezés nem születhetett közöttük. Pedig a tizenöt éves háború nem hozta meg a kívánt eredményt, és a törökök ellenében az egymásrautaltság egyre nyilvánvalóbbá vált. A fejedelmek Habsburg-ellenes küzdelmében Felső-Magyarország, amely addig kettős befolyás alatt élt, stratégiai helyzete következtében fontos területté vált. A miskolciak hozzáállását alapvetően az határozta meg, hogy nyugalomban szerettek volna élni, így oda álltak, ahonnan a biztonságot megkapták.

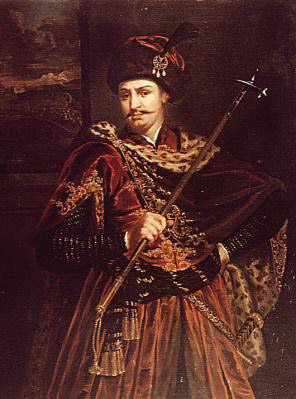
Thököly Imre

Bocskai István már 1604-ben elfoglalta Ónodot, Diósgyőrt és Szendrőt, és egy év múlva már az egész Felvidék az övé volt. A fejedelem 1605 végén megerősítette Mátyás 1471-ből származó kiváltságlevelét, amivel Miskolc (elvileg) mentesült az adók alól. Cserében a fejedelem elvárta helyiek részvételét katonaságában, emellett élelmiszert és takarmányt is kellett szolgáltatni. A hadsereg ellátása azonban akadozott, emiatt a katonák fosztogatásba kezdtek, a városba betelepült hajdúk pedig – kiváltságaik miatt – ellentétbe kerültek a helyiekkel. Emiatt Bocskai iránt ellenérzéssel viszonyult Miskolc. Bocskai halála után a törökök mozgolódni kezdtek, ráadásul a hajdúk is elégedetlenek voltak. Az 1607–1608. évi hajdúfelkelés egyik vezetője a miskolci Nagy András volt. Miskolc biztonsága ismét kérdésessé vált. 1615-ben a török hadak közeledtére személyes felkelést rendeltek el, a nemeseket pedig három portánként egy lovas kiállítására kötelezték. 1616-ban olyan súlyos helyzet alakult ki, hogy a miskolciak elhagyták a várost, hogy „a pusztában találjanak menedéket”. Visszatérésük után, amikor Bethlen Gábor megindította hadjáratát, Miskolc is kinyilvánította csatlakozását hozzá. Az 1621-es nikolsburgi béke biztosította Bethlen számára Borsodot is Miskolccal, ami a törökökkel szemben bizonyos védelmet jelentett, 1621-ben, majd 1629-ben is menlevelet kaptak tőlük. Bethlen halála után a béke által biztosított területek visszakerültek királyi tulajdonba. Ebben az időben Miskolc több alkalommal vonakodott megfizetni adóját, ami miatt komoly fenyegetéseket kapott (a város feldúlása, a főbíró kivégzése stb.) A bonyodalmas erdélyi hatalomváltás eredményeként I. Rákóczi György került hatalomra, aki 1644 tavaszán indította meg hadjáratát, és „Borsod rendei egy szívvel lélekkel hozzá csatlakoztak”. Miskolc és térsége hamar Rákóczi birtokába került, a város lakossága részt vett Ónod vára megerősítésében, élelmet és abrakot szolgáltatott, és biztosította a hadsereg számára a hidak, utak járhatóságát. A hadjárat 1645-ben a linzi békekötéssel zárult, aminek értelmében Rákóczi megtarthatta a Bethlen Gábor birtokában volt hét vármegyét, köztük Borsodot is, így Miskolc élvezhette a fejedelem védelmét. Még olyan eset is előfordult, hogy Rákóczi átvállalta a város adóját. A fejedelem 1648-ban bekövetkezett halála után a területek ismét visszaszálltak III. Ferdinándra, és véget ért a viszonylagos védettség korszaka. A térségbe német katonaságot telepítettek (névleg a török veszély miatt, de nem kis részben Erdély ellenében). 1662-ben a diósgyőri várban már csak német katonák állomásoztak. Érdekesség, hogy az 1655-ös törvények értelmében a német katonák csak „ideiglenesen”, három évig tartózkodhattak volna Magyarországon, ehelyett azonban fokozatosan növekedett a létszámuk. A török tevékenység is felélénkült ebben az időben. 1655-ben „esett Csabánál egy nevezetes harc, ahol a törököknek nagy veszedelmök volt, ki miatt a bíráknak nagy bajuk s bújuk volt” – jegyezték be a város jegyzőkönyvébe. A közbiztonság, ami sosem volt kielégítő, ebben az időben rablók, martalócok, kóbor katonák feltűnésével súlyosbodott, ezért a város kis önvédelmi csapatot is felállított. Thököly Imre is közbelépett, 1678-tól több ízben is intézkedett a kóborló katonák elfogásáról – nem sok sikerrel. 1682-ben a kurucok szövetségeseiként érkező török sereg szállt meg Miskolcon, nagy károkat okozva. 1684-ben és 1685-ben kuruc csapatok szálltak meg a városban, utóbb Thököly is jelen volt. 1685 folyamán három tábor is időzött Miskolcon, a törökök, a császáriak, majd a kurucok, az ez évi városi jegyzőkönyv tele van panaszos bejegyzésekkel. Thököly legyőzése után a császári csapatok a török ellen fordultak, ami a császári adóterhek megnövekedésével járt együtt. Az adókon kívül 1694-ben a város 175 gyalogos és 104 lovas katonát, 1695-ben 188 gyalogost és 142 lovast küldött a katonaságba. A problémák ellenére a század vége pozitív változást hozott a város számára: megszűnt a török uralom, elmaradt a többes adózás, megszűntek a rablótámadások, a népesség gyarapodott. Ez a javulás azonban hamarosan megtört, illetve lelassult a Rákóczi-szabadságharc miatt.

### Utak, utcák, kapuk

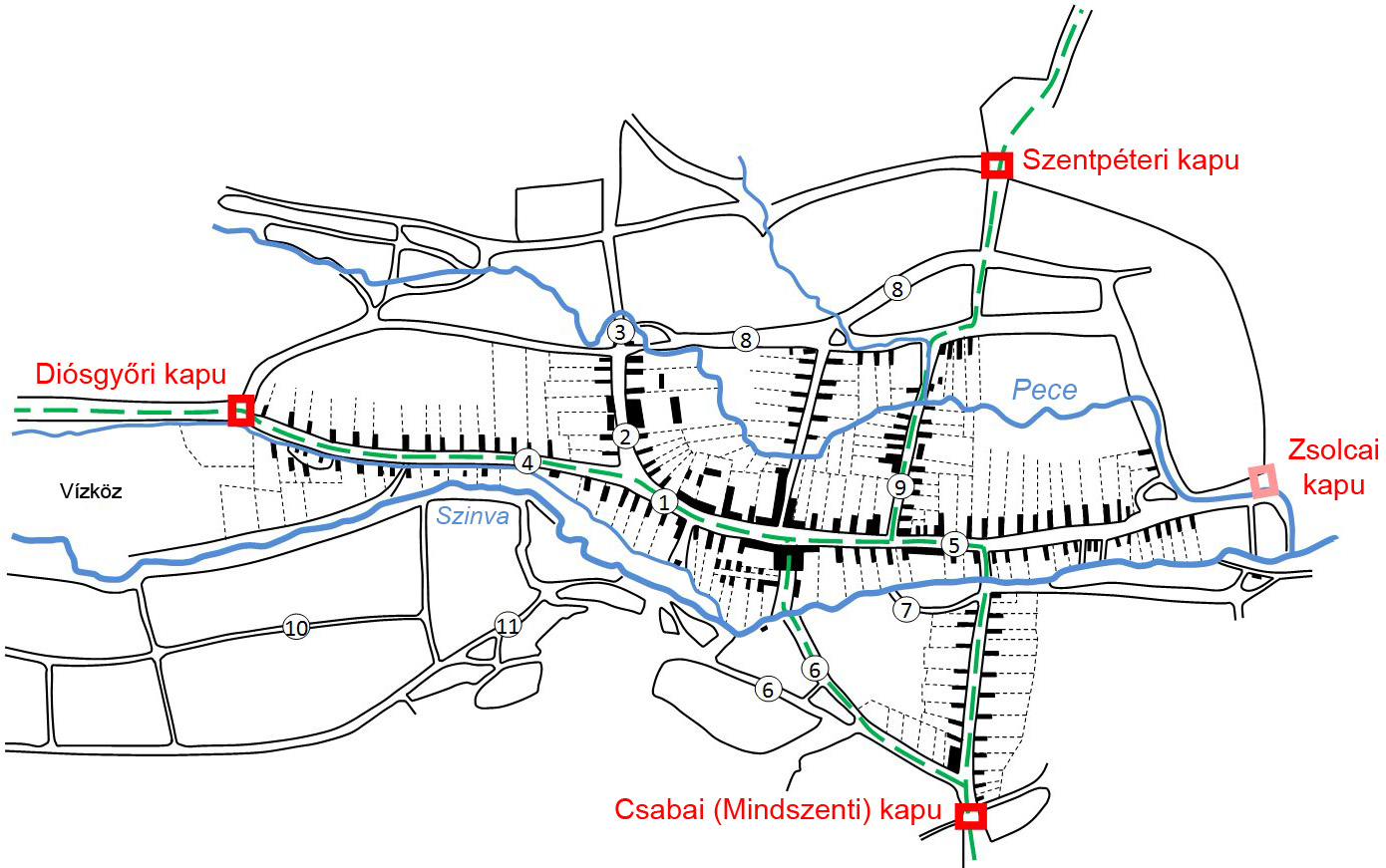
Miskolc térképe a 16–17. században. Zöld vonallal a városon átvezető országutak vannak jelölve. (A városkapuk között a Zsolcai kapu csak az 1700-as években létesült.) Az utcanevek: 1 – Piac, 2 – Mészár, 3 – Fábián, 4 – Hunyad, 5 – Alsó piac, 6 – Papszer, 7 – Kandia, 8 – Újváros, 9 – Boldogasszony, 10 – Meggyesalja, 11 – Toronyalja

Miskolc kora középkorban kialakult úthálózata lényegesen nem változott a következő évszázadokban sem, csak egyes utak jelentősége módosult. A Csaba felől érkező országút Miskolc belterületén ágazott Diósgyőr és Szentpéter felé. A Diósgyőrbe vezető út a város főutcáján vitt át, majd – miként a szentpéteri út – szántóföldek között vezetett tovább. Egerbe Diósgyőr felől a bükki utakon lehetett eljutni, de a csabai útról Miskolc kikerülésével is elérhető volt. Országút vezetett Arnótra, valamint Diósgyőrből Szentpéterre, onnan tovább Kassa irányában. Mint országutak fontos találkozóhelye, Miskolc megőrizte centrális jellegét a térségben, ezért is hívtak ide össze 1526-ban, majd 1541-ben részországgyűléseket. A hódoltság erősödésével a bükki utak fontossága erősödött.
Az országutak a város határát jelző sáncban kialakított kapukon át vezettek a belső területekre, első említés róluk 1562-ből származik. Ezek a kapuk ma már nincsenek meg, de területek elnevezésében ma is élnek. A Diósgyőri kapu (ma Győri kapu) a város nyugati határán épült, a Boldogasszony-kapu a Besenyőre vezető útnál. Utóbbit 1657-ben már Szentpéteri kapu néven említik. A Csabai kapu volt Miskolc déli bejárata, egy 1618-as zálogos levél említi először. A miskolci kapuknak nem volt túl nagy szerepe a város védelmében, erre tulajdonképpen alkalmatlanok voltak, de itt szedték be például az áruvámot, vagy a szőlődézsmát. A Mindszenti kapu a névleg különálló Mindszent községet kapcsolta Miskolchoz. A Fábián és a Meggyesalja kapu belterületi kapuk voltak, a külső részek felé vezettek. A Zsolcai kapu város keleti határán, a kassai országút mentén csak az 1700-as évek első felében létesült (a város irataiban 1718-ban jelenik meg először).
Akárcsak az országutak hálózata, a város utcái is még a korai középkorban alakultak ki. A korai újkori összeírások fő- és mellékutcákat, jobbágy- és zsellértelkes utcákat különböztettek meg. A Hunyad utca a Diósgyőri kapu közelében fekvő zsellérutca volt, ami a Piac utca nyugati folytatása volt. A Piac utca a mai Városház tér közvetlen környéke, először ezt említette magyar nyelven egy 1548. évi dokumentum (Pyach). 1506-ban szintén magyarul említik a Malom utcát (Molomwcza), amely a miskolci plébános malmához vezetett. A szoros telekkiosztás miatt a telkek keskenyek voltak, a házak szorosan egymás mellett épültek, ami tömör, egybefüggő, városias képet adott a miskolci főutcának. A Mészár utca a Fábián utcát kötötte össze a Piac utcával, itt épült a 17. század közepén az akkor még szerény Városháza, majd a helyén a 18. század közepén egy újabb (de még mindig nem a végleges) épület. Egy 1700-as évek elején készült összeírás, a Kötelkönyv a következő utcaneveket tartalmazta: Derék Piacz, Újváros, Meggyesalja, Mészár, Szirma, Fábián, Hunyad, Czikó, Boldogasszony, Kandia, Szinvaszög és Kiskassa.

## Az 1848–49-es szabadságharcig

### A város politikai helyzete

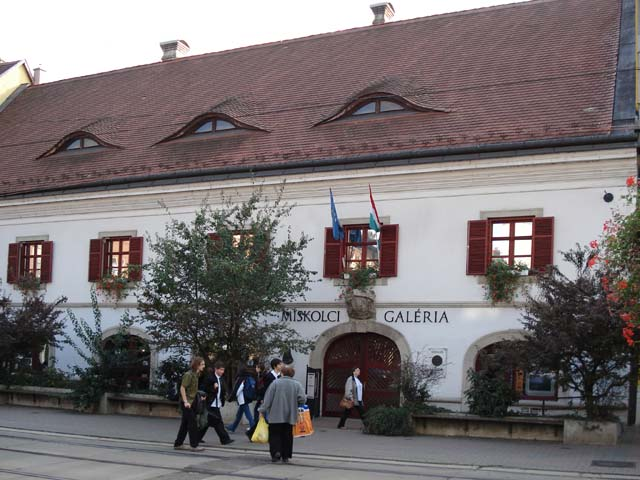
A Dőry-kúria vagy Rákóczi-ház a Széchenyi István utcán

A Rákóczi-szabadságharc idején II. Rákóczi Ferenc Tokaj bevétele után, 1704. január 18-án érkezett az iránta hűséget fogadó Miskolcra. Itt alakította ki főhadiszállását és innen szabályozta állama közigazgatási-működési rendjét. Itt állította fel Excelsium Consilium (Aulicum), azaz Udvari Tanács nevű szervezetét, amely az új állam legfontosabb központi testülete volt. Munkáját Aszalay Ferenc miskolci nemes segítette, aki Rákóczi kancelláriáján dolgozott, majd a fejedelem szekretáriusa lett. Rákóczi Miskolcon több pátensét is megújította. A városnak természetesen nem kis anyagi terhet jelentett a sereg itt-tartózkodása, ezt méltánylandó a fejedelem hatalmas törött ágyút ajándékozott a városnak, amiből harang készült a református templom számára. Több fontos külpolitikai döntés is született Miskolcon. Innen intézett kiáltványt a környező országokhoz, a mozgalma segítését kérve és itt fogadta XIV. Lajos francia király személyes megbízottját, Louis Fierville le Herissy ezredest is. A fejedelem március 3-án hagyta el a várost. 1706. január 21-én ismét Miskolcra érkezett, ahol január 30. és február 16. között, a 24 tagú szenátus részvételével tanácsülést tartott. Az ülésen döntöttek a szabadságharc anyagi alapját megteremtésére kétmillió forint névértékű rézpénz kibocsátásáról, foglalkoztak az adózás, illetve a társadalmi teherviselés kérdésével, kimondták a nagyszombati béketárgyalások folytatását stb. 1706. szeptember 17-én Rabutin de Bussy császári tábornok érkezett Miskolc alá, és élelmet követelt. Miskolc malmait azonban a kurucok felgyújtották, emiatt a labancok feldúlták a várost, gyakorlatilag porrá égették, a lakosság egy részét felkoncolták, a többiek a környék erdeibe menekültek. Később pestisjárvány is dúlt a városban. Miskolc jelentős részben Rákóczi támogatásával épült újjá. A fejedelem miskolci tartózkodása során mindig a Dőry-házban lakott, amit ettől fogva Rákóczi-háznak is neveznek. Az épület ma a Miskolci Galéria otthona. Rákóczi Miskolcon tartózkodásához ismert helyi legenda is kapcsolódik.
A szabadságharc bukása után Miskolc mezőváros a szabad királyi városoknál sokkal kiszolgáltatottabb volt a központi hatalomnak, és békeidőben legalább olyan súlyos terheket kellett elviselnie, mint a szabadságharc idején. A város jogi helyzetét az 1712–15. évi országgyűlésen rögzítették, miszerint a megváltásul befizetett negyvenezer forint fejében „a diósgyőri uradalomba való visszakebelezés alól felmentettnek nyilvánítják”. A végleges megváltás ügyében azonban a városnak hosszú évtizedekig tartó küzdelmet kellett folytatni. Először 1731-ben a kamarának fizetett 25 ezer forintért, illetve a III. Károlynak ajándékozott 12 ezer forintért 25 évre meghosszabbították a zálogos időt. A kifizetett megváltási pénzek komolyan megterhelték a várost, mindazonáltal a város fejlődésnek indult. Minthogy csökkent a diósgyőri uradalom befolyása, Miskolc erős vármegyei székhellyé vált, 1727-re felépült a Megyeháza, a városi tanács hatásköre és igazgatási szerepe megnőtt. 1755. augusztus 24-én azonban a kamara elnöke, Grassalkovich Antal javaslatára Mária Terézia semmisnek vette a megváltást, és visszahelyezte a várost a kamarai birtokok sorába. Ez is okozhatta, hogy a város értelmisége fokozatosan nyitottá vált a kibontakozó felvilágosodási eszmék iránt. Megemlítendő közülük például a plebejus családból származó Dayka Gábor költő és Nagyváthy János mezőgazdász, vagy akár a hadmérnök-kémikus gróf Vay Lajos. Miskolc a századforduló felé közeledve a korona egyik legnagyobb, legerőteljesebb városává fejlődött. 1790-ben bekapcsolódott az országos postaforgalomba, a helyi „katonai kvártély házban” jelentős katonaság állomásozott, s a város részt vett a Napóleon elleni sereg felállításában. Miskolcon közös iskolát hoztak létre (nem kis részben Kazinczy Ferenc tanfelügyelő munkálkodásának köszönhetően), amelyben csak a hittant oktatta saját felekezetük, a többi tantárgyat vallástól függetlenül tanulták.

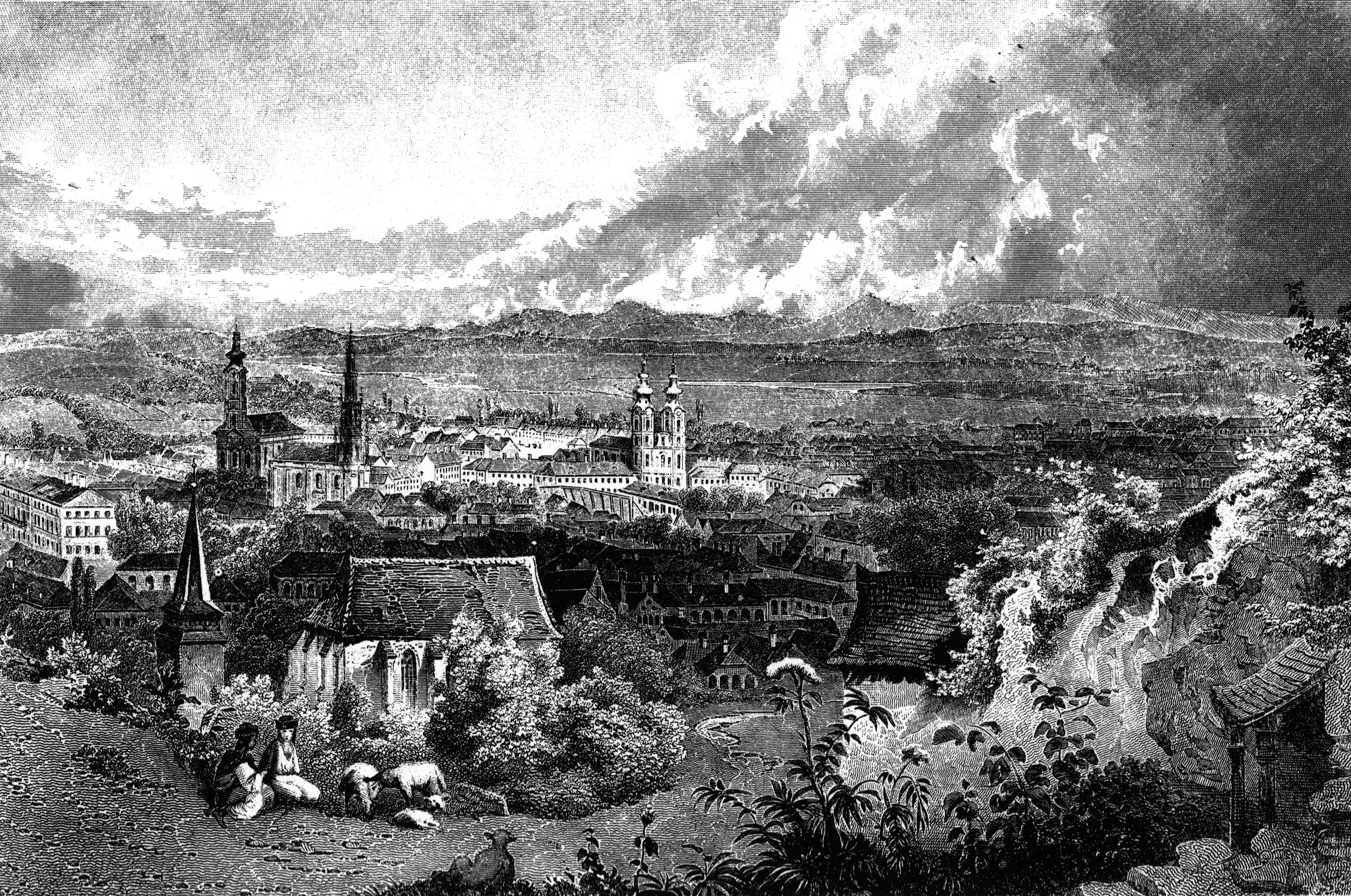
Miskolc 1840 körül (Ludwig Rohbock rézkarca)

A 19. század első évtizedeiben Miskolcon erőteljesen felerősödött a szabad királyi városi címért folytatott küzdelem, amit leginkább az váltott ki, hogy a helyi nemességet is földesúri terhek alá akarták vonni; a nemesek 1818-ban gyűlésen határoztak a folyamat megindításáról. A reformkori országgyűléseken nem jártak sikerrel (más hasonló városok sem), pedig Miskolc jelentősen fejlődött az árutermelés, a kereskedelem és a kultúra terén is, és Magyarország egyik szellemi-politikai központja lett. A reformkor pezsgő szellemi-politikai élete megérintette a várost, élénk közélet és tagolt pártszerkezet jött létre, több társadalmi egyesület, illetve klub jellegű szerveződés alakult, például a Major utcai tudós társaság, a Nemzeti Kaszinó, a Polgár Egylet, a Borsodi Asszony Egyesület stb., a jótékonykodás polgári magatartásformává alakult. A liberális reformellenzék kiemelkedő miskolci politikus egyénisége volt Palóczy László és Szemere Bertalan, mindketten fontos szerepet töltöttek be az országos politikában is. Miskolcot sok neves személyiség is felkereste ebben az időszakban: Deák Ferenc, Vörösmarty Mihály, I. Sándor orosz cár, József nádor, Petőfi Sándor, a börtönből röviddel azelőtt szabadult Kossuth Lajos és sokan mások. A városmegváltási kampánynak 1840-re kezdett eredménye lenni. Előbb Lónyay János királyi biztos érkezett a városba, majd Szilassy József helytartótanácsos tett lépéseket az ügy érdekében. 1843-ra elkészült a jogilag megalapozott tervezet, ami szerint a városnak 450 ezer forintot kellett volna fizetni a megváltásért. A városvezetés ezt azonban nem tudta vállalni, többek között azért, mert ebben az évben, július 19-én katasztrofális tűzvész pusztított a városban. 1848-ra végül a helytartótanácsban is úgy gondolták, hogy Miskolc megfelel a szabad királyi városi cím feltételeinek, az 1848–49-es forradalom és szabadságharc azonban lehetetlenné tett minden további lépést.

### Gazdaság, termelési viszonyok
A korszak a mezőgazdasági árutermelés fellendülésének ideje volt, s ebből a szempontból Miskolc Északkelet-Magyarország legjelentősebb városa lett. A tartott állatok száma növekedett, de megoszlásuk eltérően alakult. A szarvasmarha-tenyésztés csökkent, a városban már csak házi használatra tartott marhák voltak, legfeljebb a tejet és a tejtermékeket értékesítették. A sertésállomány növekedésével együtt növekedett a kukoricatermelés, mindamellett a makkos legeltetés is számottevő volt. A lovakat elsősorban igásállatnak tartották, a számuk folyamatosan növekedett. A városi portákon megszokott volt a baromfitartás és a kerti növények termesztése. A legeltetendő állatokat közösségi, később városi tulajdonban lévő közlegelőn legeltették, amiért a legeltetők cédulát váltottak, azaz fizettek érte. Nagyobb mértékű növénytermesztésre a város környéke nem volt igazán alkalmas, kisebb és elkülönült szántóföldeken kukoricát, búzát és más gabonaféléket termeltek – elsősorban saját használatra. Miskolc messze legnagyobb jelentőségű mezőgazdasági területe a szőlészet és a borászat volt, az erre utaló első bejegyzés egy 1313-as okiratból ismert. A város környéki domboldalakat szinte teljesen betelepítették szőlővel, ennek feldolgozásához pedig – elsősorban az Avason – pincéket, kőlyukakat mélyítettek. A miskolci bor messze földön elismert volt, Bél Mátyás is írt erről, miként az itt termelt szőlőfajtákról is: furmint, sárfehér, dömjén, polyhos, fehér kadarka, sombajor, fekete poshadt cigányszőlő, piros bakatos, erdei bakator, beregi rózsás. A bor annyira jelentős szerepet töltött be a városban, hogy az adókat és a szolgáltatásokat borban is meg lehetett fizetni. Az árutermelés előretörésével a piacok és a vásárok szerepe kettévált, az erre vonatkozó első adat 1685-ből ismert. Miskolcon szerdán és szombaton volt hetipiac, országos vásár négy volt: a februári Júlia-napi, a májusi Orbán-napi, az augusztusi Sámuel-napi és az októberi Lukács-napi.

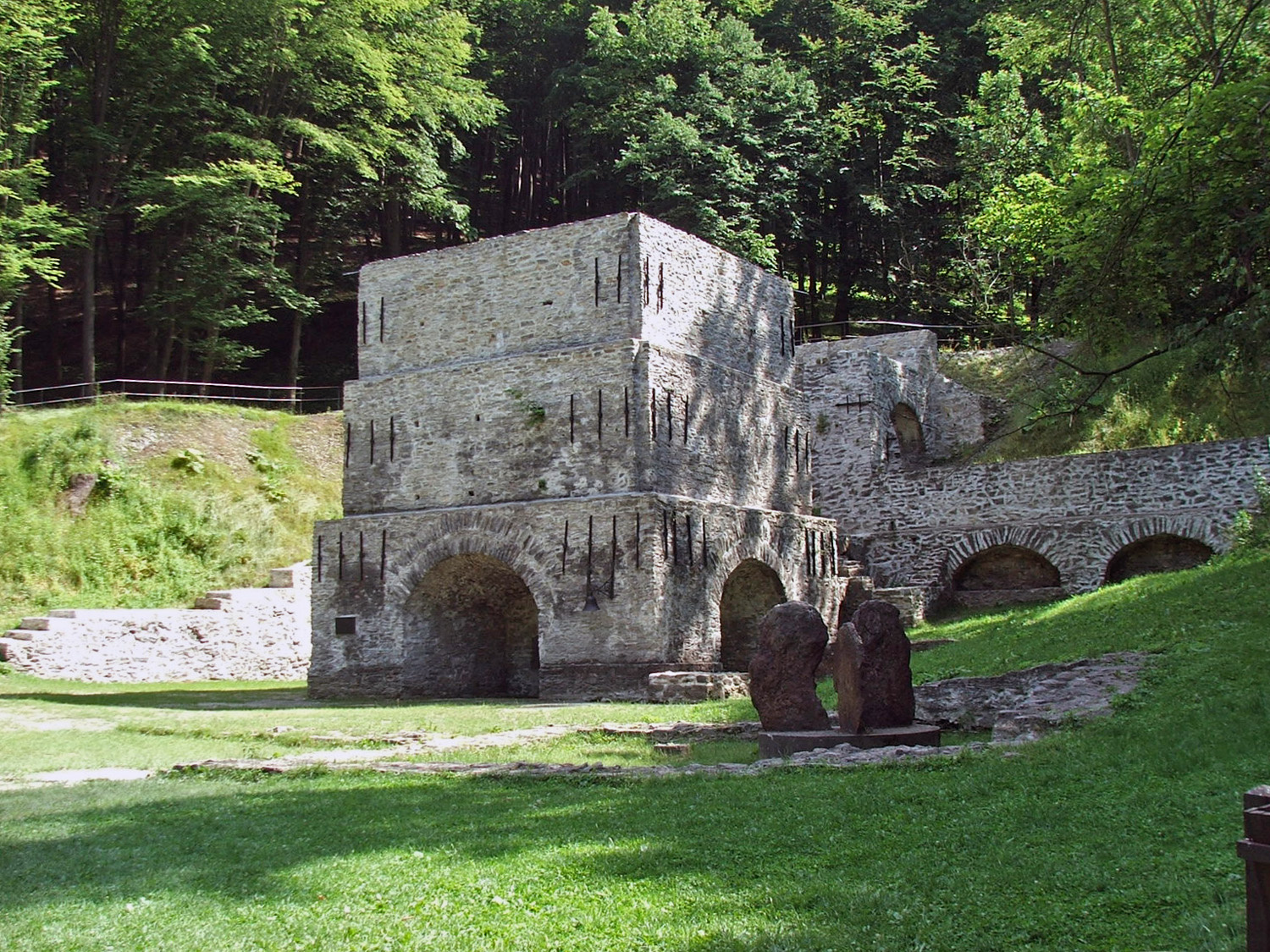
Őskohó Újmassán

A miskolci ipar a 18. században főleg kézműves jellegű volt, a korszak második felében minden negyedik családfő valamilyen iparos volt. 1761-es adatok szerint a városban 17 céh működött. Céhen kívüli iparosok („kontárok”) is jelentős számban működtek, számuk elérte a céhesek felét, és elsősorban a háziiparban vagy szezonális munkákban dolgoztak. A kézműves tevékenységen kívüli vállalkozások főleg a diósgyőri koronauradalomban működtek (kőfejtők, tégla- és mészégetők, serfőzők stb.). A Déli-Bükkben üveghuták is működtek, így alakult ki Óhuta (ma Bükkszentlászló) és Újhuta (ma Bükkszentkereszt). Miskolc városának első gyára az 1833-ban alapított, Mildner Alajos Ferenc vezette Kőedénygyár volt. 1864-ben jött létre a később országos jelentőségre szert tevő Borsod-Miskolci Gőzmalom. A jövő szempontjából fontos beruházásként Fazola Henrik 1765-től vashámorokat telepített a Garadna és a Szinva patakok völgyébe, majd Mária Terézia 1770-es alapítólevélével a Diósgyőr-Hámori Vasmű is működni kezdett Felsőhámorban (ma Ómassa). Ebből fejlődött ki a Diósgyőr-Vasgyárban megépített vaskohászati nagyüzem. A bükki faanyag hasznosítására már 1773-ban kísérlet történt egy papírmalom megépítésére, de ez végül csak 1782-ben valósult meg; ebből lett a Diósgyőri Papírgyár.
A helyi kereskedelemben a 18. században megjelentek a görög és a zsidó kereskedők, kisebb létszámban voltak jelen a magyarok és a németek. A görögökről már 1702 körül van adat, 1760-ban 31, 1770-ben 46, 1777-ben 50 görög kereskedő működött Miskolcon. A görög kompánia létszáma megkívánta, hogy 1785 és 1806 között templomot és iskolát építsenek, de működtettek árvaházat is, ami később ispotály lett. Boltjaikat elsősorban a régi piac környékén, azaz a Derék utcán alakították ki. Az 1810-es évekre a görög kereskedők hegemóniája megszűnt, a zsidó kereskedők 1817-ben már több boltot béreltek, mint a görögök, végül a 19. század közepére gyakorlatilag meg is szűnt működésük. A zsidó kereskedők lényegében a görögökkel egy időben, vagy csak kevéssel később telepedtek meg Miskolcon. 1744-ben 14 zsidó kereskedőről, 1774-ben 23 családról számol be összeírás. 1841-es összeírás alapján létszámuk 1105 fő volt, ami az összlakosság 4,1%-át tette ki.  A külföldi kereskedők Miskolcra településekor eleinte a városi közvélemény nem fogadta őket örömmel, de később a görögök beolvadtak a magyar társadalomba, a zsidók emancipációja pedig egy 1840. évi törvény alapján kezdődött el, de teljes vallásszabadságukat csak 1848-ban nyerték el.
Miskolc két középkori alapítású ispotálya közül a tapolcai a mohácsi csata után elpusztult, a mindszenti azonban tovább élt, 1761-ben újat építettek a régi helyén (és ma is áll a Mindszenti templom mellett). A Chevra Kadisha zsidó egylet 1830-ban alapított ingyenes kórházat a mai Palóczy utcán, a miskolci görög kompánia pedig xenodochiumot az ortodox templom mellett. Emellett működött egy katolikus és egy református ispotály is. 1762-ben két gyógyszertárat is alapítottak a városban: az Arany Szarvast és az Arany Sast.

### Művelődés, kultúra

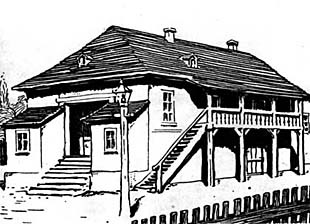
Az első kőszínház leírások alapján készült rajza Telepi Györgytől

Miskolc első iskolája középkori eredetű, a Papszeren épült, és ebben a korban református iskolaként működött (a város csaknem egésze református vallású volt), de ez az épület a császáriak 1706-os dúlásakor leégett, könyvtára, iratai megsemmisültek. A pusztítás után az iskolaépületet felújították, az oktatás tovább folyhatott. 1735-ben elkezdték a bővítését, de az egri püspök igyekezett ezt megakadályozni, csak 1737-ben sikerült folytatni a munkálatokat. 1792-ben egy újabb református iskola építésébe fogtak. A 18. század végén több leányiskola is működött a városban. A szatmári békét követően a katolikus egyház erősödése volt megfigyelhető, így a város vezetésének be kellett engedniük a városba a minoriták rendházát (nem szívesen tették). Az evangélikusok – Kelemen Didák hathatós közreműködésével – 1782-ben döntöttek iskola építéséről, 1793-ban pedig már gimnáziumi szinten is oktattak. A görögök iskolaépítéséről fentebb már volt szó, a zsidók iskolája 1843-ban kezdte meg működését. Diósgyőrben is volt református iskola, külön fiúk és lányok számára, de 1750-ben az egri káptalan nyomására a katolikusoknak adták az iskolát, a reformátusoknak a koronauradalom területén kellett új iskolát építeni. Hejőcsabán 1748-tól folyt református iskolai oktatás.
Miskolc 1797-ben találkozott a világi színjátszással, ekkor rövid ideig vendégszerepelt itt Philipp Bernard német társulata. Az iskolai színjátszásnak azonban már régebb óta voltak hagyományai: elsősorban a minoriták kisgimnáziumában mutattak be iskoladrámákat, első előadásukat 1753-ban tartották (Pomum Theodosii Imperatoris). Az első magyar nyelvű színházat 1800. június 18-án hozta a városba Wesselényi Miklós erdélyi színtársulata. Miskolcon ebben az időben tizenötezer főnyi lakosság élt, egyharmaduk nemes ember volt, szívesen fogadták a színészeket, szerették a színházat. A második magyar társulat a Pest-Budáról távozni kényszerült színtársulat volt, amely 1815-ben érkezett Miskolcra, Dérynével a tagjai között. A város a mai Déryné utcában felépítette az ország első kőszínházát (az alapjain álló épületben ma a Színészmúzeum működik), amit 1823. augusztus 24-én avattak Kisfaludy Károly A tatárok Magyarországon című darabjával. Az 1843-as nagy miskolci tűzvészben azonban a színház leégett. Az új, mai színház alapkövét 1847-ben tették le a régi szomszédságában.
Képzőművészetről Miskolcon a 18. század első felétől lehet beszélni. A környék első fontos művésze, a kor jeles barokk portréfestője Szathmáry Király Pál volt. Telepi György és Wándza Mihály nevét kell még megemlíteni, mindketten festettek a színház számára díszleteket is. Utóbbi nagyméretű olajfestményeiről volt ismert, és egész művészdinasztiát alapított a városban. Telepi fia, Károly több változatban megfestette a diósgyőri várat. Latkóczy Lajos a város elismert biedermeier arcképfestője volt. A festők sorra kapták a megbízásokat, például a Vármegyeháza dísztermébe készítendő festményekre és egyéb murális munkákra.
A város történetében fontos szerepet töltöttek be a nyomdák. Az első vállalkozás a Nagyváradról érkezett Szigethy Mihályé volt, aki 1812-ben nyitotta meg nyomdáját, amely a vármegye, a város számára készített hivatalos anyagok mellett színlapokat, „románokat” (népszerű regények) nyomott, és itt készült a miskolci kalendárium is. A második nyomdát Csöglei Tóth Lajos nyitotta 1841-ben, itt készült Kun Miklós főbíró Miskolcz Múltja, jelene tekintete jövőjére című fontos munkája, a Miskolczi Értesítő című hetilap stb. A művelődési igény megjelenéseként Regéczy Nagy István professzor, a Lyceum tanára 1836-ban megalapította a városban az „Olvasó Társaság”-ot, 1842-ben pedig létrejött a „Borsodi Olvasókör” is.

## Az első világháború végéig

### A város általános helyzete

#### A forradalom és szabadságharc idején
Miskolc polgársága élénk figyelemmel kísérte az 1848. március 15-i eseményeket. Március 17-én Szemere tudósítását olvasták fel „roppant nép” előtt. „Szörnyű tapsvihar, tombolás követé azt, s örömkönnyek csillogtak a szemekben” – jegyezte be Szűcs Sámuel a naplójába. A lelkesedés hatására mintegy 700 miskolci szándékozott csatlakozni a nemzetőrséghez, de a diákságot – tiltakozásuk ellenére – nem fogadták. Az első nemzetőrök feladata elsősorban a közbiztonsági jellegű volt. A lényegében a reguláris haderő céljára felállítandó nemzetőrség szervezése Batthyány Lajos miniszterelnök május 16-i rendelete után kezdődött. Miskolcról 250 jelentkezőt soroztak be.
Az őszt leginkább a katonai eseményekkel kapcsolatos események határozták meg. A városi tanács szinte folyamatosan foglalkozott hadseregszervezéssel, honvédzászlóaljak felállításával stb. A város fegyveres védelmére bizonyos Papp János megalakította a Miskolci Honvédő Egyesületet. 1849 decemberében Schlik császári-királyi altábornagy elfoglalta Kassát, így Miskolc fenyegetettsége kézzelfogható közelségbe került. Ennek első következménye volt a városban felállított tábori kórház, amit Flór Ferenc, a kor neves orvosa szervezett meg. Farkassányi Sámuel hadseregélelmezési biztos december 19-én felszólította a várost az átvonuló sereg ellátására és elszállásolására, ekkor a megye panasszal fordult Mészáros Lázár hadügyminiszterhez a sereg „vétkes kicsapongásai” miatt. 1849. január 25-én Franz Schulzig tábornok egy sikeres megtévesztő hadműveletet követően megszállta a várost. Azonnal elkezdte a hivatali apparátus átszervezését, de a helyi tanács a helyén maradt. Miskolc február 6-án, a sikeres branyiszkói áttörést követően került a honvédsereg kezére. A visszatérő Szemere újoncokat kért a várostól, és felszólított különböző lelkesítő akciók megtartására. Március 3-án Georg Ramberg tábornok vezetésével rövid időre ismét cs. és kir. csapatok szállták meg Miskolcot, 8-án Görgey Artúr serege érkezett a városba. Feljegyezték, hogy Görgey fölöttébb megkedvelte a helyi cukrászmesterek termékeit. A tavaszi hadjárat sikerei nyomán a frontvonal eltávolodott Miskolctól. Itt alakult meg a Lengyel légió. Június 29-én orosz seregek foglalták el a várost, ráadásul kolerajárvány is kitört a városban, ami mintegy 400 áldozattal járt. A járvány, valamint a sűrű katonai változások jelentősen igénybe vették a város teherbíró képességét. Július 23-án visszaérkezett Görgey, aki az Arad környéki összevonás felé igyekezve töltött itt pár napot.

#### A kiegyezésig

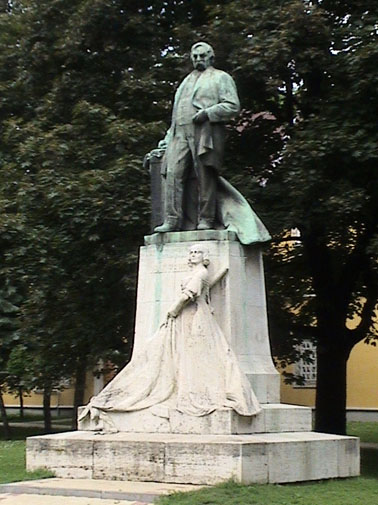
Deák Ferenc szobra Miskolcon

Az oroszok 1849. szeptember 2-án vonultak ki Miskolcról. Őket az osztrákok váltották, és azonnali kényszersorozásokat hirdettek meg. A cs. és kir. katonaság számára jól felszerelt laktanyákat kellett biztosítani. 1850-ben 1200 fő volt az állandó katonaság létszáma a városban, de 8263 átutazó katonát és 1472 lovat is el kellett szállásolni és élelmezni. A rendfenntartó zsandárság első képviselői 1850. augusztus 20-án érkeztek meg a városba, laktanyájuk a mai Színészmúzeum helyén állt. A sajtótermékeket betiltották, így a lakosság csak a városba érkezőktől, bujdosó honvédektől kaphatott némi információt az országban történtekről. A városba nagy számmal telepítettek idegen, főleg német ajkú tisztviselőket, az utcákon szembetűnő volt a német nyelvű utcanévtáblák elszaporodása. A város hangulatára jellemző általános fásultságot Ferenc József érkezése törte meg, aki az új színház avatására érkezett Miskolcra. A színházba ugyan nem ment el egyik itteni híve halála miatt, de a kivilágított város, a tűzijáték javította valamennyire átmenetileg a polgárság hangulatát.
Az októberi diploma kiadása után Vay Lajos főispán visszatért hivatalába, amit a városi társadalom nagy örömmel üdvözölt; a Koronában fogadást tartottak számára, este szerenádot adtak tiszteletére, a tömeg pedig beverte az államügyész és a közjegyző ablakait. A város saját kezébe véve az ügyek intézését, megkezdte a tisztújítás előkészítését, vezetésére az öreg Palóczy Lászlót kérték fel. Az 1861. február 18–20. közötti, népképviseleti alapra helyezett választáson Jekelfalussy Lajost választották meg főbírónak. A „rebellis város” tanácsa 1861. április 11-én határozatot hozott, hogy a kormány hivatalainak ellenszegülnek, minden ilyen rendeletnek már a kihirdetését is megakadályozzák. Az ellenlépés nem váratott sokáig: Vay főispánt november 3-án eltávolították, mert nem akadályozta meg a történteket, és általános szigorításokat léptettek érvénybe (például betiltották a megyei közgyűlések megtartását). Mindez természetesen összefüggésben volt az országgyűlés augusztus 22-i feloszlatásával is. Új közigazgatási rendszer kiépítésére tettek előkészületeket, de a hivatalba kerülő új tisztviselők ellen komoly ellenérzéseket táplált a város közvéleménye. A nehézségek ellenére 1862. január 30-án megtörtént az érintettek (többek között László József főbíró, Baráth József főszolgabíró) felesketése és hivatalos kinevezése. A város vezetését felülről kinevezett városi tanács látta el, egészen 1867-ig.
Miskolc közvéleménye főleg Deák Ferenc álláspontját pártolta, ami a 48-as alapok helyreállításán alapult. A város lakossága élénk figyelemmel követte a történéseket, és a felelős magyar kormány megalakulásának hírére 1848-at idéző hangulat uralkodott el a városban (alkalmi díszkivilágítás, alkalmi versek stb.). Az 1865 óta főispán Vay Miklós után fivére, Vay Lajos lépett a helyére, az alispán a 48-as nézeteiről ismert Mocsáry Lajos lett. Május 16-án jelentették be, hogy Miskolc az 1848/24. tc. értelmében első bírósággal felruházott, rendezett tanácsú város lett. A városi tisztújítás (1867. június 25.) során Losonczi Farkas Károlyt választották főbíróvá.

#### A város jogállásának megváltozása

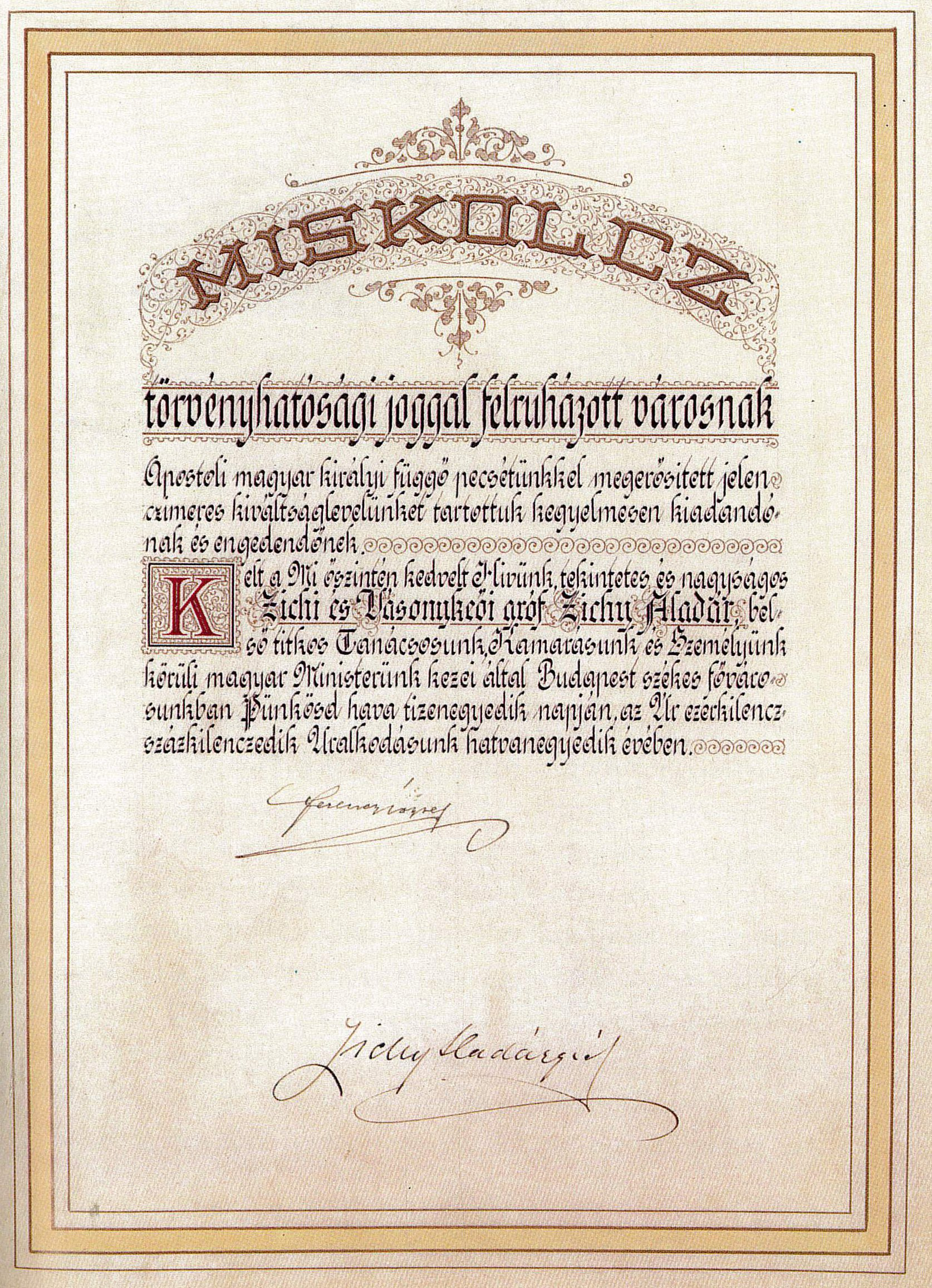
Miskolc 1909-es kiváltságlevele

Miskolc többször is megpróbálkozott a szabad királyi városi cím megszerzésével. Először az 1848-as forradalom előtti időszakban, amikor a helytartótanács szerint Miskolc már megfelelt a követelményeknek, de a történelmi események miatt nem történhetett semmi az ügyben. Másodszor 1873-ban, „az alkotmányos élet újra ébredése után”, Losonczi Farkas Károly első polgármesteri ciklusa vége felé, de a megye ellenállása miatt a kérvény nem is jutott el a belügyminisztériumhoz. A vármegye azért állt ellen a város ilyen irányú törekvéseinek, mert az elszakadás esetén jelentős bevételtől esett volna el. Miskolc a megyei igazgatás hatáskörébe tartozott, azt nem kerülhette meg. Miskolc az elutasítás ellenére folytatta küzdelmét. Első lépésként a koronauradalomtól való függés felszámolását tűzték ki célul. Szerencsés egybeesésként a kormány nehéz pénzügyi helyzete miatt Ghyczy Kálmán pénzügyminiszter éppen egyes állami javak és földesúri tartozékok eladását fontolgatta. A tárgyalások már az új pénzügyminiszterrel, Széll Kálmánnal kezdődtek meg, és 1877-ben sikerrel zárultak. Miskolcnak „mindössze” 337 000 forintot kellett fizetnie megváltásként, évi 26 960 forintos részletekben, 22 éven keresztül. Harmadszor 1890-ben nyújtott be kérvényt a város, miután ebben az ügyben 181 képviselő nyújtott be indítványt a képviselő-testülethez. A polgármester ekkor már Soltész Nagy Kálmán volt. A vármegye azonban ekkor is megakadályozta a kérvény sikeres elbírálását: „Borsodvármegye … közgyűlésében kimondta, hogy a nagyméltóságú belügyminisztérium azt a törvényhozás előtt javaslatba hozni ne méltóztassék”. A szavazati arány (162:72) mindazonáltal azt jelezte, hogy már a megyében is jócskán akadtak támogatói a város kérésének.
A Szapáry Gyulához címzett beadványból érdemes idézni egy részletet, mert hű leírást ad a város akkori állapotáról: Mai lakossága közel 35.000 fő. Házainak száma 5.600, lakosainak foglalkozása a kereskedelem, ipar, a mezőgazdaság és legutóbb gyárak keletkezésével a gyáripar. Belélete eleven, mozgékony, kereskedelmi forgalma élénk, minőt kevés vidéki város mutathat fel. Székhelye két püspöknek, nyolcz különböző felekezetű lelkésznek, közoktatási intézményei: egy fő- és egy algymnásium, polgári, kereskedelmi, ipari iskolái, két felső leánynevelő intézet, községi és felekezeti népiskolák. Mindennemű jótékonysági, társadalmi, emberbaráti intézeteinek száma nagy. Van állandó színháza. Székhelye a magyar királyi államvasutak üzletvezetőségének, ipar- és kereskedelmi kamarának. Van királyi törvényszéke, pénzügyigazgatósága, dohánybeváltó hivatala, hat pénzintézete, több gyára, három vaspálya udvara, telefon hálózata, közeli építés alatt villamosvasútja, gázvilágítása, kövezett utcáinak, aszfalt és kőjárdáinak száma évről évre nő. Székhelye egy hadosztály, egy dandár- és egy m. kir. honvédgyalogezred parancsnokságának.
A fejlődő városok 1904-ben érdekegyeztető gyűlést tartottak, és később – a belügyminiszteri tiltás ellenére – megalakították a magyar városok szövetségét. A várost ekkor már az új polgármester, Szentpáli István képviselte. Miskolc többször helyet biztosított e városok kongresszusának. A sokadszorra beadott kérvényt 1907. november 26-án Andrássy Gyula belügyminiszter terjesztette a parlament elé (ezért a város hálából díszpolgárává választotta), amihez a képviselők jóindulattal viszonyultak, és létrejöhetett a hét pontos 1907/51. sz. tc. Első pontja rögtön kimondja: „Miskolc rendezett tanácsú város 1909. évi január hó 1-ső napjától kezdődőleg törvényhatósági joggal ruháztatik fel.” A további pontok a város teendőit ismertetik. Az előírtak között a legnehezebb a megye és a város közötti anyagi kérdések tisztázása volt, ami végül 1908 decemberében rendeződött. A másik fontos feladat a város szervezeti szabályrendeletének elkészítése volt. A közigazgatási rendszert leíró szabályzat 12 fejezetből, ezen belül 318 paragrafusból állt, és 1908 nyarára készült el. A megyei törvényhatósági bizottság 1908. december 11-i ülésén ismertették, hogy Miskolc első főispánjának Kubik Bélát, a megye főispánját nevezte ki a belügyminiszter. A városi közgyűlés alakuló ülése 1908. december 14-én volt, amelyen a megye tisztikara is részt vett, a levezető elnök Kubik főispán volt. Ezzel lezárult Miskolc több évtizedes, az önállóság megszerzéséért folytatott küzdelme.

### Városfejlődés, építészet

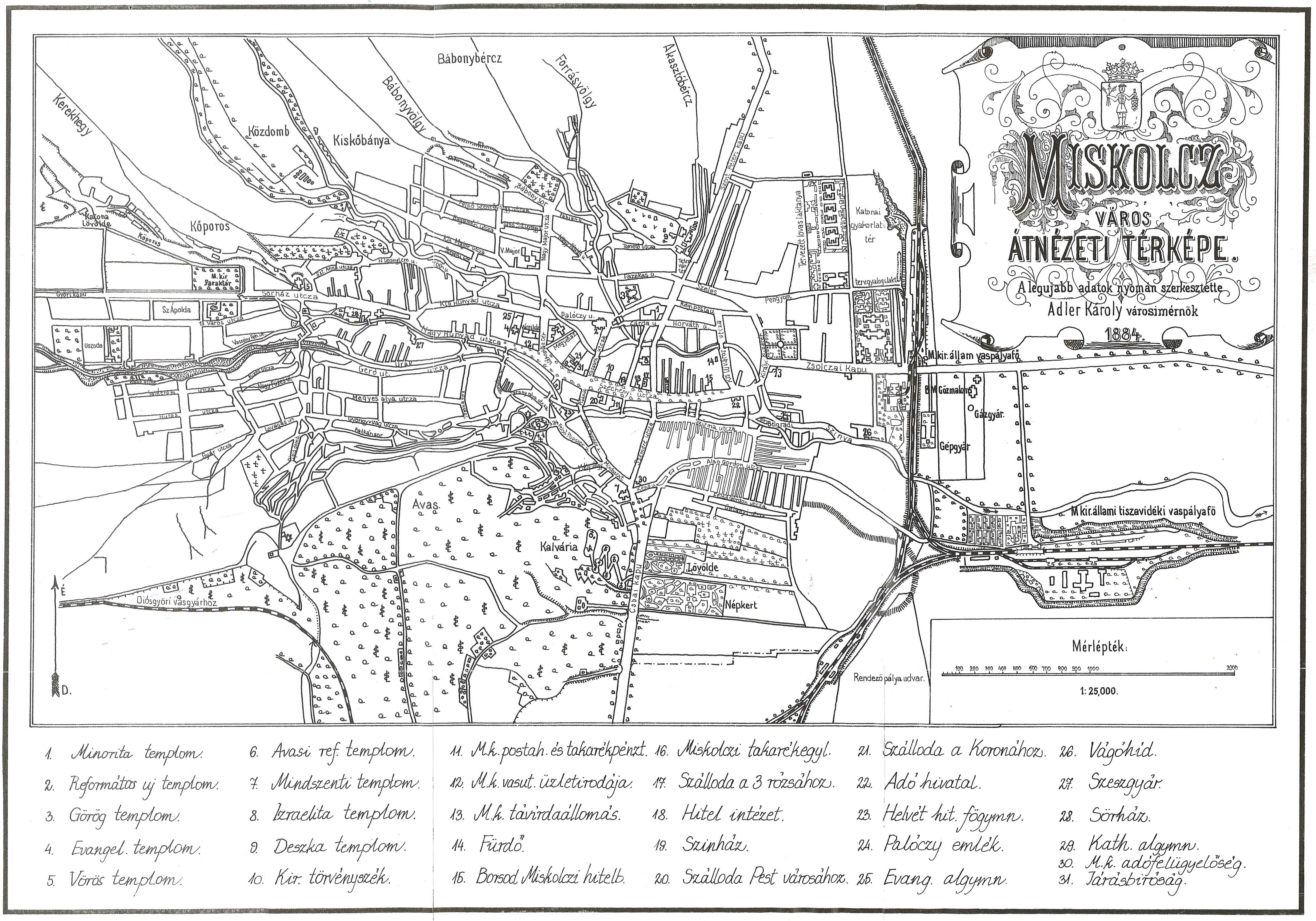
Miskolc térképe 1884-ből, Adler Károly készítette

Miskolc területe a 19. század második felében, a 20. század elejére megnőtt. Míg 1817-ben a külső határ területe 9468 kh (54,5 km²) volt, 1867-re már elérte a 13 000 kh-t (74,8 km²), 1912-re pedig a 18 445 kh-t (106,1 km²). 1912-ben a belső, lakott terület 10,29 négyzetkilométer volt, ahol közel 60 000 ember élt. A bővülő városhatárt, illetve a belváros utcahálózatának alakulását a városon áthaladó utak befolyásolták. A Diósgyőr felé vezető országút jelentősége csökkent, a Sajószentpéter felé vezető út városi szakasza áthelyezésre került, a Zsolcai kapu, illetve a kelet felé haladó közlekedés fontossága viszont megnőtt. A beépített területek növekedésével a városkapuk távolabbra kerültek a centrumtól. Az útépítéseknél közmunkát próbáltak felhasználni, de ez nem vált be, ezért – az 1890. évi I. tc. alapján – az útalapot használták, aminek jelentős részét az útadó és az utakon, hidakon stb. szedett vámok adták.
A helyi tömegközlekedésben először omnibuszok alkalmazására tettek (nem túl hosszú életű) kísérletet, de a legnagyobb lépést az 1897. július 10-én elindult villamos jelentette: Csáthy Szabó István vállalkozó a Tiszai pályaudvar és a Szent Anna-templom között járatott 13 kocsit. 1906-ban a villamosvonalat nyugati irányban meghosszabbították Diósgyőr, illetve Diósgyőr-Vasgyár felé. 1910-ben a Forgó hídtól (Villanyrendőr) indult villamosjárat Hejőcsabára. A városi autóbuszközlekedés 1903-ban indult Bene Gyuláné vállalkozásában Diósgyőrbe, majd 1910-ben Bán és Tsa. vállalkozásában Tapolcára és Hámorba indult járat.

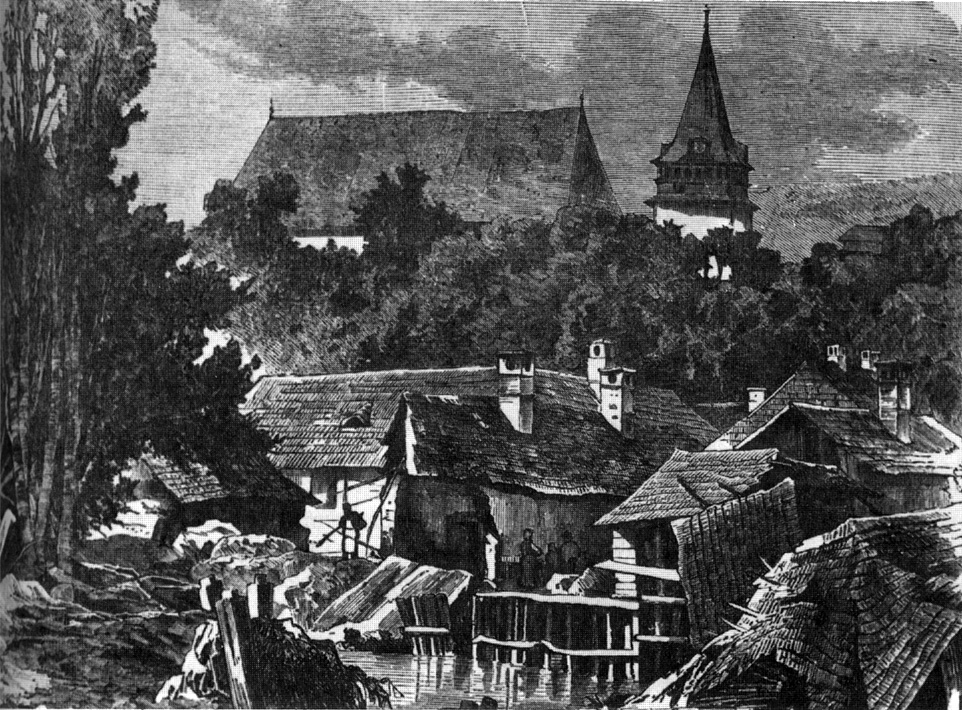
Az Avasalja az 1878-as árvíz után

Miskolc építkezésében, utcahálózatának későbbi kialakításában nagy szerepe volt az 1878-as miskolci árvíznek. 1878. augusztus 31. hajnalán a megáradt Szinva és Pece hatalmas pusztítást végezve, 4–5 méteres áradással kiöntött medréből. A városban 2182 ház dőlt össze, az épületek fele károsodott, 277 ember halt meg, a kár pénzben kifejezve 1 739 771 forintot tett ki. A Szinva malmait még abban az évben lebontották, de átfogó rendezési terv akkor még nem született. Az 1900-ban, Adler Károly főépítész által készített rendezési terv, illetve annak megvalósult része a mai napig meghatározza Miskolc megjelenését. A terv kitért a mai Bartók tér (akkor Hunyadi utcai vásártér, később Luther tér) bővítésére, a Széchenyi utca meghosszabbítására keleti irányban, új utca nyitására a Gordon-telep (mai Vörösmarty-lakótelep) átvágásával stb. A terv értelmében épülhetett fel a Bartók téren a Lichtenstein-palota, a később megépítendő Zenepalota számára a város megvásárolta az úgynevezett Hercz-féle telket, de sok más vonatkozásban nem sikerült a terv elképzeléseit megvalósítani. Adler 1905-ben le is mondott. A város önállóvá válása mindazonáltal felgyorsította a városépítést. 1910-ben megkezdődött a vízvezeték- és csatornahálózat kiépítése, a Csabai kapuban, a Népkert és a kórház között új villanegyed épült, a Szentpéteri kapuban területet vásárolt a város az új köztemető számára, a háborúval kapcsolatban barakk-kórház épült a Sajó-parton.

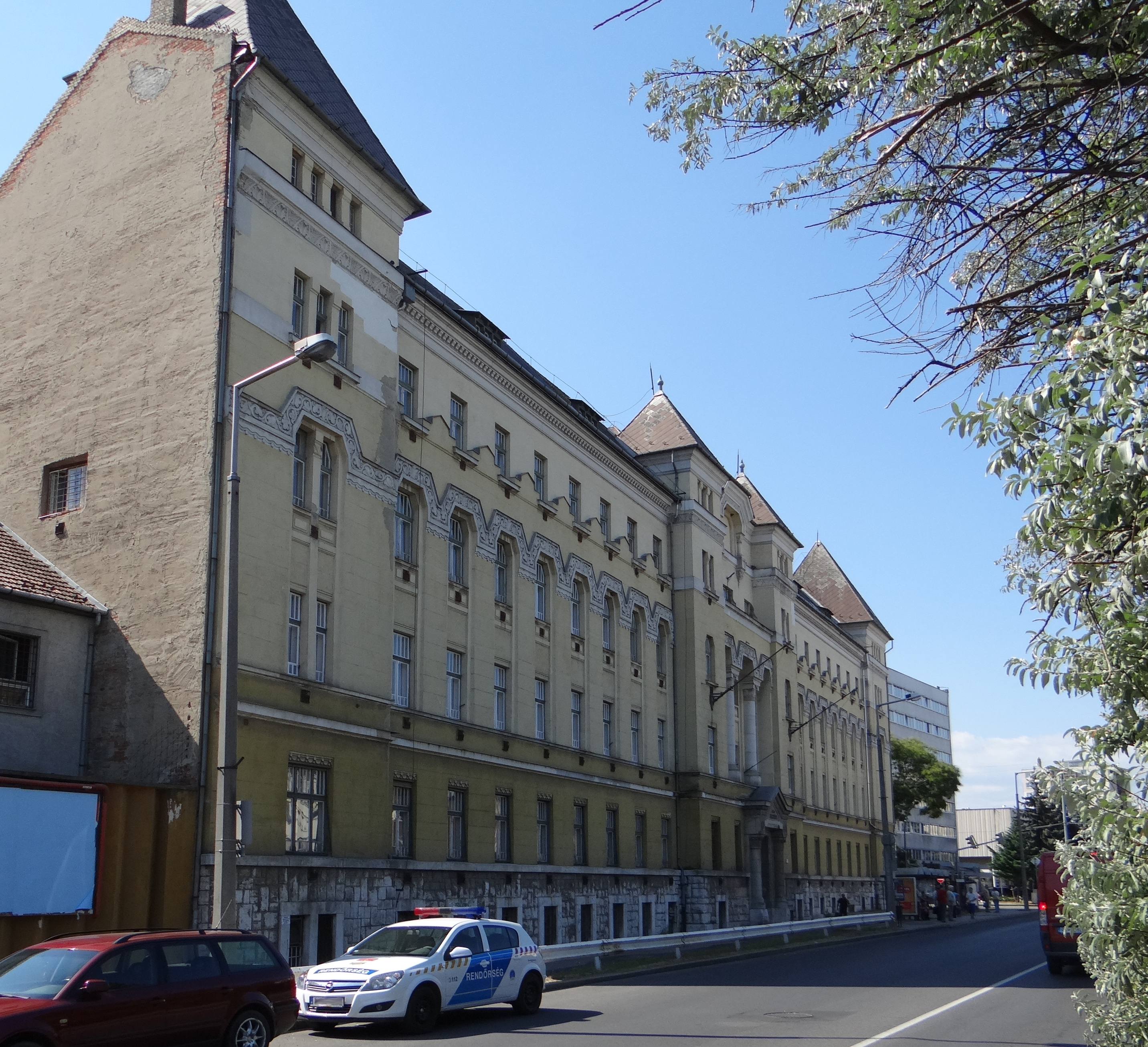
Az egykori Pénzügyi Palota épülete

A korszak városi építkezéseiről, a jelentősebb épületekről – mennyiségük miatt – csak egy vázlatos felsorolást lehet adni. Az egyházi építészet terén a Kálvária-kápolna elkészülte fontos esemény: 1860 és 1864 között épült, a hozzá vezető gyalogút mentén stációkkal. A Kazinczy utcai zsinagógát 1856 és 1863 között építették Ludwig Förster tervei alapján, az azóta lebontott Palóczy utcai zsinagóga a századforduló táján épült. A Búza téri görögkatolikus templom számára a város biztosította a telket, az épületet 1902-ben szentelték fel. Az oktatási létesítmények közül ebben az időszakban, 1899-re épült fel a református gimnázium, Alpár Ignác tanulmányterve és Adler Károly végleges tervei alapján. A megye és a város közös beruházásaként épült meg 1911-re az új katolikus gimnázium (a mai Földes), a régi helyén. A zsidó fenntartású Erzsébet iskola a Kandia utcán épült, 1901-ben adták át (ma az adóhivatal működik benne). A Nagyváthy utcai általános iskola ifj. Galter János városi mérnök tervei alapján épült fel, ma a Zrínyi Ilona Gimnázium otthona. A város két impozáns épülete egymás szomszédságában áll: a bíróság épülete, az Igazságügyi palota 1899-ben épült fel a mai Dózsa György utcán, a Pénzügyi palotát (ebben működik ma a megyei levéltár és a munkaügyi bíróság) 1913-ban avatták fel az akkori Werbőczy utcán (ma Fazekas út). 1913-ban épült a Hitelintézeti palota (Széchenyi u. 29.), 1909-ben az Első Magyar Általános Biztosító Társaság hivatalháza (Széchenyi u. 10.). A szállodák közül a Három Rózsa (Széchenyi u. 33.) 1878-ban, a Pannónia (Kossuth u. 2.) és a Korona (Széchenyi u. 1.) 1894-ben épült. A Gömöri pályaudvar 1899-re, a Tiszai pályaudvar 1901-re épült fel, mindkettőt Pfaff Ferenc tervezte. A Széchenyi utca néhány meghatározó további épülete: 1880–1895 között épült a 8. sz. alatti ház (Stajovics Péter görög kereskedőé volt), a Weidlich-palota a 19. sz. alatt, a Márkus-palota a 117. sz. alatt, a Rosenwasser-palota a 119. sz alatt, a Singer-palota a 90. sz. alatt stb.
A Tetemváron működő katonai kórházat 1856-ban húszágyas közkórházzá alakították. A rossz állapotú intézmény 1858-ban jobb körülmények közé, a Fáy-kúriába költözött, és 1900-ig maradt fenn. A város korszerű közkórháza (Borsod vármegyei Erzsébet Közkórház) 1900. december 2-án nyitotta meg kapuit a Csabai kapuban, belgyógyászattal, sebészettel, bőrgyógyászattal és elmegyógyászattal, de a bővítés ezután is folyamatos volt. 1901. december 31-én a Diósgyőr-Vasgyárban is korszerűen felszerelt kórház nyílt a vasgyári dolgozók számára. 1902-ben a Bikur Cholin nevű zsidó egylet nyitott kórházat a közkórházzal szemben, amit két év múlva megvett Egri Miksa orvos, és magánszanatóriumot és vízgyógyintézetet alakított ki benne. Ennek épületei adtak otthont később a Miskolci Művésztelepnek. A miskolci Önkéntes Tűzoltó Egylet 1873-ban alakult meg, az ő feladatuk volt a mentőszolgálat is. A hivatásos mentőosztály 1887-ben jött létre, s az első világháború évei során – a polgári lakosság ellátásán kívül – 16 164 katonát szállítottak.
A korszak meghatározó létesítményei valósultak meg a diósgyőri vasgyár építkezésével kapcsolatban. A hatalmas állami beruházáshoz kapcsolódóan kis önellátó város („gyarmat”) épült ki a gyár mellett.

### Gazdasági áttekintés
A város mezőgazdaságának jelentősége folyamatosan csökkent, a szűk völgybe zárt város növénytermelésre és állattenyésztésre egyébként is csekély mértékben volt alkalmas. A helyzetet ebből a szempontból rontotta, hogy az alakuló iparvállalatok területeket vontak el a mezőgazdaságtól, és ebbe az irányba hatott a lakóterületek bővülése is. A szántók területe nőtt ugyan, de csökkent a legelők mennyisége (emiatt az állatállomány is), a korábban virágzó szőlőtermelés pedig – az 1880-tól támadó filoxéra pusztítása miatt – a töredékére csökkent. A szőlők újratelepítése nem volt sikeres, a helyükre főként gyümölcsösöket telepítettek.
A nagyipar kifejlődéséig, illetve részben azzal átfedésben kis- és középüzemek működtek Miskolcon. Ezeket itt csak válogatás- és felsorolásszerűen van mód ismertetni. A vas- és fémfeldolgozó ipar legtöbb munkást foglalkoztató üzeme a MÁV Vasúti Műhely volt, ahol a századfordulón 568, 1920-ban már 966 fő dolgozott. A Zsolcai kapuba ipari létesítmények sora települt, amolyan korai „ipari park” jött létre. 1863-ban alapította itt Leszih Miksa és Lajos gazdasági gépgyárát, mezőgazdasági gépeket gyártottak. A műhelyt 1896-ban Szilágyi Miklós és Diskant György vette át Szilágyi és Diskant motor- és gépgyár néven. Ezzel az üzemmel szemben, 1879-ben létesült Hercz Zsigmond gépgyára. Vetőgépeket, boronákat, később telefon- és villanyszerelési cikkeket, fürdő- és kútberendezéseket is gyártott. Moskovits Sámuel 1887-ben telepített vasöntödét, ami 1902-ig működött. 1911-ben alapította acélsodrony- és drótkötélgyárát Deischel Adolf német iparos, akit az Iparkamara kért fel az üzemalapításra. Az építőanyag-gyártás hosszú múltra tekintett vissza a városban és a környező településeken. 1855-ben Furman János és Ferdinánd létesített téglagyárat, amiből több más téglagyárral kiegészülve jött létre 1877-ben a Miskolci Egyesült Téglagyár. Újabb egyesülés után, 1892-ben jött létre a Miskolci Gőztéglagyár Rt. A Miskolczi Mészégető Vállalt 1893-ban kezdte meg működését. 1914-ben Hejőcsabán alakult részvénytársaság kezdett mész előállításába a görömbölytapolcai Várhegy melletti kőbánya mészkövét felhasználva. A fafeldolgozó ipar képviselője volt a Zertl Testvérek Hajlított Bútorgyára, az Első Miskolczi Asztalos Társulat, vagy a Sugár–Goldstein-féle gőzfűrész-üzem. Fontos műhelyek, gyárak működtek még az élelmiszeripar, a textilipar és a papíripar területén. Utóbbi legfontosabb képviselője a Diósgyőri Papírgyár.
A nagyüzemi termelés legfontosabb példája a Diósgyőrben felépített acélmű volt. Felépítésének legfontosabb indoka a vasútépítés felgyorsulása volt. A gyár működéséhez szükséges szenet és vasércet a közeli bányák szolgáltatták, bár hamar kiderült, hogy ezek minősége nem megfelelő. A gyár szénigénye pedig nagy volt és folyamatosan növekedett, a Diósgyőr melletti völgyek szénbányáinak termelése 1868 és 1872 között több mint 4,5-szörösére nőtt. Ezért ezeket folyamatosan bővítették, korszerűsítették. A gyárban 1870-re elkészült a nagyolvasztó. Acélt eleinte kavaró eljárással állítottak elő, majd 1882-ben Bessemer-konvertert állítottak üzembe, az igazi megoldást a martinacél gyártás 1879-es megindulása jelentette. Már az első világháború kitörése gondokat okozott a gyárban, amiket a trianoni döntés csak fokozott, mert az ország nyersanyagforrásainak nagy részét elvesztette.

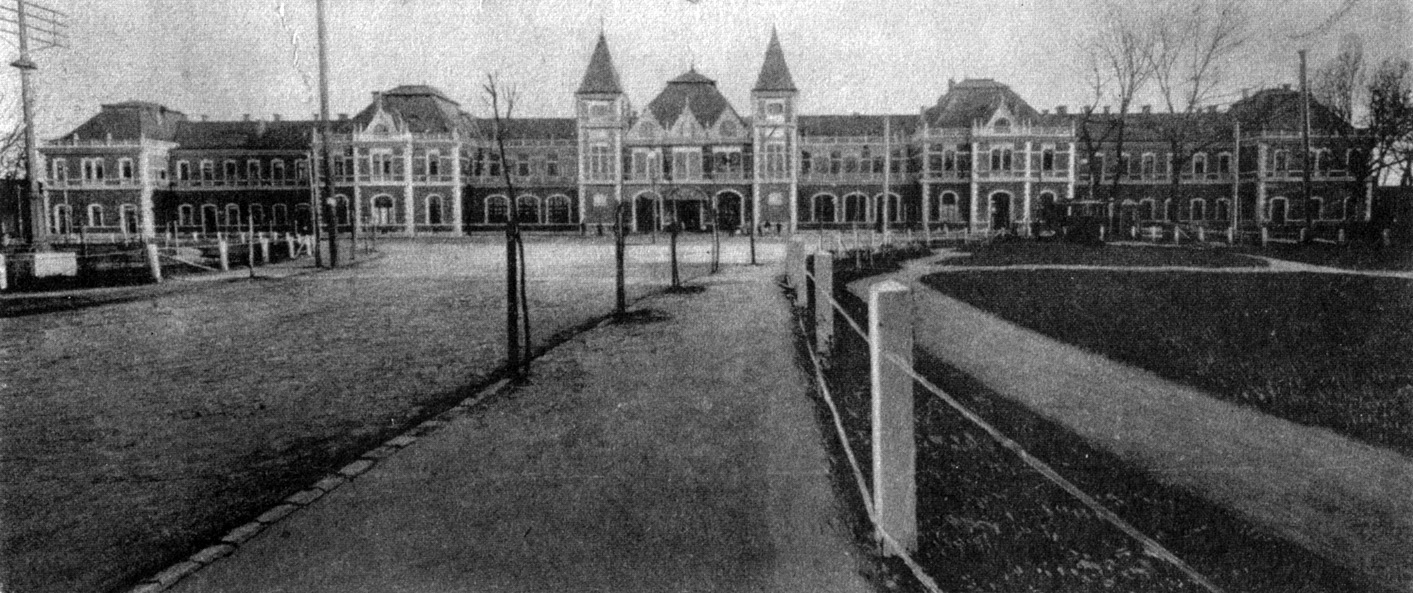
A Tiszai pályaudvar 1908-ban

Miskolc 1859-ben kapcsolódott be az országos vasúti hálózatba, egyelőre Debrecenen keresztül. A Hatvan–Miskolc vonalat 1870. január 9-én adták át a forgalomnak. A vasút fontosságát a miskolci, tágabban a borsodi ipar erősödése indokolta (szénbányák, Diósgyőr, Ózd, Borsodnádasd kohászata stb.). A városi indóházat Miskolc a mai Ady-híd környékére javasolta, az építtető vasúttársaság viszont – elmérgesedő pénzügyi viták miatt – a várostól 2 km-re keletre építette fel a Tiszai pályaudvart. Ez a tény később a város úthálózatának alakításában jelentős szerepet játszott.
A pénz- és bankszektor területén a Miskolcon is észlelhető gazdasági fellendülés 1867-ben életre hívta a Miskolci Hitelintézetet, 1869-ben a Borsod-Miskolci Hitelbankot, míg a Miskolci Takarékpénztár már 1845-től működött. 1905 körül a városban hét bank és takarékpénztár, valamint három hitelszövetkezet volt. 1911-ben aztán újabb öt pénzintézet létesült, emellett fővárosi bankoknak is volt itt fiókjuk.

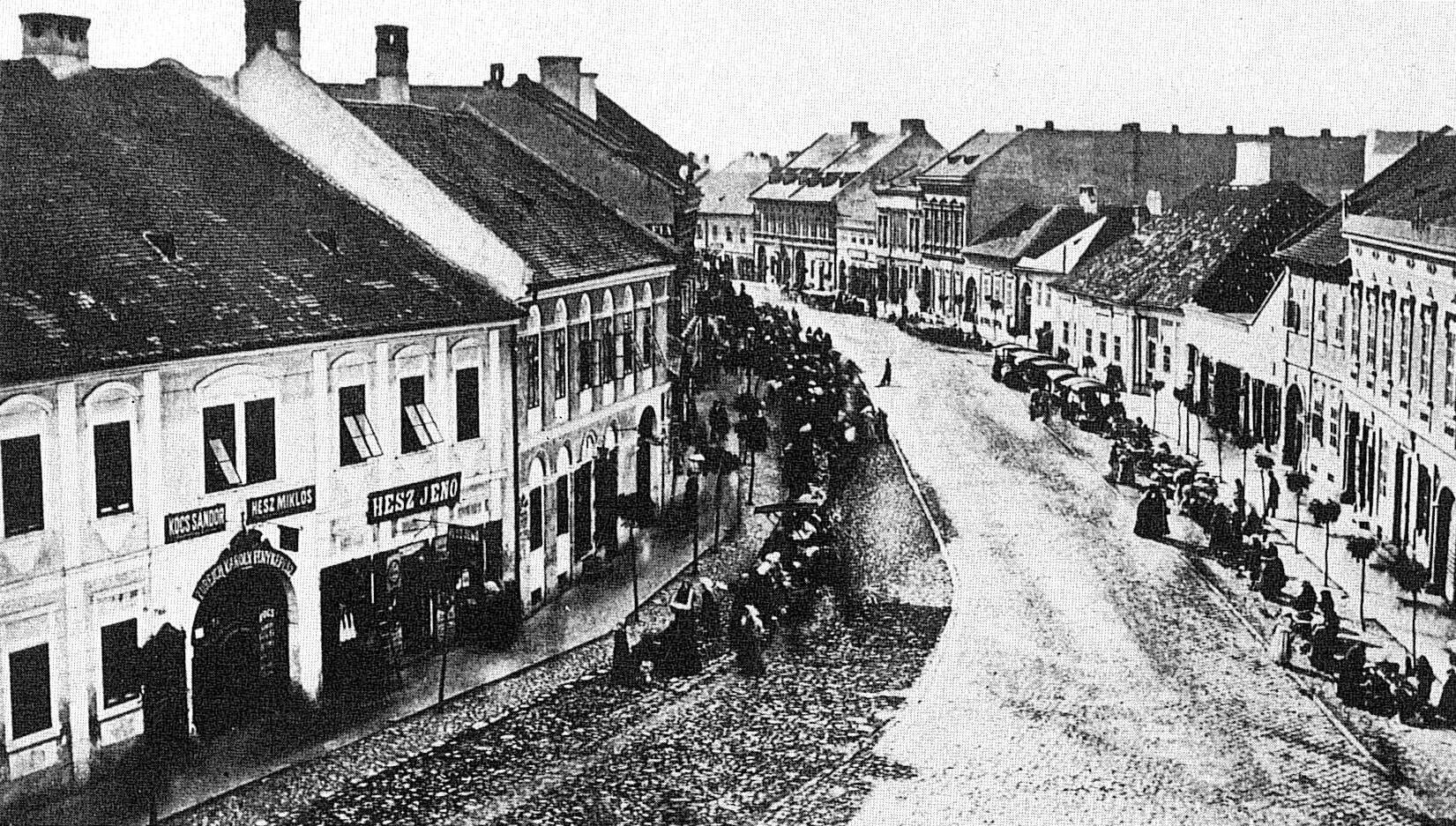
Piac a főutcán 1884-ben

Miskolc tradicionális kereskedőváros volt. 1838-ban 54 bolt működött a városban, 1845-ben 50. Az üzleteket főleg zsidó kereskedők működtették, mellettük megjelentek a főleg fűszer- és élelmiszer-kereskedelemmel foglalkozó magyar kereskedődinasztiák is (Lichtenstein, Martin, Kraudi, Kun, Weidlich stb.). 1864-ben 219 kereskedőt írtak össze, akik a kereskedelem 35 ágát képviselték. A kereskedőkön kívül 37 ügyvédet, 11 orvost és hat gyógyszerészt is feljegyeztek. A kereskedelem jelentősége a vasút Miskolcra érkezésével megnőtt, az általános társadalmi fejlődés következtében pedig szerkezete is átalakult. Megjelentek a divatkereskedések (Hungária Áruház, Merinó Áruház, a már osztályokkal rendelkező Párisi Áruház, a messze földön ismert Gyukits-kalapot gyártó és forgalmazó Pelikán és Gyukits-féle
kalapkereskedés stb.), és újdonságnak számítottak a fűszert és gyarmatárut árusító üzletek. Az 1912-ben 42 ilyen kereskedés közül a legjelentősebb Weidlich Pál üzlete volt, ami a többfunkciós Weidlich-palotában működött. Az életstílus megváltozására utal a vendéglők számának növekedése, a bor árának növekedése (az avasi szőlők a filoxéra miatt kipusztultak) miatt pedig a sörfőzdék és sörárusító boltok, korcsmák elszaporodása. A városban a 20. század elején 14 könyv- és papírkereskedés működött, amelyek közül Fränkel (Ferenczi) Bernát könyvesboltja országos hírű volt. Az iparfejlődés következtében a többszörösére emelkedett a vaskereskedések száma. A kereskedelmi élet fontos intézményeként az 1872. évi első ipartörvény után jött létre a Miskolc Kereskedelmi Társulat, a Kereskedők és Gazdák Köre stb., 1876-ban a Miskolci Kereskedői Társulat, végül 1880-ban a Kereskedelmi és Iparkamara. A piacokon és a vásárokon folytatott kereskedelem a középkortól fontos tényező volt Miskolc életében. A város főutcáján (Derék utca), illetve a Luther téren (ma Bartók tér) még a 19. század végén is folyt árusítás, kiszorulásukat innen az általános városrendezési elvek és a villamosforgalom megindulása okozta. A piac ezután a mai Búza tér északi részén és a Tetemvár téren működött, amit aztán a görögkatolikus templom építése elszakított egymástól. A Búza téren az első vásárcsarnok 1885-ben épült Adler Károly tervei alapján. Miskolc a 19–20. század fordulóján jelentős vásározó helynek is számított, heti és országos vásárokat tartottak.

### Kultúra

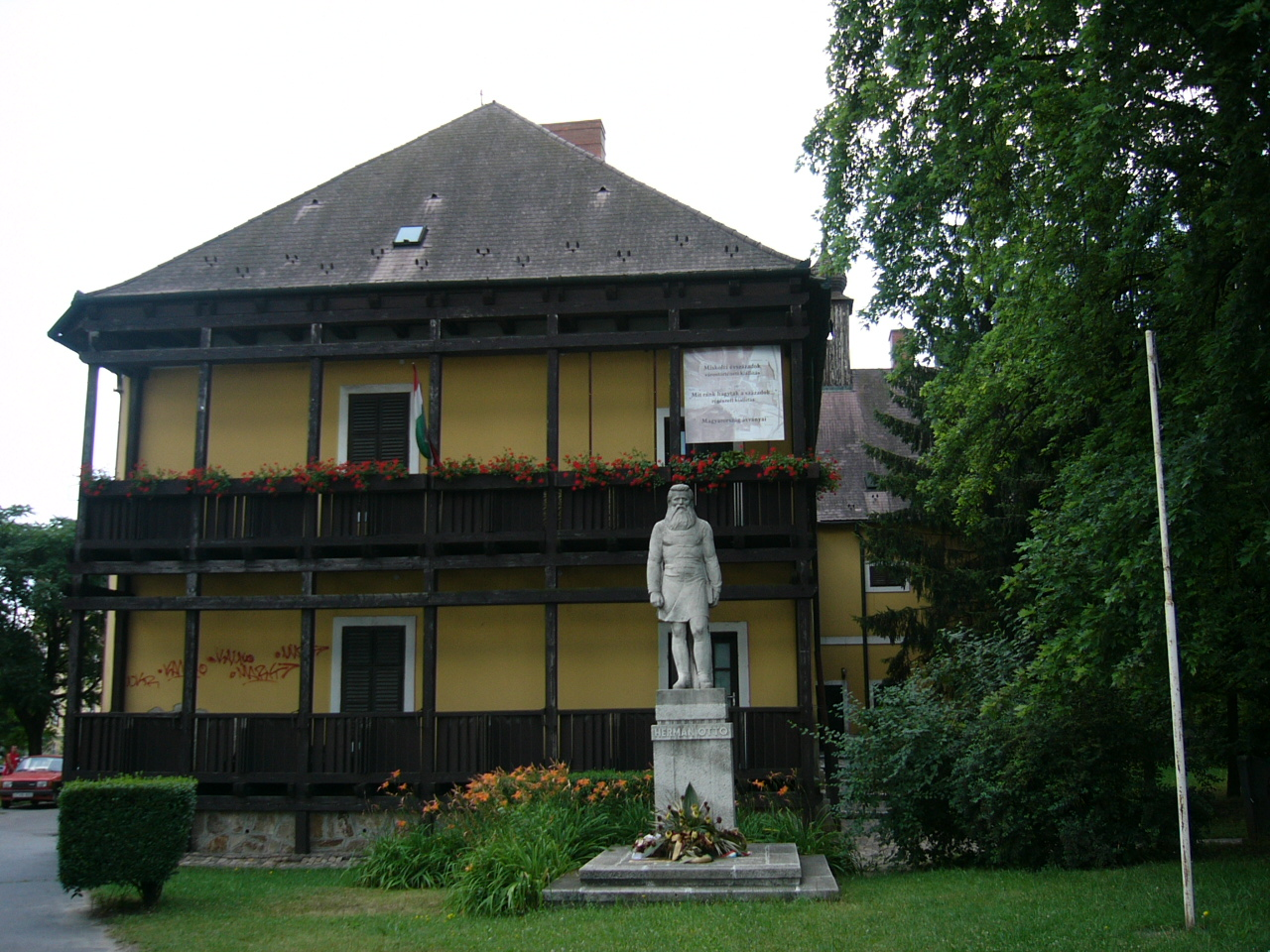
A Herman Ottó Múzeum épülete a Papszeren

A Borsod-miskolci alapítványi példányóvoda 1842-ben alakult, 1850-től városi támogatást kapott. 1885-ben 320 gyermeket két óvónő gondozott benne. 1889-ben a MÁV is nyitott óvodát, így 1891-ben már két óvoda működött a városban. Ez a szám 1917-re hétre nőtt. Az addig működő alapfokú felekezeti iskolák mellett az első állami elemi iskola 1885-ben nyílt meg, először ötven gyermekkel, ami az időszak végére 600-ra nőtt. Az állami községi iskolák építése tovább folytatódott, emellett a felekezetek is bővítették hálózatukat. A polgármester 1917-es beszámolója szerint Miskolcon állami iskolába 2676, katolikus iskolába 1170, református iskolába 506, izraelita iskolába 1092 gyerek járt. Állami polgári iskola 1875-ben jött létre Miskolcon hat rendes és egy segédtanárral, 32 fiú- és 27 lánytanulóval. Úgynevezett „felsőbb” iskolák már korábban is működtek, például a Karacs Teréz által alapított felsőbb lányiskola. Az iskolai képzést Gálffy Ignác igyekezett közelebb vinni az élethez, 1881-ben létrehozta az iparostanonc-képzést és a kereskedelmi képzést. Utóbbi a ma is létező Berzeviczy szakközépiskola jogelődje. 1914-ben megnyitotta kapuit a II. sz. Állami Fiú Polgári Iskola (192 tanuló, hét tanár). A középfokú oktatás legnagyobb jelentőségű intézményei a gimnáziumok voltak. Néhány ezek közül: Miskolci Ev. Ref. Főgimnázium, Református Leánygimnázium, Miskolci Királyi Katholikus Gimnázium. A szakmai képzést a tanonciskolák (szakiskolák, szakközépiskolák) biztosították. A művészeti oktatás legfontosabb intézménye az 1901 őszén induló Miskolci Városi Zeneiskola volt, amely 1918-ban már 400 tanulót oktatott (zongora, hegedű, gordonka, nagybőgő, fuvola, klarinét stb.).
Miskolcon először az egyházi könyvtárak jöttek létre. Az első, közkönyvtárnak is nevezhető a Miskolci Evangélikus Egyházközség könyvtára volt. A gimnázium nagykönyvtárát 1817-től, az ifjúsági kiskönyvtárat 1847-től gyarapították. Teöreök Sándor 3000 kötetes könyvtára 1876-ban került az egyház tulajdonába. A századforduló táján a nyilvános közkönyvtár szerepét egyre inkább a Borsod-Miskolci Múzeum könyvtára vette át. Ennek állománya főleg ajándékozás útján gyűlt össze, amihez 1911-ben jött Horváth Lajos több mint 1500 kötetnyi gyűjteménye. A miskolci könyvtárak között fontos megemlíteni az iskolai könyvtárakat is.
Miskolcon 1893-ban alakult meg a Miskolci Közművelődési Egyesület, és ennek nyomán vetődött fel 1898 végén a városi múzeum megalapítása, amit a városi közgyűlés is pártolt. Az egyesület ennek szellemében nevet váltott (Borsod-miskolczi közművelődési és múzeum-egylet), elnökségében olyan fontos személyiségek vettek részt, mint elnökként Tarnay Gyula alispán és Soltész Nagy Kálmán polgármester, titkárként Balogh Bertalan, valamint Gálffy Ignác, Kaffka Ignác (Kaffka Margit apja), Lévay József, Tóth Pál és mások. A közművelődési és a múzeumi szakosztály 1900-ban kettévált, és a megalakult Borsod-Miskolci Múzeum (a Herman Ottó Múzeum jogelődje) 1902. október 26-án nyitotta meg első kiállítását a Papszeren lévő volt iskolaépületben. A tárlaton 3252 tárgy volt látható, további 3000 a raktárban volt elhelyezve. A múzeumot az állam 1900, a megye 2600, a város 4860, a városi polgárság 7600 koronával támogatta.

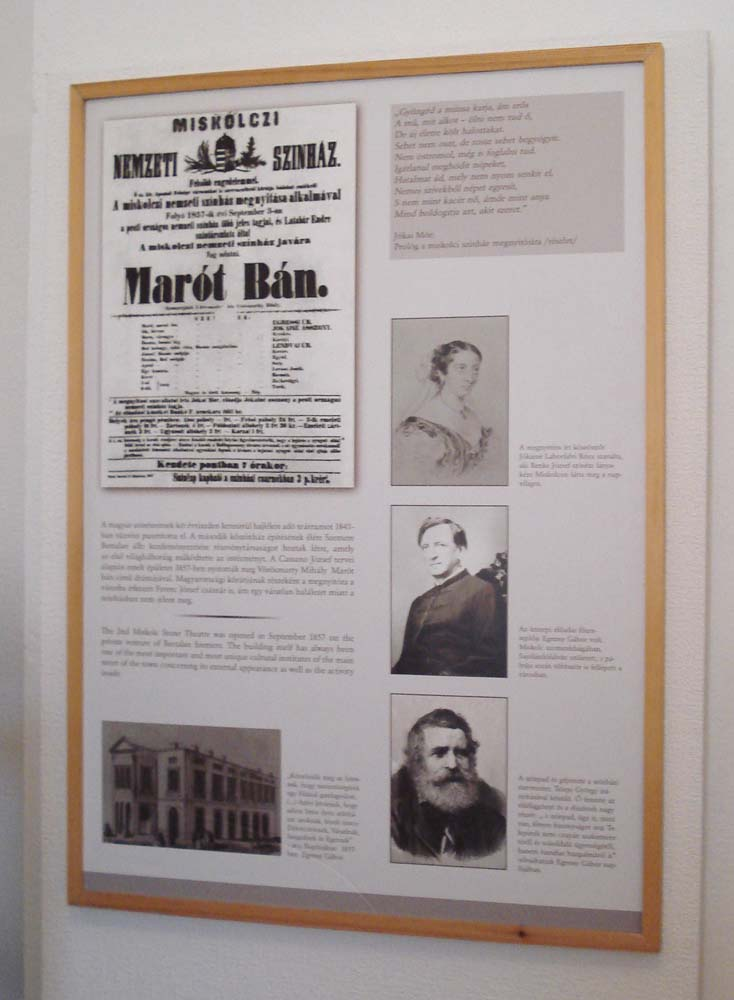
A Miskolci Nemzeti Színház avatásának tablója a Színészmúzeumban

Az első kőszínház leégése után gyorsan döntöttek egy új megépítéséről. A vármegye új telket ajánlott fel, Szemere Bertalan pedig részvénykibocsátással biztosította az anyagi hátteret. Az építkezés 1847 tavaszán kezdődött Cassanó József tervei szerint, a megnyitó előadást 1857. szeptember 3-án tartották meg Vörösmarty Marót bán című darabjával. A színház első igazgatója Latabár Endre volt. Az 1878-as nagy árvíz nem tett nagy károkat a színházban, pedig itt is magas volt a vízállás (a színház falán öntöttvas tábla jelzi). 1882-ben bevezették a gázvilágítást, de 1902-ben jelentősebb korszerűsítés történt: bevezették a villanyvilágítást, új öltözőket alakítottak ki, zenekari árkot mélyítettek. 1913-ban a színházat az addig működtető részvénytársaságtól átvette a város.
A filmszínházakat először csak alkalmi vállalkozások képviselték Miskolcon. Az első filmet a fővárosi Uránia Tudományos Színház hozta a városba 1900 körül: a Küzdelem az Északi pólusért Nansen északi-sarki útjáról szólt. A vasgyári munkásétteremben 1906-tól, a Népkerti Vigadóban 1907-től tartottak előadásokat, de az első állandó mozi az Apolló volt az 1911-ben átadott Weidlich-palotában, az Urániát 1913-ban nyitották meg.
A 19. század második felében egyre élénkülő képzőművészeti élet bontakozott ki Miskolcon. Az 1867-es kiegyezés is jótékony hatást fejtett ki ezen a területen, és a város megfestette 1848 fontos személyiségeit, Kossuthot még életében, Palóczy Lászlót, aztán itt állították Kossuth Lajos első egész alakos szobrát, a másik politikai oldalnak tett engedményként megrendelték Strobl Alajosnál Erzsébet királyné szobrát. Később, 1906-ban Szemere Bertalan, majd Deák Ferenc egész alakos szobra következett. Ezek a köztéri alkotások jórészt közadakozásból születtek. Miskolc tehetséges fiataljai Münchenben tanultak Hollósy Simonnál, a városnak ösztöndíja volt erre, az iparkamara pedig párizsi képzőművészeti tanulmányokat támogatott. Miskolcon a nagybányai szellem, a plein air stílus terjedt el. Az első miskolci kiállítás 1899. november 11-én nyílt meg a Megyeháza nagytermében. A Borsod-Miskolci Múzeum vásárlásokkal segítette a helyi művészeket, de polgárok és szervezetek is a vásárlók között voltak. A miskolci művészeti élet mozgatója Balogh Bertalan volt, aki vasúti tisztviselőként is elismert művészeti szakíró volt. Balogh József festőművész 1904-től rajz és festő szabadiskolát működtetett a városban. Meilinger Dezső festőművész katonaként került Miskolcra, és 1919-ben – Nyitray Dániel szobrásszal közösen – képzőművészeti szabadiskolát hozott létre az Egri-féle vízgyógyintézetben. Ez lett a magja a később létrejött Miskolci Művésztelepnek.
A miskolci sportélet elsősorban a kiegyezés után kezdett kibontakozni, sorra alakultak a különböző egyesületek: Miskolci Torna Egylet (1865), Miskolci Polgári Honvédlövész Egylet (1871), Miskolci Korcsolyázó Egyesület (1874), Miskolci Atlétika Kör (1889), Miskolci Sport Egyesület (1908), Diósgyőr-Vasgyári Testgyakorlók Köre (1910), Miskolci Munkás Testedző Egyesület (1911), Miskolci Vasutas Sport Club (1911), Diósgyőri Atlétikai Club (1912), Miskolci Magántisztviselők és Kereskedelmi Alkalmazottak Sport Egyesülete (1912). A város és a nagyobb vállalatok sportpályákat létesítettek, sportcentrum épült a Népkertben, a vasutasoknak a Tiszai pályaudvar közelében a „Kubik”, Diósgyőrben pedig a DVTK-nak. A sportágak közül legnépszerűbb természetesen a futball volt, de űzték a teniszt, az úszást, a vívást, a birkózást, az atlétikát, a korcsolyázást, a tornát stb. is. A sportélet fejlődését a háború jelentősen visszavetette.

### Népesség
| Év   | Magyar | Német | Szlovák | Ruszin | Egyéb | Összesen |
| 1851 | 11528  | 143   | 83      | -      | 3082  | 14846    |
| 1880 | 21299  | 1005  | 922     | 11     | 1082  | 24319    |
| 1890 | 27700  | 1223  | 1105    | 7      | 373   | 30408    |
| ---- | ------ | ----- | ------- | ------ | ----- | -------- |
| 1900 | 38423  | 910   | 917     | 2      | 581   | 40833    |
| 1910 | 49099  | 948   | 749     | 156    | 507   | 51459    |
| 1920 | 55359  | 867   | 486     | 14     | 256   | 56982    |

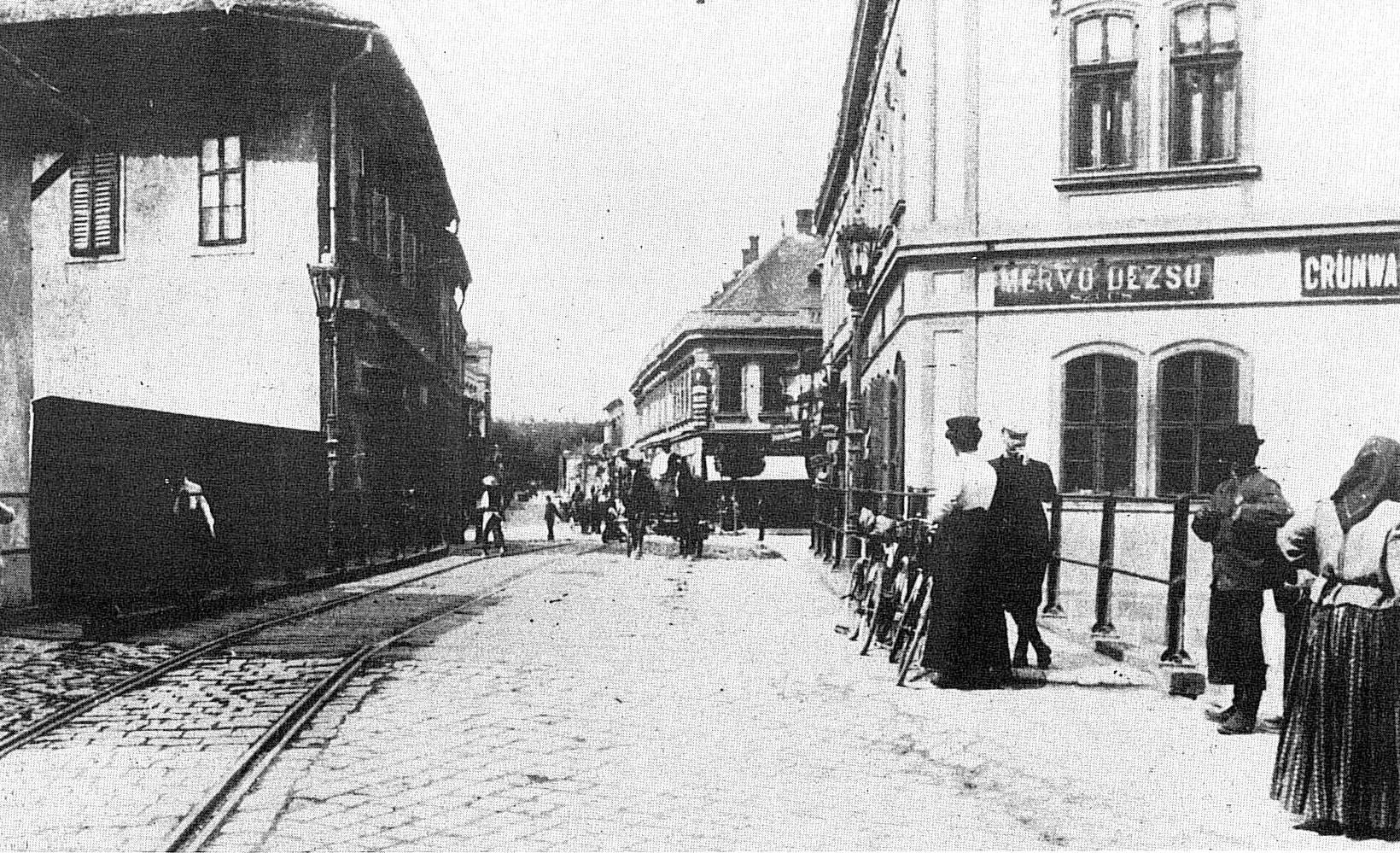
A Hejőcsaba felé kiinduló villamosvonal a Forgó-hídnál
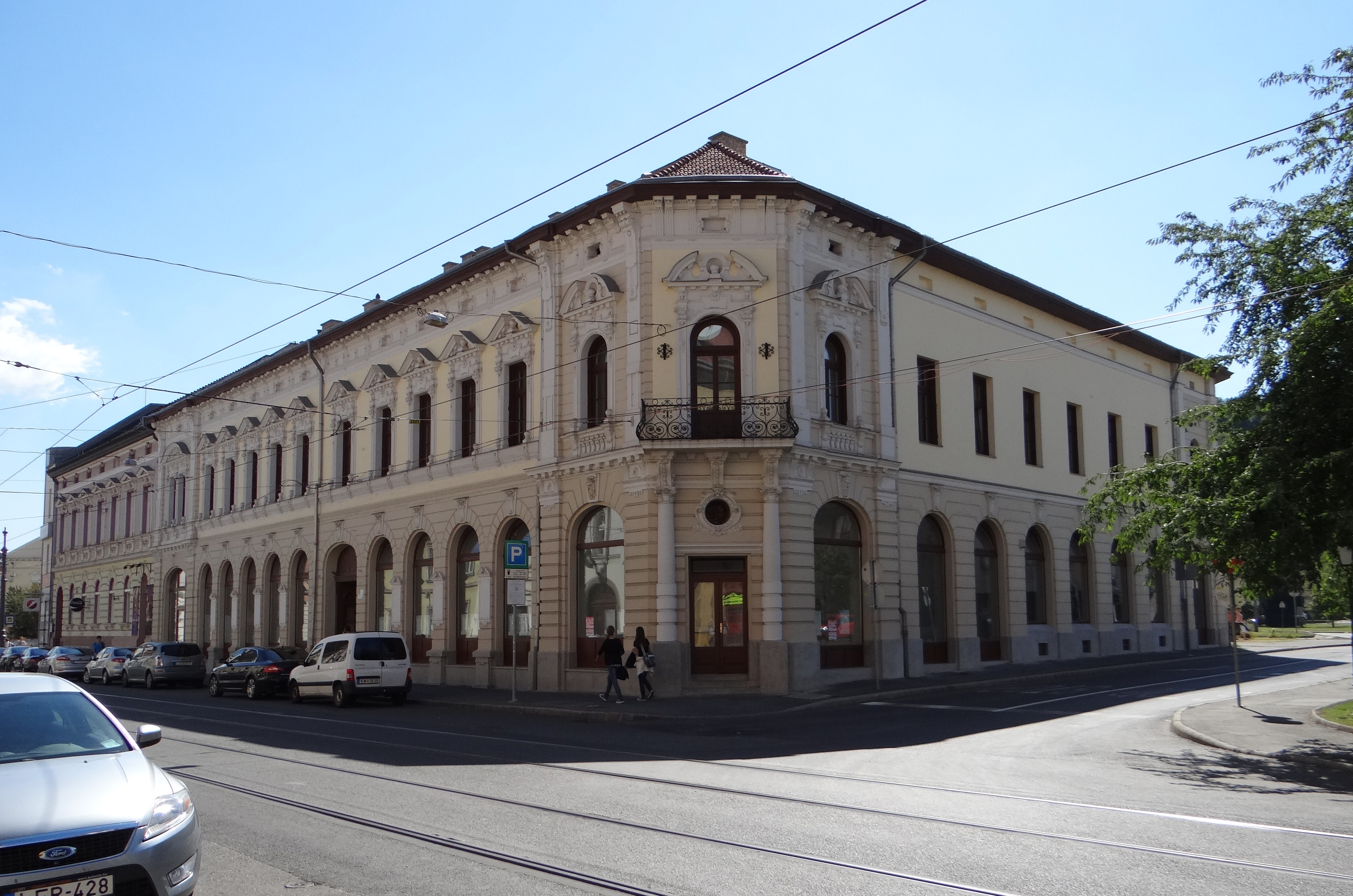
A Lichtenstein-palota a Hunyadi út–Bartók tér sarkán
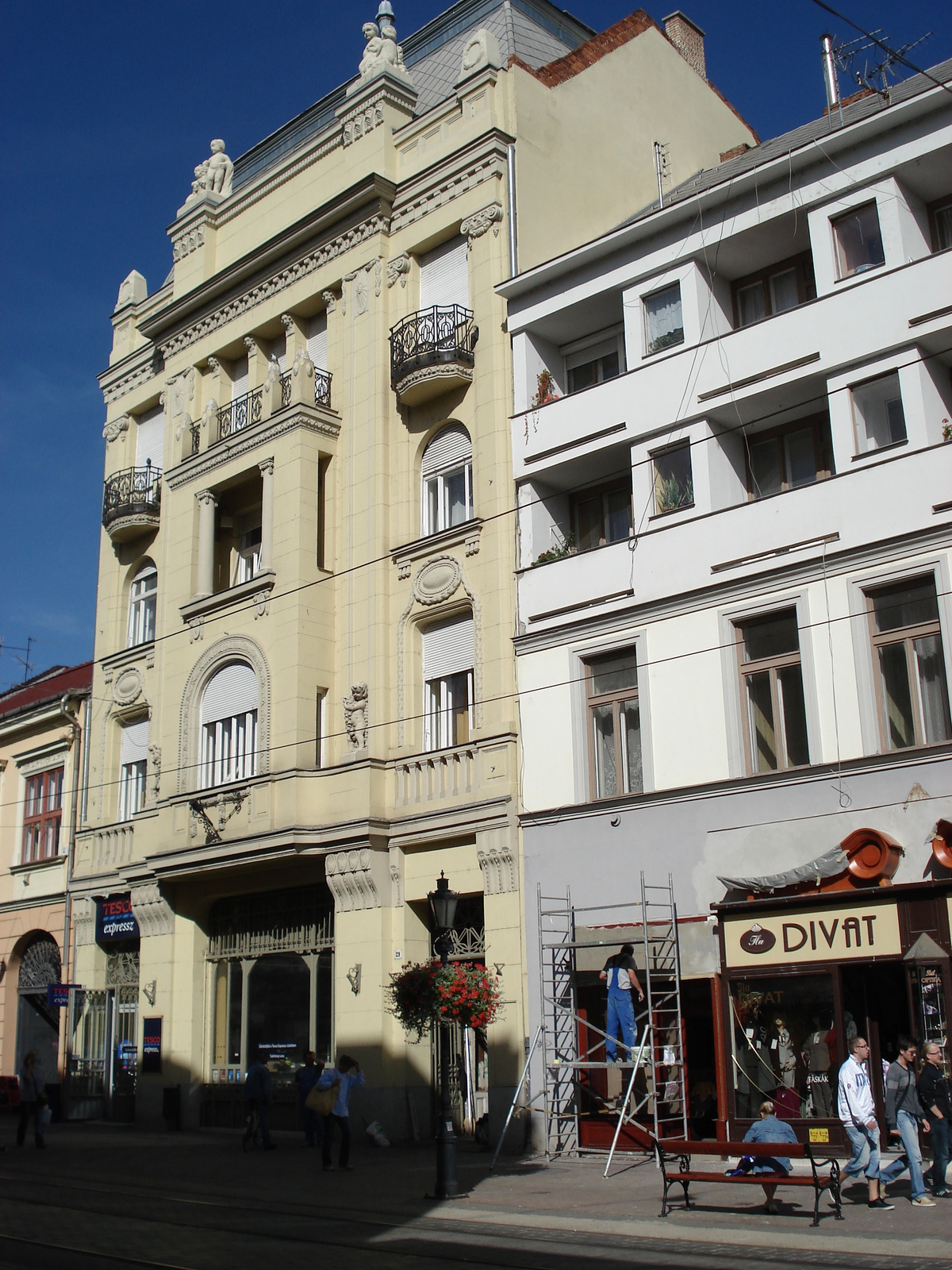
A Hitelintézeti Palota épülete
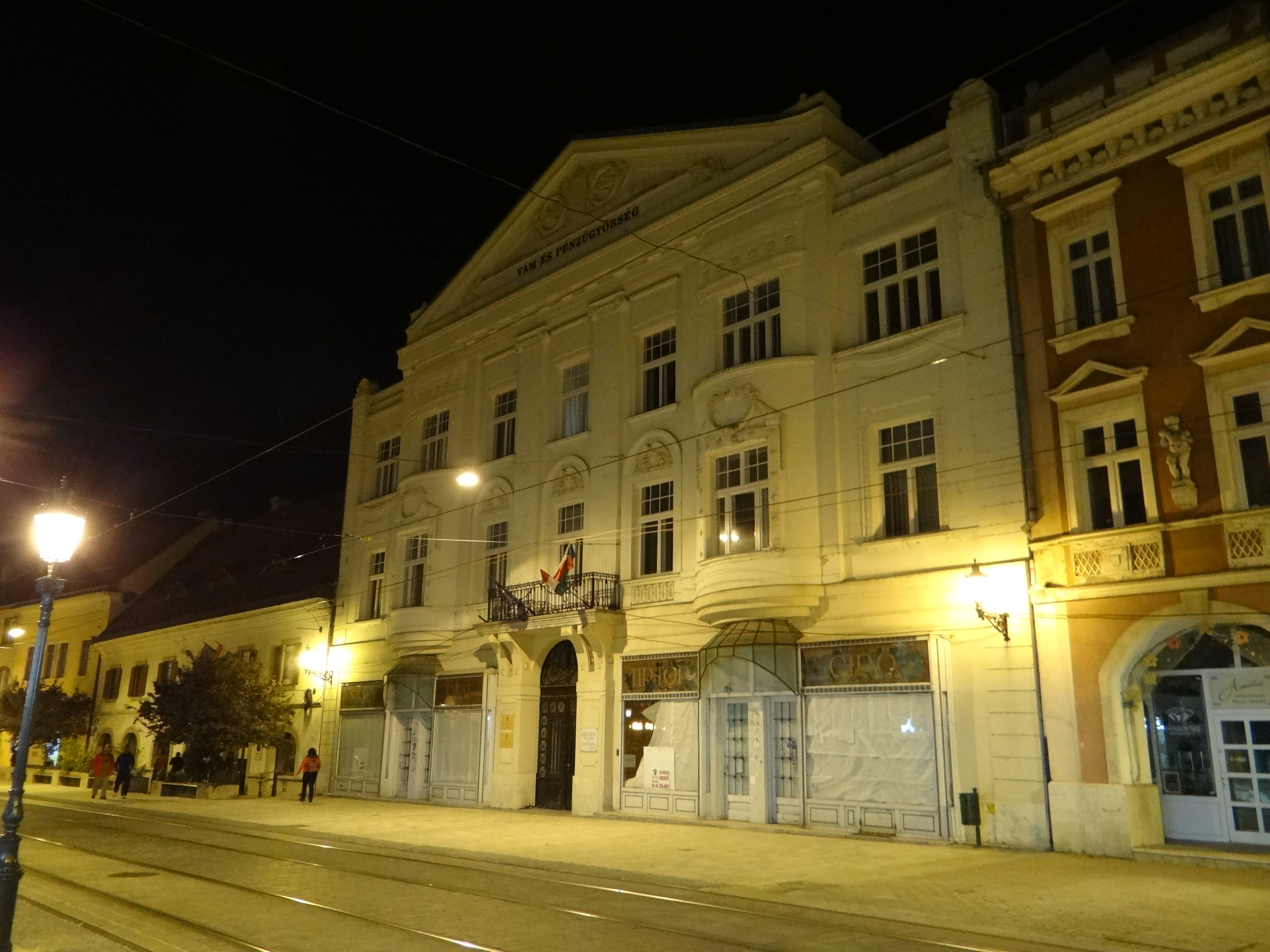
Az Első Magyar Általános Biztosító Társaság hivatalháza
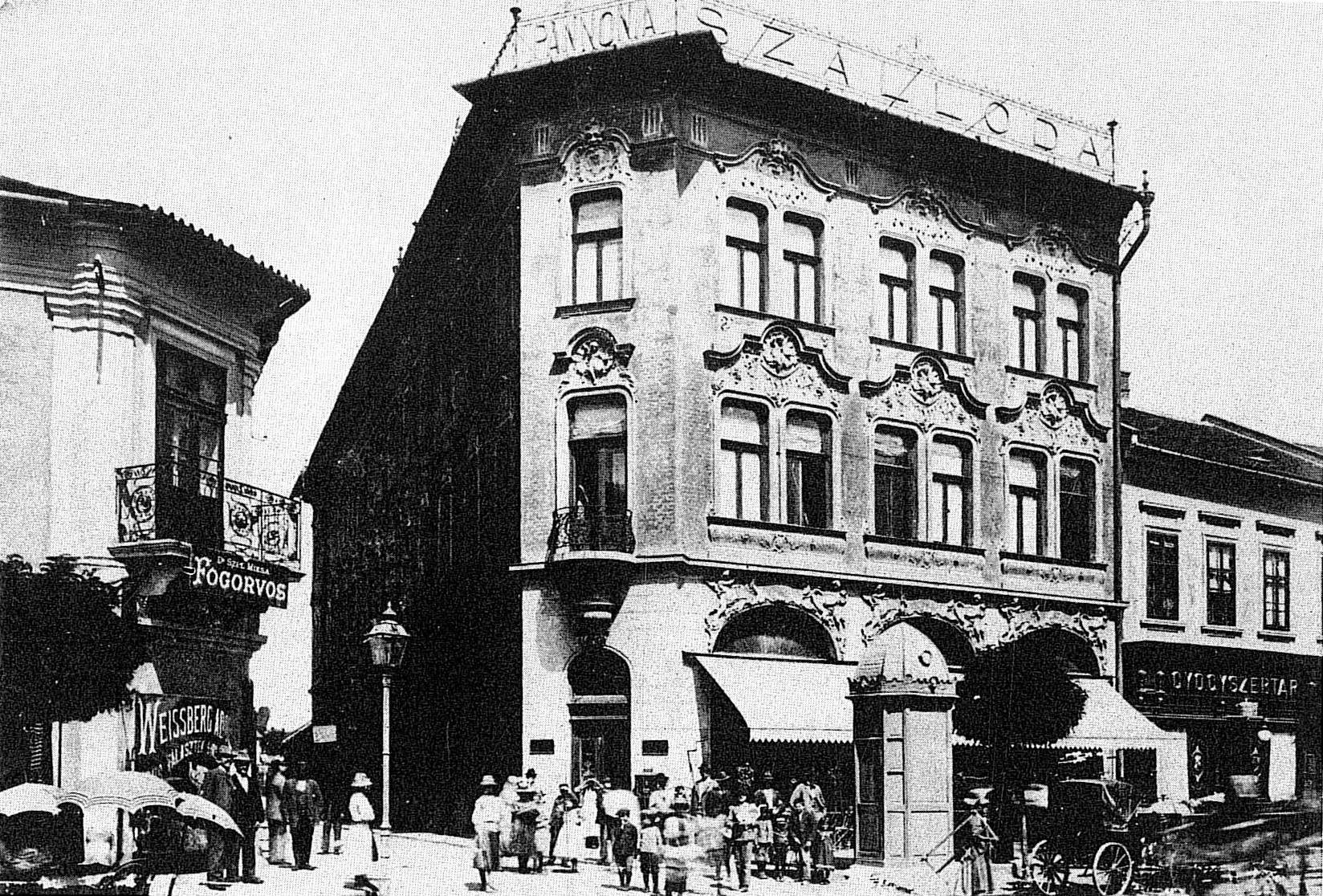
A Pannonia Szálloda 1910-ben
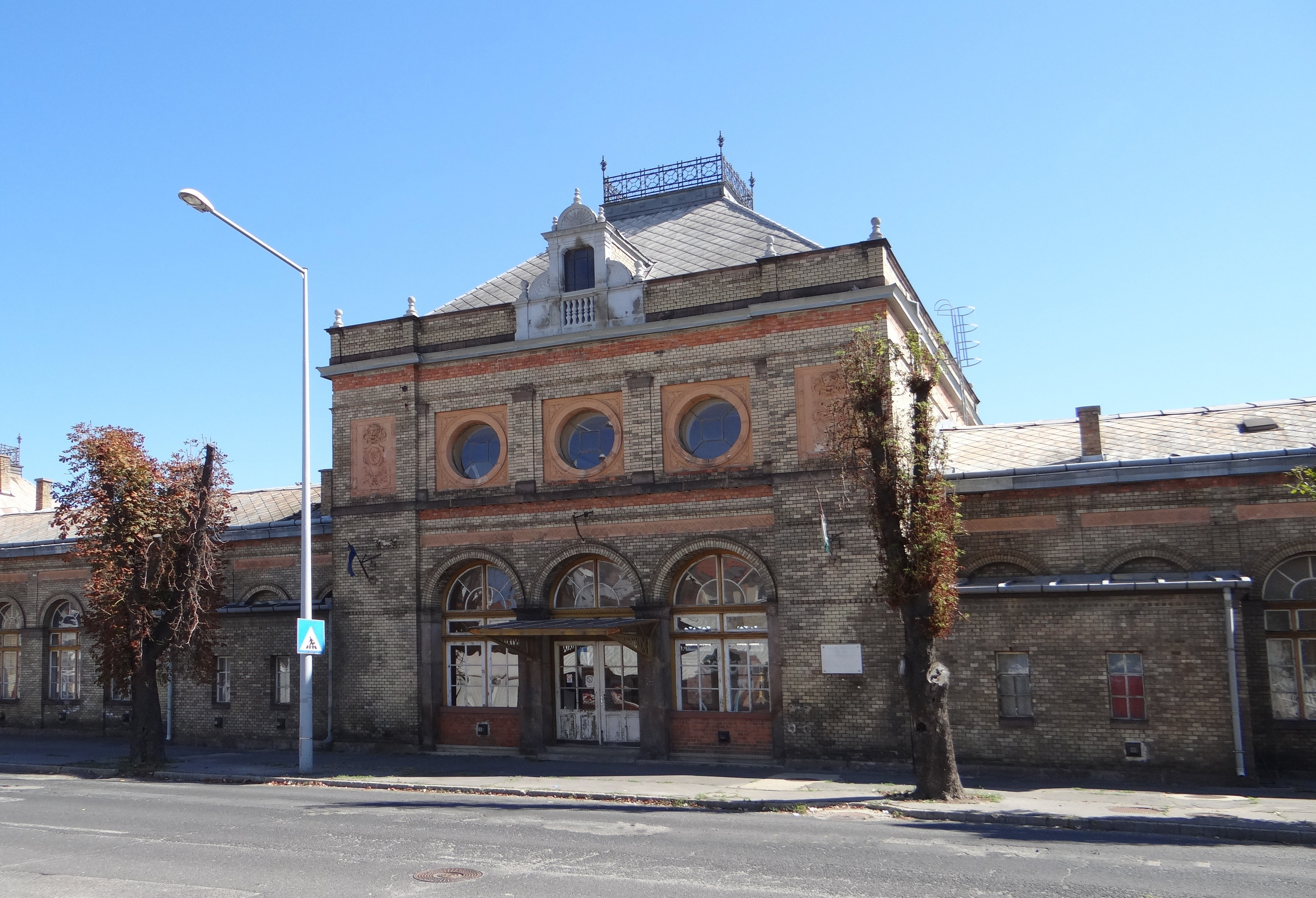
A Gömöri pályaudvar
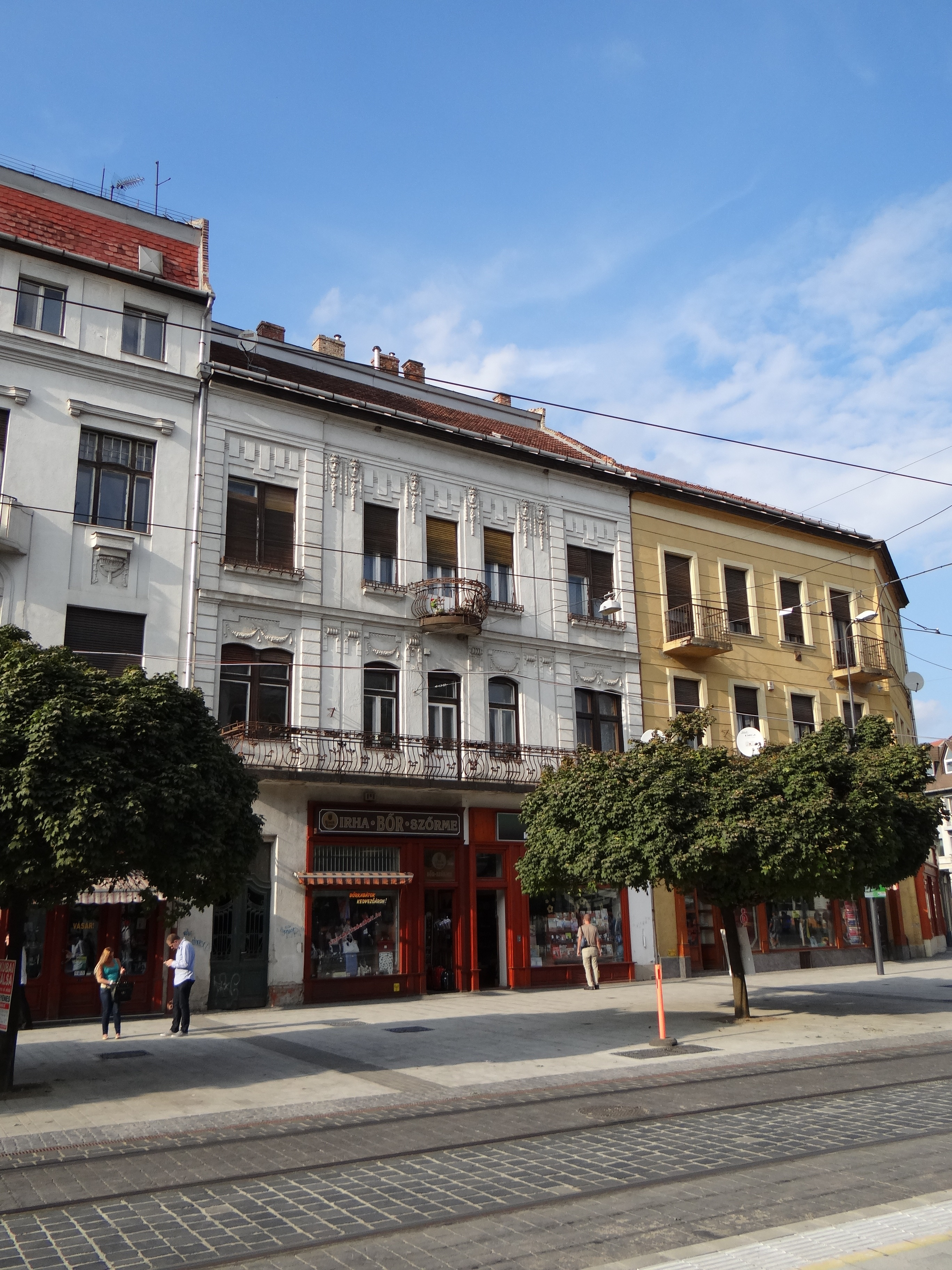
A Rosenwasser-palota

## A második világháború végéig

### Várostörténet, politikai viszonyok

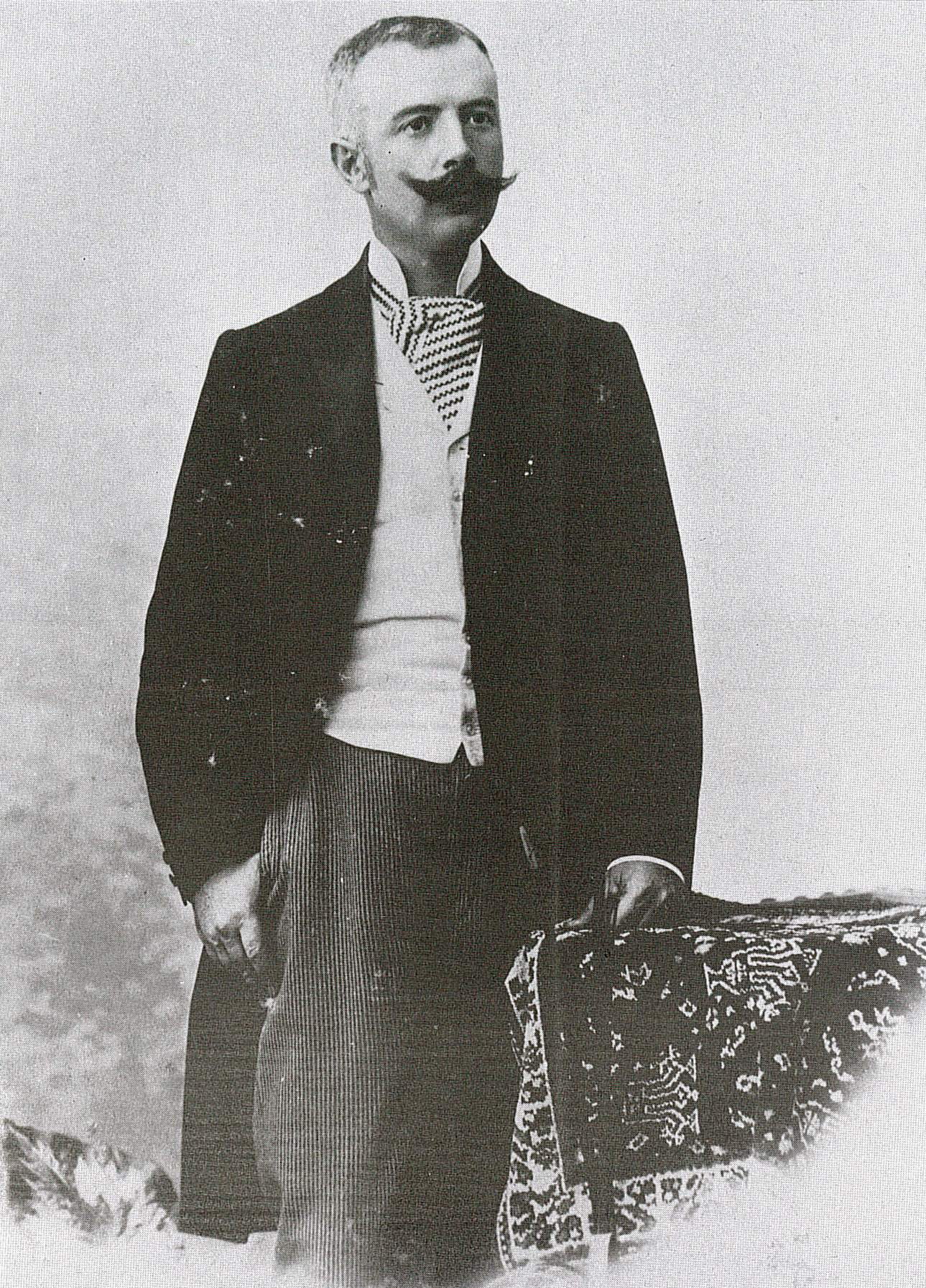
Szentpáli István, Miskolc polgármestere 1902–1912 és 1917–1922 között

1918. október 29-én a szociáldemokrata párt szervezte több mint 3000 fős nagygyűlésen a miskolciak kinyilvánították, hogy támogatják a Magyar Nemzeti Tanácsot. A Nemzeti Tanácshoz csatlakozott a városban állomásozó katonaság, helyi gazdasági és társadalmi egyesületek sora is. Végül a város és a megye is közzétette ilyen irányú határozatát. 1919 januárjában a csehek megszállták Kassát, és a megszállások hatására sorra települtek Miskolcra különböző intézmények, például a zsolnai rendőrkapitányság, a kassai hadosztálybíróság, az eperjesi Jogakadémia stb. A Miskolci Jogakadémia létrejöttével régi vágya teljesült a városnak: felsőoktatási intézménye lett. Szó volt a selmeci Akadémia idetelepüléséről is, de az végül Sopronba költözött.
Közben – nem kis részben az elcsatolásra kerülő Kassa vezető szerepének átvétele céljából – felmerült Nagy-Miskolc létrehozatalának az ügye. 1919 elején a Vasgyár és Martin-telep igent mondott, Hejőcsaba és Diósgyőr még nem tudott dönteni. A Tanácsköztársaság megalakulása miatt a terv lekerült a napirendről. Az 1919. március 21-ét követő napokban a Tanácsköztársaság szervei hozzáfogtak a magántulajdonú gyárak, üzemek, bankok államosításához, élükre termelési biztosokat állítottak. 1919. április 27-én azonban a csehszlovák csapatok átlépték a demarkációs vonalat, és május 2-án, Angione olasz ezredes vezetésével elfoglalták a várost. A közigazgatást átadták a március 21. előtti vezetőknek és hivataloknak. A Vörös Hadsereg május 9-én indította meg ellentámadását, és május 20-án kiűzték a cseheket Miskolcról, júniusban pedig az egész megyéből kiszorították őket. Röviddel ezután azonban az új hatalom összeomlott, és augusztus elején a románok – a párizsi békekonferencia tiltakozása ellenére – megszállták az ország jelentős részét. Miskolcot augusztus 4-én (más forrás szerint 5-én) foglalták el, statáriumot hirdettek, betiltottak minden pártot, újságot, letartóztatták a politikai vezetőket, újságírókat, tanárokat, de még Palágyi Lajos színházigazgatót is. Tarnay Gyulát, a korábbi főispánt bízták meg a főispáni teendők ellátásával, de őt a Friedrich-kormány röviddel ezután felmentette, és a szegedi ellenforradalmi erők hívét, Gedeon Aladárt nevezte ki a miskolci kerületi kormánybiztosság élére. Szentpáli István polgármesternek és helyettesének, Hodobay Sándornak sikerült a kíméletlen román rendcsinálást keretek közé szorítani, ebben a Gedeon menesztése után kinevezett Bottlik József is segítségükre volt. Novemberben a románok elhagyták a várost, és Magyarországról is kivonultak. A trianoni döntés megváltoztatta Miskolc szerepét, szinte egycsapásra Észak-Magyarország gazdasági súlypontja lett, bár tulajdonképpen már az ezt megelőző időszakban is Kassa fölé nőtt lakosságszámban, gazdasági jelentőségben, társadalmi összetételben. A Nagy-Miskolc-koncepció azonban nem tudott megvalósulni, ehhez a század közepéig kellett várni.
Horthy Miklós, hatalomra kerülése után, 1919. december 12-én látogatott Miskolcra, mintegy demonstrálni a hatalomátvételt, illetve előkészíteni az 1920. évi nemzetgyűlési képviselőválasztást. A választáson Andrássy Gyula (1907-ben lett Miskolc díszpolgára) és Róbert Emil lett miskolci képviselő – mindketten fölényesen nyertek. Amikor Andrássy a következő évben belépett a keresztény kormánypártba, Miskolc kormánypárti képviseletet kapott, ami azonban a gróf második királypuccsban való érintettsége miatt nem tartott sokáig. Az ezt követő időszakban a pártpreferenciák megváltoztak, az erős szociáldemokrata képviselet mellett egyre jobban megerősödött a szélsőjobb. A revízió kérdése már 1931-ben várospolitikai programmá vált. 1940-ben három pártnak volt helyi szervezete: a Magyar Élet Pártjának, a Nyilaskeresztes Pártnak és a Szociáldemokrata Pártnak. A revizionizmus mellett – ezt a sajtó már 1921 elején jelezte – „az antiszemita hullám elérte Miskolcot is”. A városban ekkor 10–15 000 zsidó élt, a szomszédos Hejőcsaba lakosságának pedig a többsége zsidó volt.
Miskolc a második világháború elején kedvező helyzetbe került: a háborús konjunktúrának köszönhetően megnövekedett az ipari üzemek megrendelése, csökkent a munkanélküliség, nőttek a bérek (elsősorban a Vasgyárban). Ez az állapot azonban nem tartott sokáig, 1940-ben emelkedni kezdtek az árak, egyes üzemekben gondot okozott a nyersanyaghiány, máshol csökkentek a megrendelések. Az ország hadba lépését követően elrendelték az elsötétítést, légoltalmi szervezetet hoztak létre, a miskolci VII. hadtestbe pedig behívásokat hajtottak végre. Ez a hadtest a Magyar 2. hadsereg részeként jórészt megsemmisült a szovjet fronton, az életben maradottakat 1943 májusában ünnepélyesen fogadták a Népkertben. A hadi eseményekkel párhuzamosan már 1942-től felerősödtek a háborúellenes mozgalmak. 1942. március 15-én, 1943 szeptemberében, majd 1944 szeptemberében jelentős béketüntetések voltak Miskolcon és Diósgyőrben.
A zsidótörvények hatására a zsidó szakmai és jótékonysági egyesületeket, szervezeteket folyamatosan felszámolták, a vezető zsidó embereket leváltották, később zsidókat már egyáltalán nem lehetett alkalmazni. Ez 1944. március 21-ére be is fejeződött. A német megszállást követően kötelezővé tették a sárga csillag viselését, akik erre nem voltak hajlandóak, internálták. Április 28-án rendeletet hoztak a gettósítás elrendeléséről, és végül az Arany János utca környékét jelölték ki erre a célra. A zsidó lakosságot innen gyalogoltatták ki a téglagyárba, ahonnan június 12-én három vasúti szerelvénnyel 8667 személyt, majd a pár napon belül további 6797 személyt szállítottak Auschwitzba. Közülük mintegy 500-an tértek vissza.
A németek 1944. március 19-én este érkeztek Miskolcra, főhadiszállásukat a Fráter György katolikus gimnáziumban rendezték be, de több más épületet is használatba vettek. A diákság, majd a diósgyőri munkások egy része kokárdát tűzve tiltakozott a megszállás ellen. A front közeledtével Miskolcot több légitámadás is érte. 1944. június 2-án száz bombázó mintegy 200 tonna bombát dobott le a Tiszai pályaudvarra, a laktanyákra, a Búza téri vásárcsarnokra, a Szilágyi–Diskant gépgyárra. 160 lakóház összeomlott, 600 megrongálódott, 206 ember meghalt, 420 megsebesült. 1944. szeptember 13-án a hadiüzemnek számító vasgyári üzemek voltak a célpontok. A „Kohászatban” a legfontosabb egységek szenvedtek bombakárt, többek között a martinacélmű, a hengerművek és a kovácsüzem, az Újgyárban a megmunkáló és a szerelő üzem. Az ország elrontott kiugrási kísérlete után a nyilasok vették át a hatalmat Miskolcon is, a közigazgatási apparátus élére saját embereiket nevezték ki. A miskolciak nem szívelték az új hatalom képviselőit, például amikor Kóródi István nyilas vezér beszédet akart tartani a vasgyári hengerműben, a munkások fütyüléssel, kiabálással és a Szózat eléneklésével belé fojtották a szót, s távozni kényszerült. Miskolc 1944 elején vált hadműveleti területté, a németek elrendelték a gyárak, üzemek legértékesebb berendezéseinek leszerelését és elszállítását, a maradék megsemmisítését. A munkások azonban jelentős mértékben csökkentették a károk mértékét, a berendezések egy részét elrejtették, a bevagonírozott gépeket éjszaka kipakolták, a robbantásokat megakadályozták (diósgyőri gyárak, bányák, papírgyár, főposta, MÁV stb.). A németek és a nyilasok december 2-án hagyták el Miskolcot, a Vörös Hadsereg pedig december 3-án érkezett a városba.

### Városfejlődés

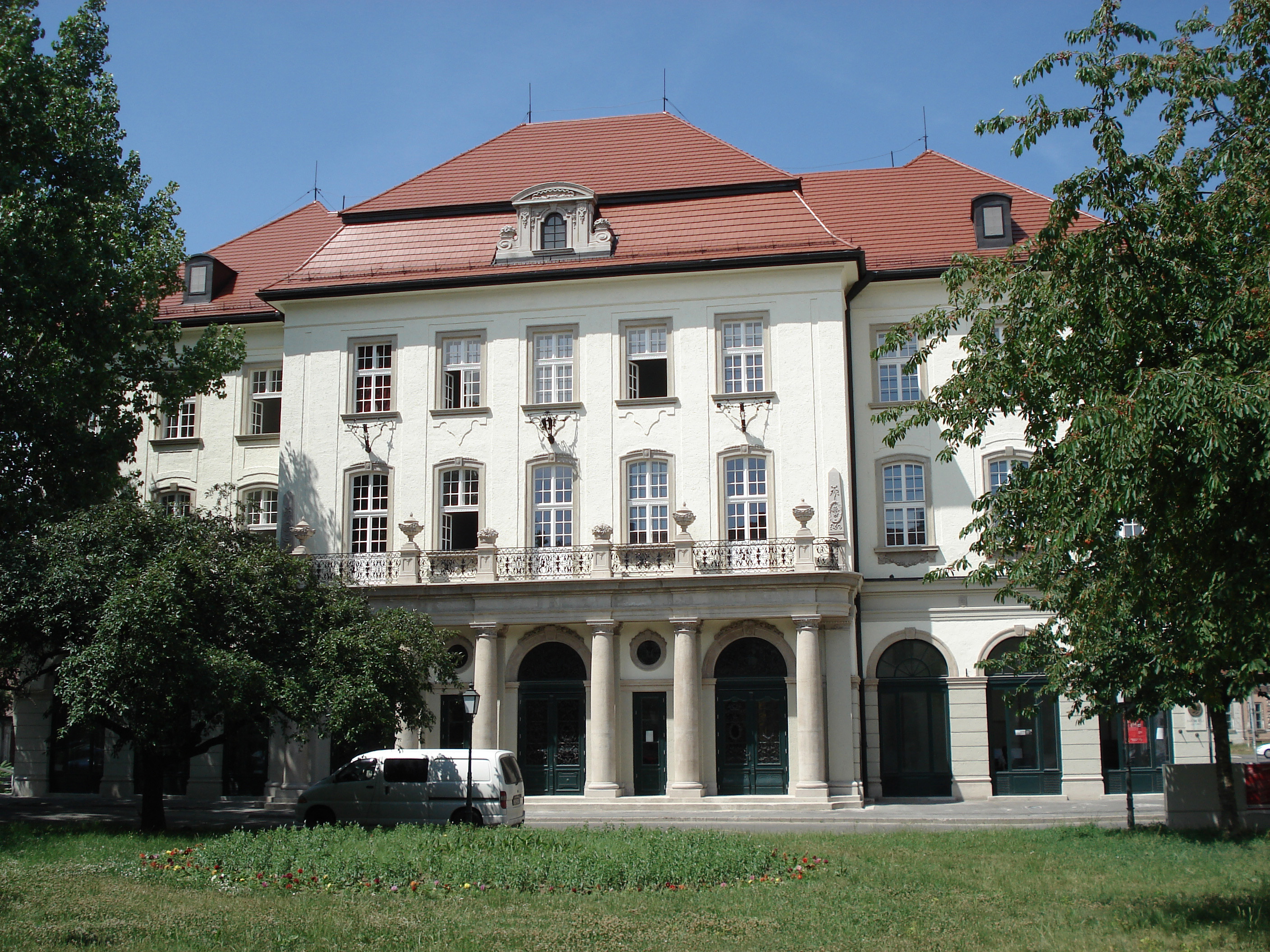
A Zenepalota

Miskolc területe 1817-ben nagyjából még csak 9468 kataszteri hold, azaz 5,5 négyzetkilométer volt, és a lakóházak 59 utcán helyezkedtek el. Ez a terület még 1927-ben sem változott érdemben, pedig a város területvásárlásokkal némiképp növelte birtokát. Nagy-Miskolc létrehozásának gondolata már a századforduló tájékán felmerült ugyan, de az első világháború miatt nem történhetett előrelépés az ügyben. Nagy-Miskolc – első lépésben – végül 1945-ben jött létre Diósgyőr, Hejőcsaba és a Görömbölyről leválasztott Tapolca hozzácsatolásával.
A város általános rendezési tervét 1921-ben dolgozta ki Warga László és Weiner Tibor, amit ugyan a közgyűlés sohasem fogadott el, de gyakorlatilag mégis eszerint történtek a fejlesztések, és a hatása még évtizedekig érezhető volt. A városi fejlesztésekhez Miskolc felhasználhatta az amerikai Speyer-kölcsönt, amiből először 1925-ben 500 ezer dollárt, majd a következő évben 343 474 dollárt vettek fel. A kölcsönből 1925 és 1944 között tizenkét nagyberuházás és infrastruktúra-fejlesztés valósult meg. A teljesség igénye nélkül (és nem csak a kölcsönből) a következő beruházások valósultak meg: 1926-ra megépült a Búza téren a vásárcsarnok, bérházak épültek a Tízes honvéd közben (az akkori Déryné utcán), új járványkórház épült a megyei kórház mellett, 1927-ben adták át a Zenepalotát, 1929-ben a lillafüredi Palotaszállót, ezen kívül iskolák, utak, közművek is épültek. A város rendezte a Búza téri görögkatolikus templom és a Csabai kapu környékét, bővítették és korszerűsítették a színház épületét. Csabán felépült a zsidó kórház, amely később a művésztelepnek adott helyet, kialakították a népkerti sporttelepet és a Vigadót, felújították a Korona szállót, 1929-ben átadták az Erdészeti palotát, 1934-ben a fából készült avasi kilátót, 1937-ben a Postapalotát, 1942-ben a Zsolcai kapuban a rendőrségi épületet. A korszakban állítottak fel néhány fontos köztéri szobrot is: Deák Ferenc és Lévay József szobrát a mai Deák téren (akkor Kis-Népkert), Csengey Gusztáv mellszobrát a belvárosi evangélikus templom udvarán, a 10-es honvéd-szobrot a Tizeshonvéd utcán, az árvízi emlékművet a Szent Anna téren, a Matyó anya és gyermeke című szobrot a Városháza udvarán.
|  | Lásd még: Miskolc köztéri szobrai |

|  | Lásd még: Miskolc köztéri domborművei |

Az első világháború kitörésekor az Erzsébet Kórház teljes sebészeti osztályát a magyar hadvezetés rendelkezésére bocsátották, és utána sem került rögtön vissza a civilek gyógyítására, katonai utókezelőnek használták. 1927-től 1930-ig jelentős bővítéseket hajtottak végre. 1937-ben 15 000 beteget kezeltek 800 ágyon. 1944-ben a bombázások miatt kiürítették a kórházat, és 1945 nyarán nyílt meg újra. 1919-ben a Zrínyi utcai járványkórházat kitelepítették a Zsolcai kapuba, és háborús járványkórházként működött. Az új, korszerű járványkórház 1928-ra készült el a Közkórház mögötti területen, és ekkor az intézmény oda költözött. A mai Petőfi utcán működött a Magyar Királyi Állami gyermekmenhely, amely 1929-től fogadta a beteg gyermekeket. A vasgyári kórház komolyabb bővítésére 1940-től került sor, a belgyógyászati, majd a szülészeti pavilon épült fel. A kórház komoly bombatalálatot kapott, sok halottjuk is volt. Az újjáépítés idejére az intézményt Perecesen helyezték el. A mai Szent Ferenc Kórház a Bikur Cholin alapította, rövid életű kórház helyén jött létre, ami 1936-ban került állami kezelésbe, és 1944-ig honvédparancsnokság, majd honvédkórház működött benne. A miskolci mentőszolgálat 1887-ben jött létre, 1930-ban Diósgyőr-Vasgyárban is mentőcsoport alakult.

### Gazdaság

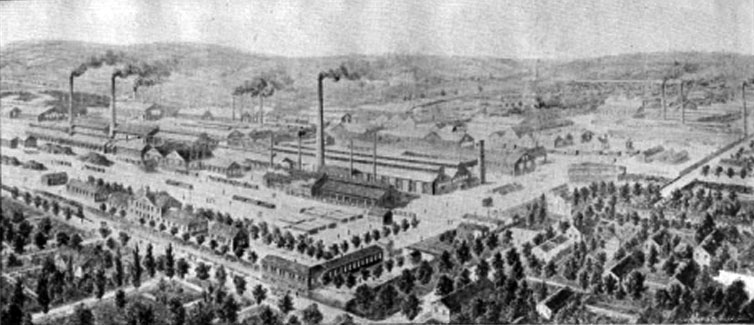
A Magyar Királyi Vas- és Acélgyár látképe 1900-ban

Miskolcon a mezőgazdaságot súlyában sokáig a szőlő- és bortermelés határozta meg. A szőlészetet azonban az 1885-ben jelentkező filoxéra rövid egy évtized alatt elpusztította.
Az ipar területén meghatározó esemény volt az az 1872-ben megjelent törvénycikk (ipartörvény), amely megszüntette a céhes keretek közötti termelést. Ennek nyomán 1884-től vált lehetővé az ipartestületek megalakulása. A miskolci ipartestület 1885-ben, a Diósgyőr és vidéke ipartestület 1890-ben, a hejőcsabai Miskolc járási ipartestület 1928-ban jött létre. A miskolci ipartestület szakosztályai 1920-ban a következők voltak: fa- és építőipar, fémipar, bőripar, ruházati és textilipar, élelmiszeripar, szolgáltató, egyéb, az 1946-os adatok szerint az egészségügy újonnan megjelenő terület volt. Fontos szerepük volt az úgynevezett középüzemeknek, a tíz főnél több dolgozót alkalmazó vállalkozásoknak. A vas- és fémfeldolgozó, illetve villamossági ipar kategóriában 1920-ban 14 üzem működött, például a Szilágyi és Diskant motor- és gépgyár, a Schüchel-féle Miskolci öntöde és gépgyár, a Deischel-féle acéldrót-, drótkötél és drótárugyár stb., de a legnagyobbak és hatásukban is a legjelentősebbek a Diósgyőri Vas- és Acélgyár (Ógyár) és az Újgyár („D” gyár). A miskolci és a diósgyőri üzemek a háborúban jelentős károkat szenvedtek el vagy a bombatámadások miatt, vagy a németek robbantásai és a gépek elszállítása miatt.
Az építő- és üvegipar, valamint a bányászat területén a Miskolci Gőztéglagyárat, a Hejőcsabai mészgyárat, az Első Magyar Öntöttüveggyárat és az északi területek szénbányáit kell megemlíteni. A textilipar képviselője például a Guttmann és Zeilendorf Kötszövő Gyár, illetve a belőle alakult Miskolci Textilipari Rt. A Diósgyőri Papírgyár a magyar papíripar fontos egysége volt.
A város kereskedelme az első világháború, majd az azt követő cseh és román megszállás miatt súlyos károkat szenvedett. Az ezt követő időszakban alig állt helyre az ágazat, a zsidótörvények szétzilálták, a második világháború évei alatt pedig tovább romlott a helyzete. Az ezt követő államosítás következtében döntően megváltozott a miskolci kereskedelem helyzete, struktúrája.
Miskolc a 19. század végére vasúti csomóponttá vált (1859-ben adták át a Tiszai pályaudvart), ami az első világháború idején tovább erősödött, de a trianoni döntés miatt az abaúji és a gömöri irány jelentősége csökkent. A Gömöri pályaudvar felé az összeköttetés nem volt szerencsés, hosszú időre gondot jelent a város belső közlekedésében és terjeszkedésében. A forgalom megkívánta egy Tisza-híd megépítését Polgárnál, amit 1942-ben adtak át (előtte, 1936-tól egy pontonhíd működött a helyén), de ezt az új hidat a németek 1944 novemberében felrobbantották. A háború folyamán a pályaudvar is komoly bombatámadásokat szenvedett el. A diósgyőri vasúti szárnyvonalra mind a teher-, mind a személyszállításra fontos szerep hárult a helyiérdekű közlekedésben. Ezt a cél szolgálta a Szinvavölgyi Erdei Vasút kiépítése is 1919–1920-ban, amit további szárnyvonalakkal egészítettek ki. Ezen a vonaton a Tiszai pályaudvarról egyetlen átszállással lehetett Budapestről Lillafüredre utazni. A közúti közlekedés bővülése miatt szükség volt utak és hidak építésére, illetve korszerűsítésére. Ekkor valósult meg a Lillafüredre vezető, úgynevezett warenit út. A város belterületén három új Szinva-híd épült, egy 1930-as felmérés húsz Szinva-hidat és 24 Pece-hidat rögzített. A Vay úti Sajó-hidat 1942-ben adták át, a németek ezt is felrobbantották. A helyi közlekedésben a villamos kapta a főszerepet. A kezdetben egyvágányú, kitérős rendszerű járatokon egy fő- és egy szárnyvonalon közlekedtek a szerelvények. Az első fővonal a Tiszai pályaudvar és a Szent Anna-templom között, a szárnyvonal a Búza tér és a Népkert között húzódott. A fővonalat 1905-ben Diósgyőrig, a mellékvonalat pedig 1910-ben Hejócsabáig meghosszabbították. Az autóbuszjáratok 1903-ban indultak el először egy rövid időre, az állandósult buszközlekedés 1926-ban indult be: 24 busz közlekedett a Mindszenti templom és Miskolctapolca, illetve a Táncsics tér és Lillafüred között. A város első két taxivállalkozása 1925-ben kezdte meg működését. A taxiállomások a Korona, a Pannónia és a Grand Szálló, valamint a Tiszai pályaudvar előtt voltak. A légi közlekedés bevezetéséhez a Sajó partján alakítottak ki repülőteret 1921-ben, hangár is épült. A személyszállításra vonatkozó források nincsenek (bár egy tízezer koronás jegyárról van adat), a légiposta-szolgálat 1925-ben indult, további sorsáról szintén nincs adat. A teher- és személyforgalmat szolgálta volna a Sajó hajózhatóvá tételére vonatkozó, nem megvalósult terv.

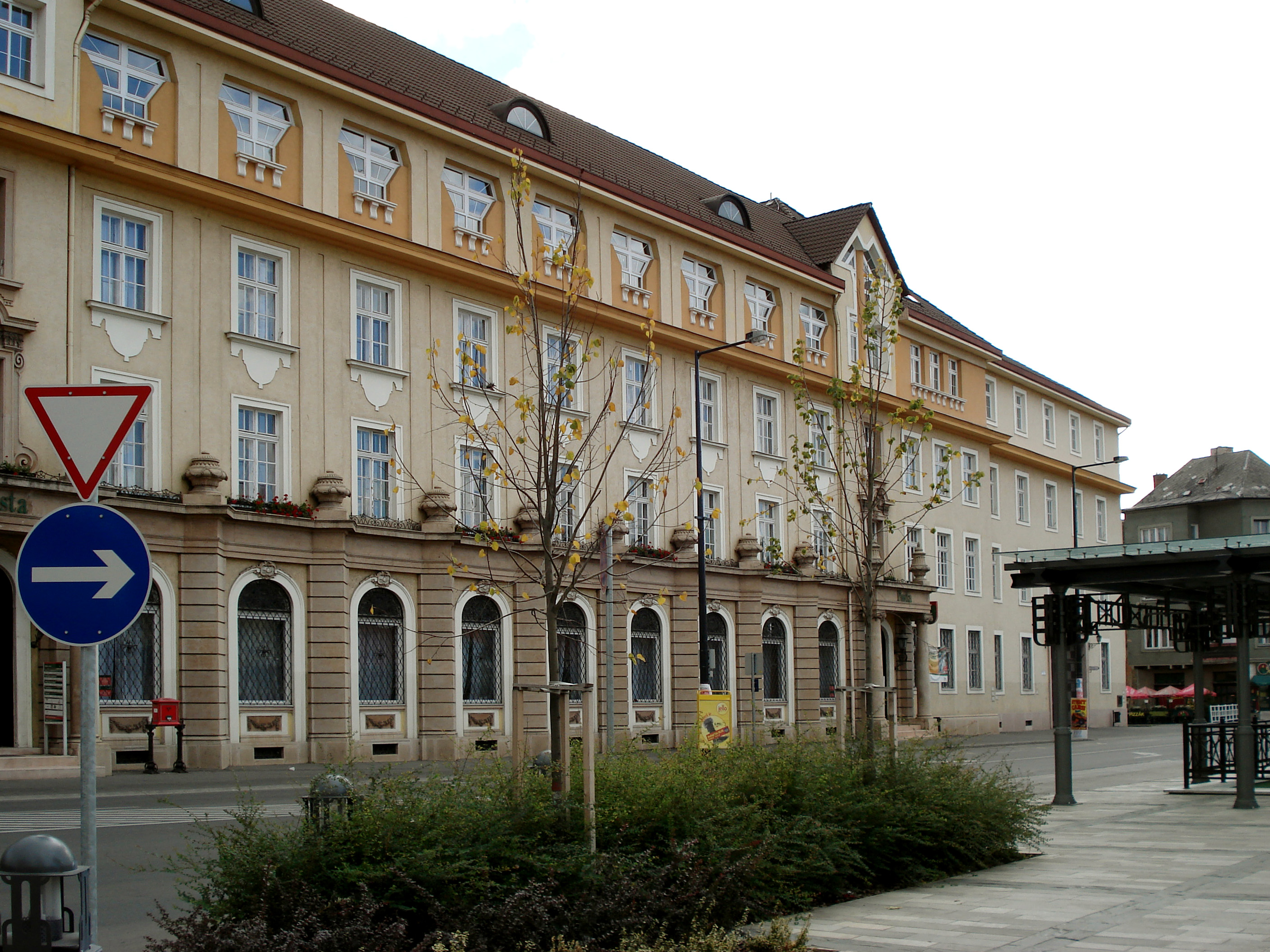
A Postapalota épülete

A 20. század elején a miskolci posta a Kazinczy utca 12. szám alatti Munk-házban működött. A Trianon utáni helyzetben megváltozott a miskolci posta szerepe, illetve illetékességi területe. 1923-ban Miskolci Postaigazgatóság lett a neve, egységei több helyen szétszórva működtek. Az új postaigazgatóság reprezentatív épülete (Postapalota) 1937. október 14-én nyílt meg a mai Hősök terén. A miskolci telefonhálózat 1900. április 1-jén a posta kezelésébe került. 1939-ben – némi elmaradással – átadták az Ericsson AGF típusjelű új, gépi kapcsolású telefonközpontot. Még abban az évben két törpeközpontot is üzembe helyeztek: Diósgyőr-Vasgyárban, Diósgyőrben, majd 1941-ben Miskolctapolcán is. A központ 1940-ben naponta több mint 12 000 kapcsolást hajtott végre. 1944-ben a németek el akarták szállítani, illetve fel akarták robbantani a berendezéseket, de ezt a dolgozók megakadályozták, és telefonközpontot 1945. január 5-ére sikerült működésbe állítani. A fővárosi rádióadások vétele 1924-től volt lehetséges Miskolcon. A vételi viszonyok javítására rádiórelé-állomást állítottak a Zsolcai kapuban, 1933. május 28-án avatták fel. Az állomást a németek visszavonulásuk során felrobbantották.
Miskolcon 1845 és 1905 között hét pénzintézet alakult, ezek közül három működött még az 1948. évi államosításig. A nagy bankalapítási láz azonban az 1910-es években kezdődött, 1911-ben jött létre s Felsőmagyarországi Takarékpénztár és Leszámítolóbank, 1913-ban a Borsodmegyei Parcellázó és Házépítő Rt., 1922–ben a Miskolci Kereskedők Leszámítoló Bankja stb. 1925 és 1929 között Miskolcin hét pénzintézet működött, banki nyereségük ezalatt 112%-kal nőtt.

### Kultúra

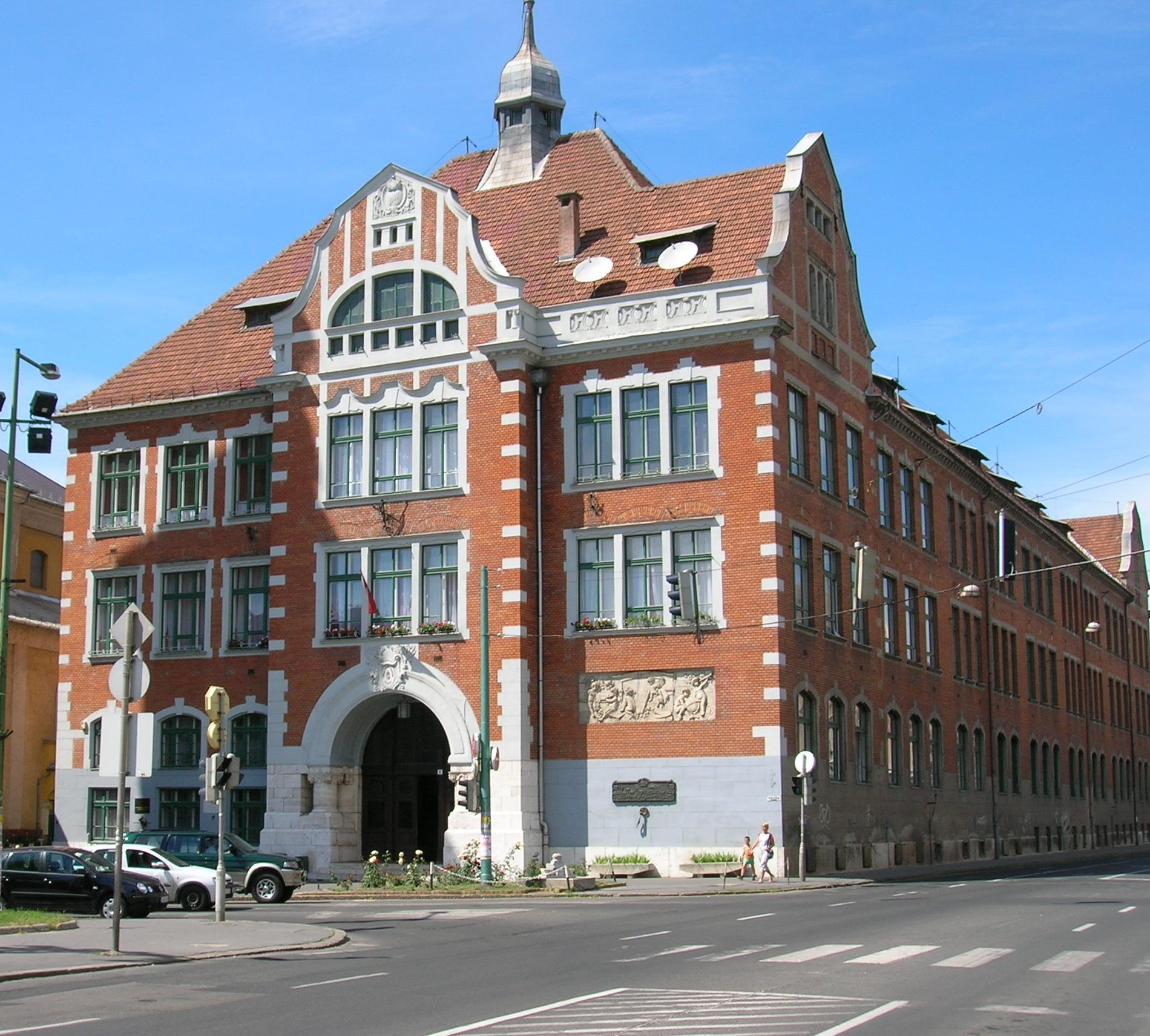
A Földes Ferenc Gimnázium épülete

Miskolc az 1920-as években, amikor Klebelsberg kultuszminiszter kisdedóvó programját elindította, már működő óvodahálózattal rendelkezett. Ezért csak egy (elemi iskolával bővített) óvodát építettek 1927-ben, a Vörösmarty-telep szomszédságában. Az évtized végén nyolc óvoda működött a városban, 18 óvónővel és 982 gyermekkel. A tankötelezettség 6 éves korban kezdődött és 15 éves korig tartott. 1929-ben 14 elemi iskola volt a városban, ezekben 4950 tanuló tanult 121 pedagógustól. A második világháború előtt már több iskola áttért a nyolcosztályos képzésre, a háború után mindegyik általános iskola ebben a rendszerben tanított. A zsidó elemi iskola már nem nyílt meg, mert a haláltáborokból mindössze tíz tanuló tért vissza, és ott pusztult a tanárok többsége is. Az 1930-as években négy tanonciskola működött, Diósgyőr-Vasgyárban egy, ezek közül 1945 után az ipari lányiskola már nem nyitott ki. A polgári iskolák közül a két világháború között hat működött. A háború után a polgárikban lassan kezdődhetett meg az oktatás, mert kettőt hadikórházként, illetve menekültszállásként használtak, a zsidó polgári pedig nem is tudott működni. Az oktatás öt iskolában október 3-án kezdődött meg. A gimnáziumok között megemlítendő a Hunfalvy Reáliskola, amely 1917–1934 között működött a városban, azután Kassán, végül 1945-ben költözött vissza Miskolcra. Ebből lett később a Diósgyőri Gimnázium. A Lévay református fiúgimnázium „modern nyugati műveltséget” oktatott. A második világháború után az iskolaépületüket a katonaság használta, és csak 1946. április 1-jén vehették használatba. (Később, 1953-ban összevonták a „Földessel”.) A Fráter György katolikus főgimnáziumban klasszikus humán képzés folyt, és az ország második legnagyobb tanulószámú iskolája volt (a fővárosi Áll. Zrínyi Reálgimnázium volt az első). 1933-ban 16 osztályban 981 tanuló 30 tanártól tanult. 1949-ben felvette a Földes Ferenc Gimnázium nevet, és ebben az évben ki kellett költöznie épületéből, mert átmenetileg itt helyezték el a létesülő Nehézipari Műszaki Egyetemet. 1919 után két tanítóképző működött a városban, de 1944-ig lassan mindkettő megszűnt. A Miskolci Jogakadémia 1923-tól jelentős fejlődésnek indult, a Városháza saroképületében működött. A háborús években azonban működése lassan lehetetlenné vált, majd 1948-ban megszűnt.
Az első világháború után a Borsod-Miskolci Múzeumot (a későbbi Herman Ottó Múzeumot) Borsod vármegye és Miskolc városa közös kezelésbe vette. Az épület már korábban is szűkösnek bizonyult, ezért 1927-ben a társbérlő női kereskedelmi iskolát kiköltöztették, amivel hosszú időre megoldódtak a 45 000 darabos gyűjtemény elhelyezésének problémái. A gyűjtemény folyamatosan bővült, 1941-ben már 73 506 darabos volt. 1937-ben közgyűjteménnyé vált, ami állami támogatással is járt.
A Nemzeti Színház Palágyi Lajos igazgatása alatt működött, de az egyébként jó színházat csináló Palágyit a Tanácsköztársaság alatti megnyilvánulásai miatt rengeteg támadás érte, 1920-ban el is távolították. Rövid átmeneti időszak után Sebestyén Géza lett az igazgató, akit 1926-ban öccse, Sebestyén Mihály követett. A Sebestyén-direkció 1939-ig tartó időszaka a miskolci színház aranykorának számított, operaelőadásaik is voltak, és sok remek színész, énekes világsztár fordult meg a városban. A Sebestyén-érának a zsidótörvények életbe lépése vetett véget. A filmszínházak közül az Apolló 1934-ben a Weidlich-palotából átköltözött a Korona szállóba, azután fel is vette a szálló nevét. Az Uránia fővárosi háttérrel működött, és jövedelmezőbb volt. Új épületét 1926-ban nyitotta meg, ez lett a későbbi Béke mozi, ma a Művészetek Háza működik falai között. Nevezetes mozi volt még a Vasgyári Kultúrmozgó, amely a munkásétteremben működött. Megemlítendő még a Corso és a Fészek mozi is. A filmekhez kapcsolódik a lillafüredi Palotaszállóban rendezett Nemzeti Filmhetek rendezvényei, amiket a Velencei biennálé mintájára képzeltek el. 1938-ban rendezték az elsőt, de az 1940-es második után a következő már nem valósulhatott meg.

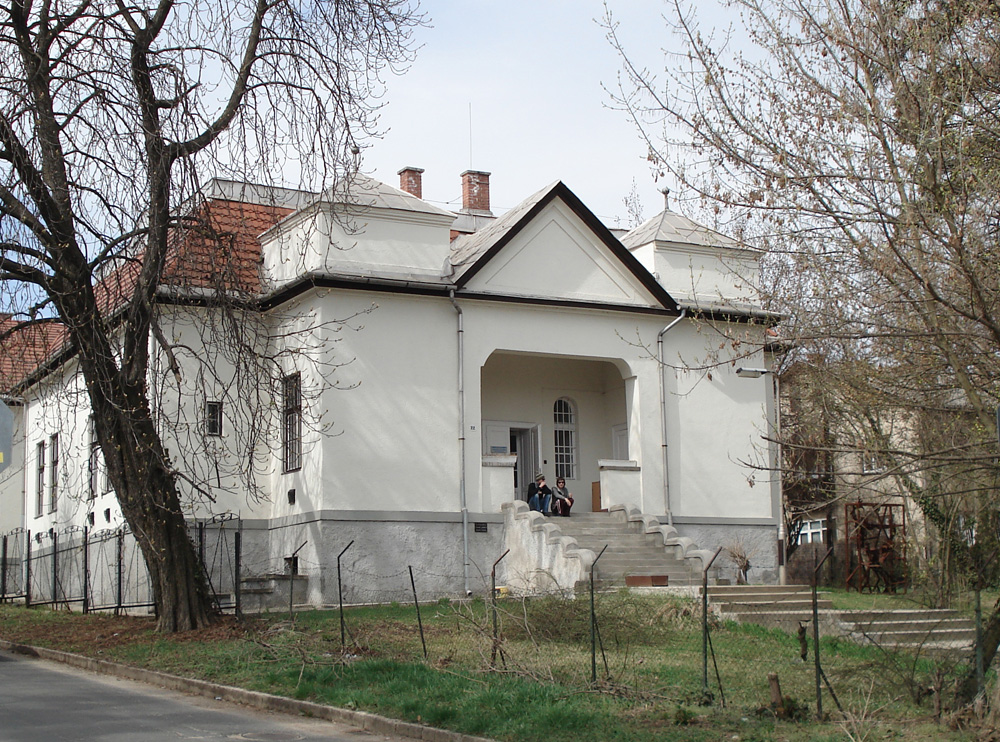
A Művésztelep épülete

Az első világháború kedvezőtlenül hatott a miskolci képzőművészetre, több művész is kénytelen volt elköltözni Miskolcról, ráadásul váratlanul meghalt a művészeti élet szervezője, Balogh Bertalan is. Mindazonáltal a Meilinger Dezső és Nyitray Dániel által 1919-ben nyitott szabadiskola tovább működött a Csabai kapui Egri-féle vízgyógyintézetben, és Bartus Ödön is besegített. Az első növendékkiállítást 1920. március 17-én nyitották meg. Lyka Károly javaslatára a Magyar Képzőművészeti Főiskola Benkhard Ágost irányításával 1921-ben nyári művésztelepet nyitott az épületben. A város a telep fenntartásához komoly összeggel járult hozzá. A művésztelep országos érdeklődést váltott ki, és hatására újra művészek költöztek a városba, és megalakult a Miskolci Festők Társasága. 1937-ben Burghardt Rezső lett az igazgató. A korszak művészei közül megemlítendő például Imreh Zsigmond, Döbröczöni Kálmán és Csabai Kálmán festőművész neve.
Miskolc zenei (és általában kulturális) élete az adott időszakban nemcsak egy elit réteg szórakozása volt. Erről írt Bócz Sándor egy tanulmányában: „…a zene Miskolcon csaknem mindenkié volt. Átszőtte a város ünnep- és hétköznapjait. Művelésében, fenntartásában, az érte folyó küzdelemben a polgárok nagyon sokszor közösen vettek részt”. A színházi operaelőadások mindig zsúfolt házzal mentek, a hangversenyeken világhírű szólisták léptek fel: Reményi Ede, Hubay Jenő, Dohnányi Ernő, Bronislaw Huberman, a Wiener Sängerknaben, Szigeti József, Nikita Magaloff és mások. A Városi Zeneiskolában a második világháborúig összesen több mint 10 000 diák tanult. Több zenekar és énekkar is működött (a zeneiskola kamarazenekara, a Vasgyári Zenekar, a zeneiskola kórusai, a Miskolci Daláregylet, a Honvéd Zenekar), de az állandó miskolci szimfonikus zenekar megalakítására még nem került sor.
Az első világháború után az Északi Sportkerület székhelye Miskolc lett. A vezető klubok a DVTK és az MVSC voltak, de fontos szerepet töltött be a MAK is. Ez utóbbi vívó szakosztályában tevékenykedett id. Gerevich Aladár vívómester, és itt bontogatta szárnyait Jekelfalussy-Piller György és ifj. Gerevich Aladár is. Az egyesületek a korszak valamennyi elfogadott sportágának művelését biztosították.

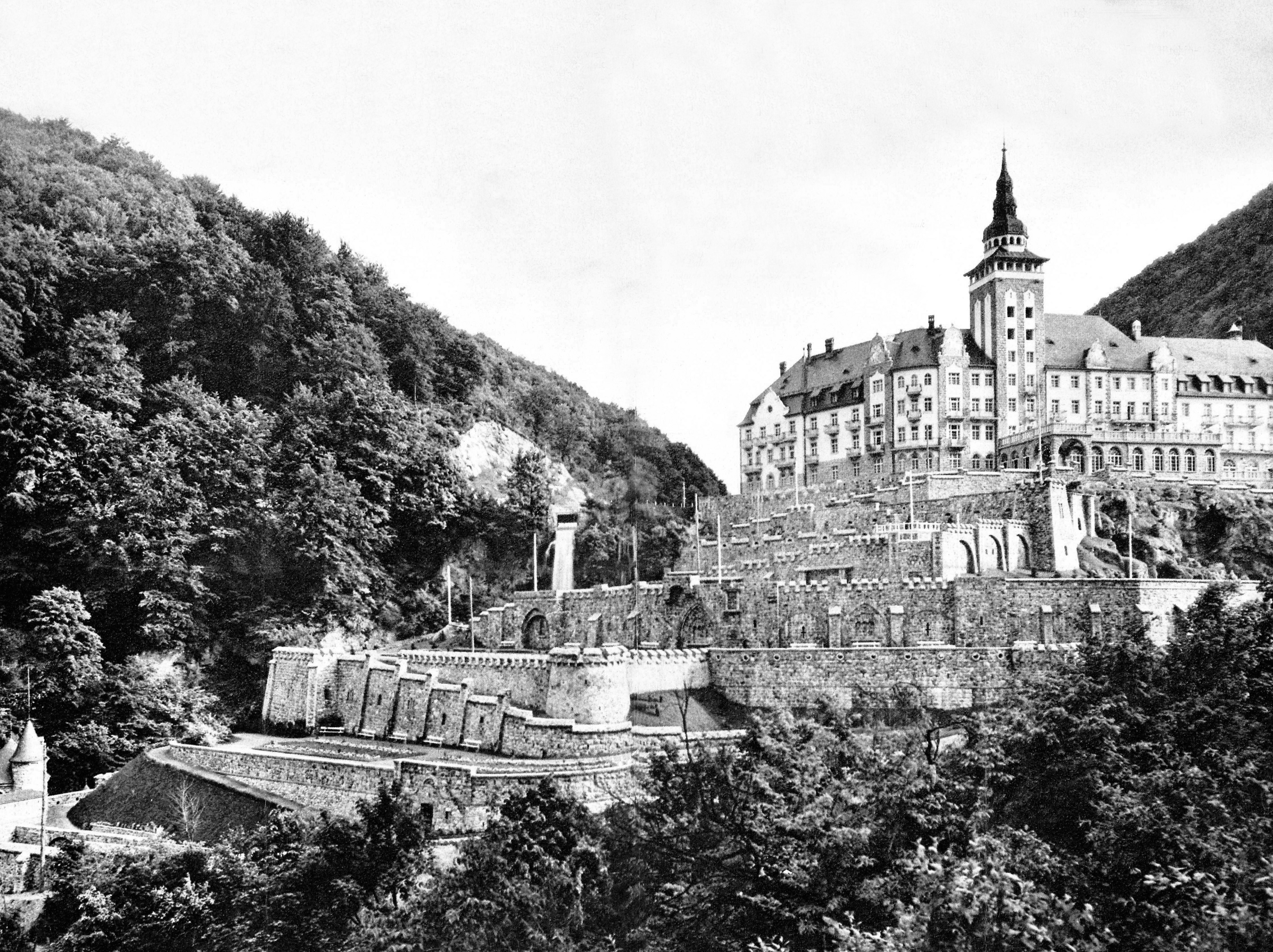
A lillafüredi Palotaszálló 1930-ban
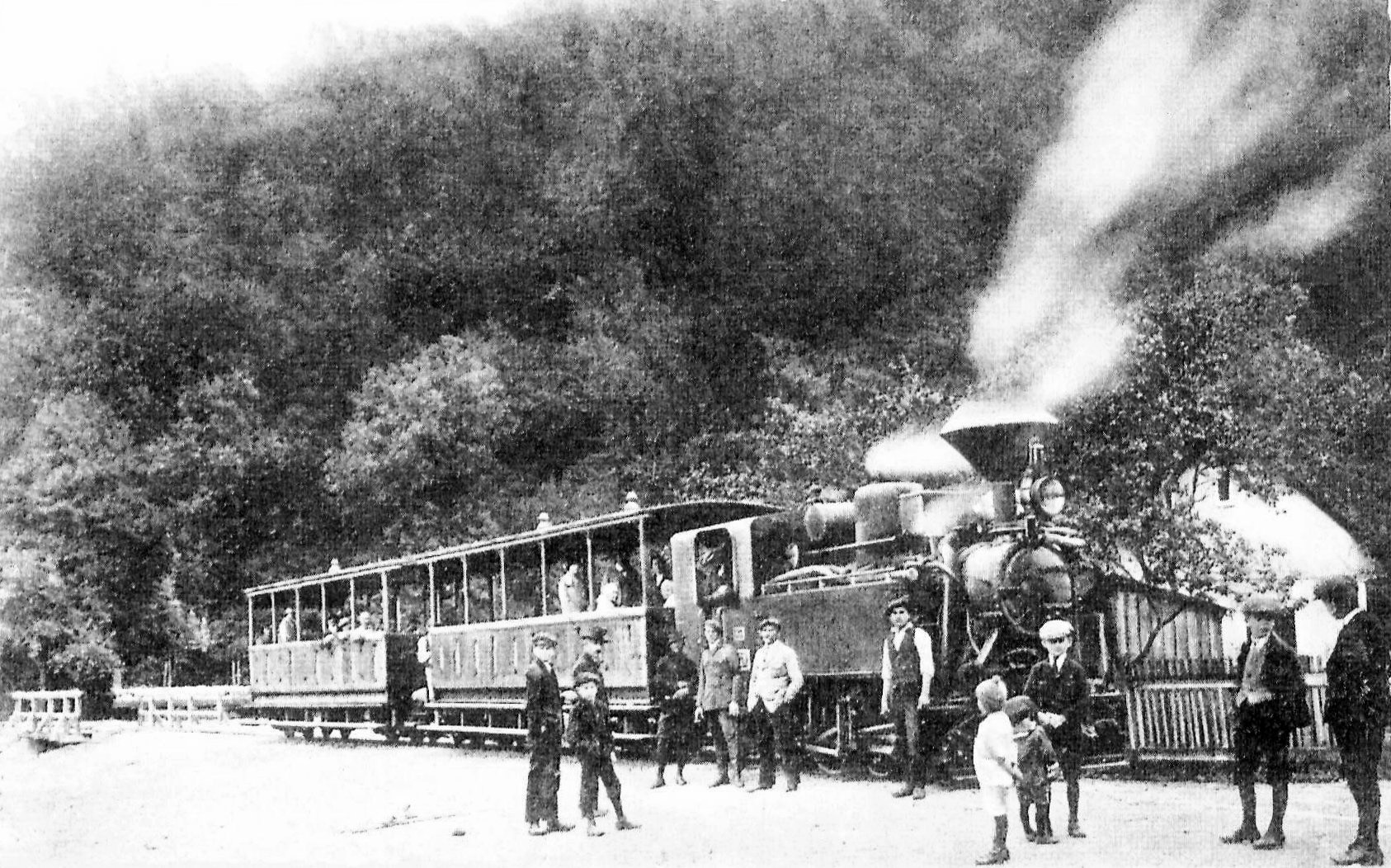
A kisvasút szerelvénye 1928-ban
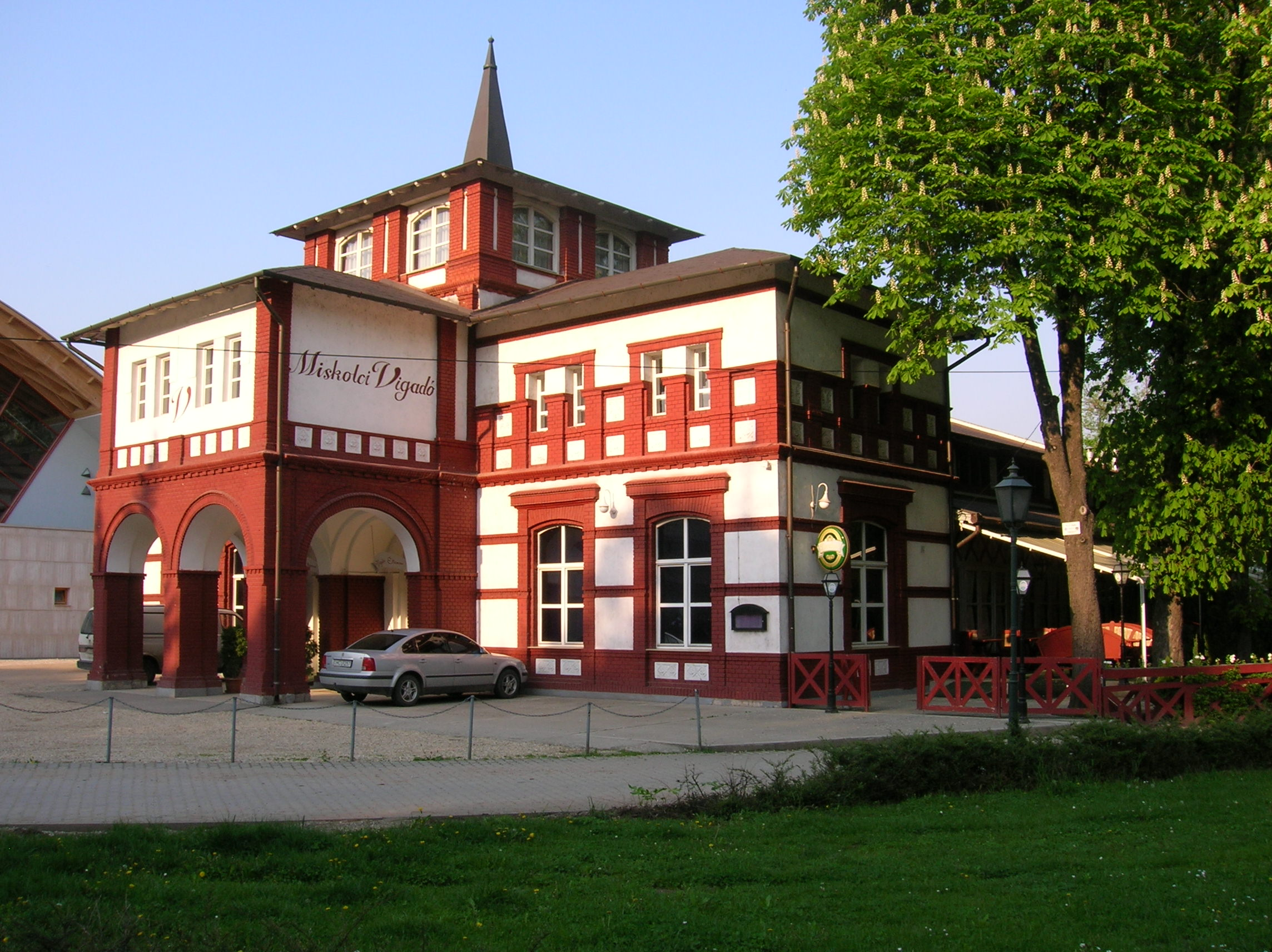
A Népkerti Vigadó
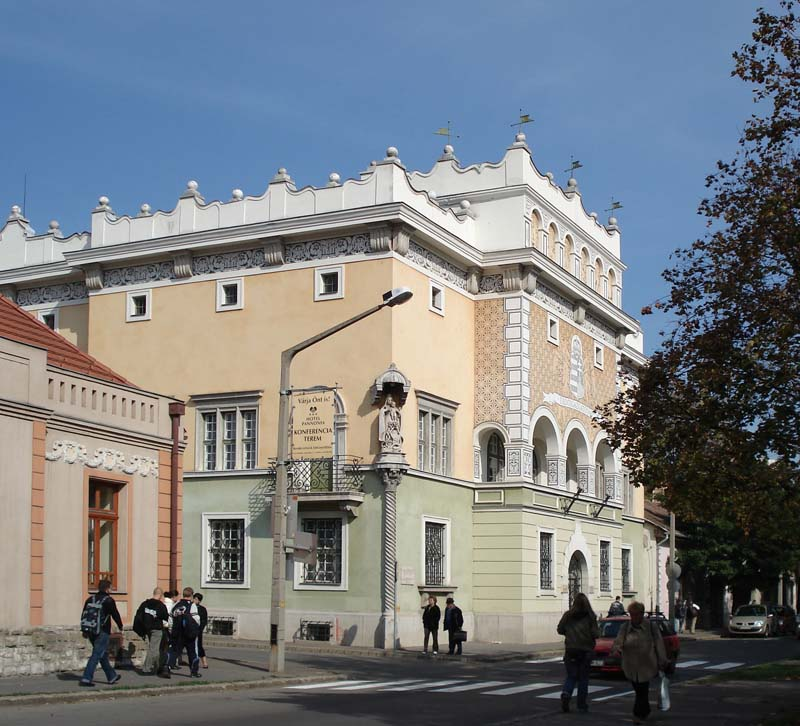
Az Erdészeti palota a Deák téren
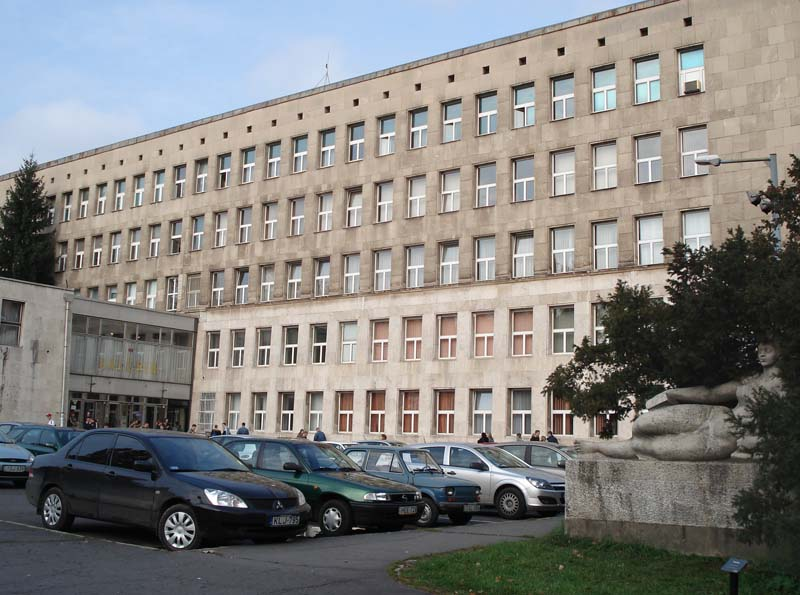
A Miskolci Egyetem régi főépülete
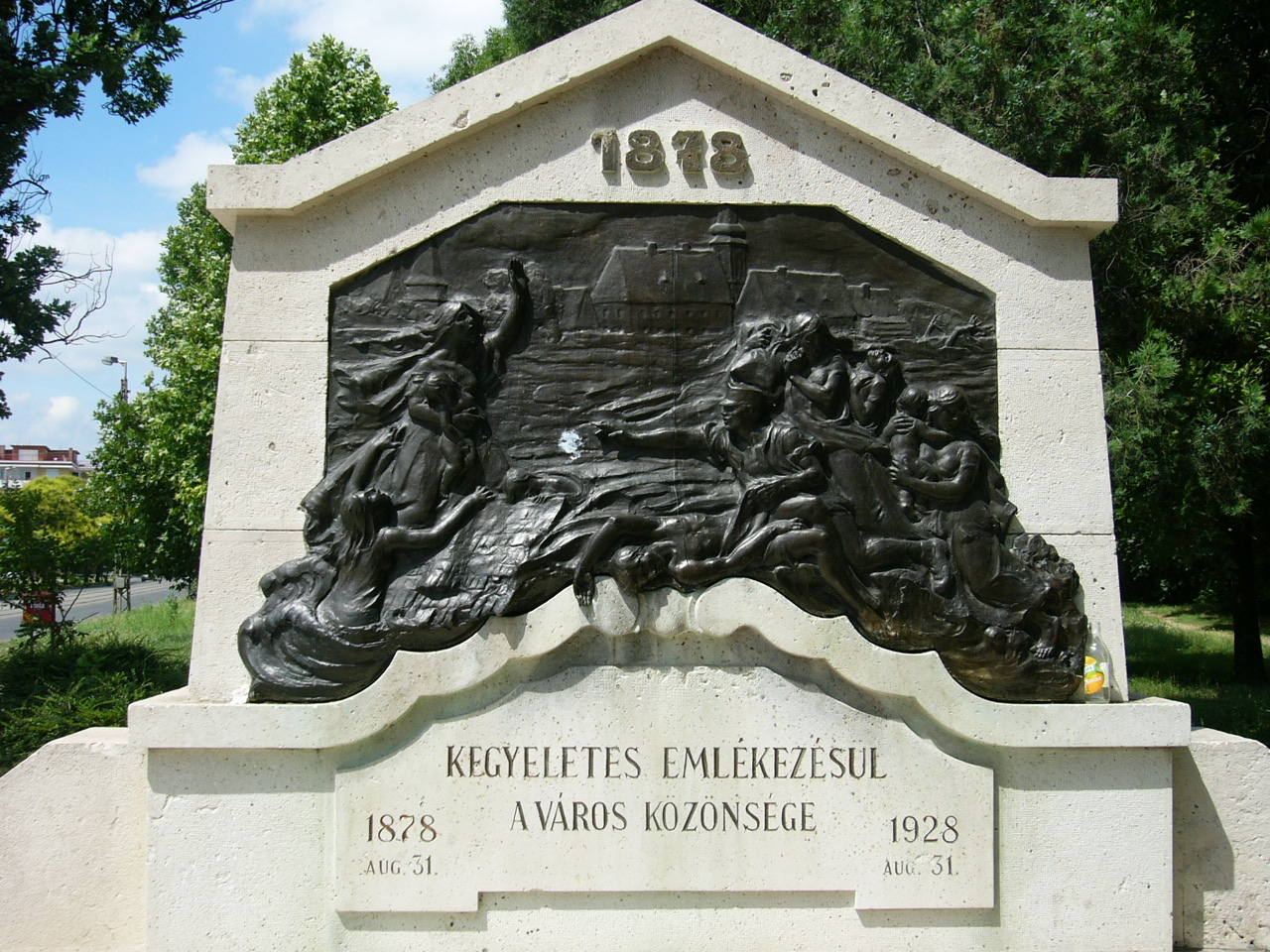
Árvízi emlékmű a Szent Anna téren

## A rendszerváltásig

### Várostörténet, politika

Miskolc szocialista címere

A szovjet csapatok első egységei 1944. december 3-án reggel, ellenállás nélkül érkeztek meg Miskolcra, miután a németek és a nyilasok előző nap kivonultak. A nyilasok által erőszakkal félreállított Gálffy Imre polgármester visszavette hivatalát, és felhívására a városi tisztviselők is munkára jelentkeztek. A szovjetek számára a legfontosabb volt a gyárak, a hírközlés és az utak, hidak, helyreállítása, volt olyan vasgyári üzem, amely december 7-én már termelni tudott. A szovjet parancsnokság 1945 januárjában elrendelte a németek és a „gyanús” német nevűek összeírását, akiket aztán „málenkij robotra” vittek a Szovjetunióba; a túlélők 1–4 év múlva térhettek haza. A háború utáni felfokozott hangulatban több erőszakos esemény is történt a városban. Amikor a nyilasok által elhurcolt és a bükki Létrás-tetőn meggyilkolt zsidó munkaszolgálatosokat exhumálták és Miskolcra szállították, a Városház téren hatalmas tömeg várta őket, a feltüzelt kedélyállapot miatt a szovjetek még a tömegbe is belelőttek. 1945. március 25-én a börtönben ülő, radikális jobboldali Borbély-Maczky Emil főispánt ismeretlenek megszöktették, és a Népkertben megölték. Az eset körülményei ma sem tisztázottak. 1946 nyarán zsidó származásúak ellen irányuló tömegmegmozdulások, lincselések voltak. Fölösleges indulatokat generált Rákosi Mátyás is az 1946. július 23-án tartott miskolci „forintvédő” tömeggyűlésen az „…aki a forinttal spekulál, … fel kell húzni az akasztófára” kijelentésével. A forintvédéshez megfelelő feketézőket kellett találni, természetesen találtak, és a „leleplezett” két embert a felheccelt tömeg megtámadta, s csak az egyik életét sikerült a kórházban megmenteni. A lincselés résztvevőit letartóztatták, de kiszabadításukra a munkások betörtek a rendőrkapitányságra, és egy rendőr belehalt az atrocitásokba. Ezt követően az MKP befejezte veszélyesnek ítélt utcapolitikáját és „spontán” tömegdemonstrációit.
Az 1947. évi nemzetgyűlési választásokon Miskolcról 18 képviselő jutott be a parlamentbe: öt az MKP-ból, egy az FKGP-ből, három az MSZDP-ből, egy az NPP-ből. A koalícióból a következő évben jött létre a Magyar Dolgozók Pártja, és kezdetét vette az egypártrendszer kialakulása. Az 1949. évi választásokon ez már teljesen nyilvánvalóvá vált a Magyar Függetlenségi Népfront színre lépésével. A miskolci választásokon a Népfront 99,3%-os győzelmet aratott.
A hároméves terv Gálffy Imre polgármestersége idején valósult meg, amelynek keretében – többek között – lakóépületeket és oktatási intézményeket építettek. Az 1950-es években bevezették a tanácsrendszert az I., majd 1954-ben a II. tanácstörvény alapján (a III. tanácstörvény 1971-ben lépett életbe). Miskolc lett a székhelye az 1950-es megyerendezés során létrejött Borsod-Abaúj-Zemplén megyének, a törvényhatósági jog, mint kifejezés megszűnt, a város az ország öt megyei jogú városának egyike lett. Az erősen centralizált, ugyanakkor hierarchikusan tagolt rendszerben a város ügyeit a városi tanács intézte, élén a városi tanácselnökkel, a határozatok életbe léptetése a végrehajtó bizottság feladata volt. A városrészekben kerületi tanácsok működtek, ezek 1971-ben szűntek meg. A város első tanácselnöke 1950-ben Benyák Béla lett, akinek a munkáját – a folytonosságot képviselendő – a Gálffy Imrét a polgármesteri tisztségben egy évvel korábban váltó Tóth Dezső segítette elnökhelyettesként (1954-ig).
Az 1956-os forradalmi események Miskolcon még október 22-én elkezdődtek. Ekkor az egyetemi ifjúság állított össze 11 pontos követelést, közte a szovjet csapatok kivonulásának követelésével. 23-án a DIMÁVAG Gépgyár munkásai állították össze követeléseiket, 24-én pedig – az országban elsőként – megalakították a munkástanácsot. Az esti tüntetésüket az ÁVH szétverte, de a 25-i városi tüntetésen már tízezrek vettek részt, majd az Egyetemvárosban tartottak nagygyűlést, ahol Nagy Attila szavalt a tömegnek. 26-án és 27-én szintén hatalmas tüntetés volt a városi, majd a megyei rendőrség előtt, ahol a résztvevők a politikai foglyok szabadon bocsátását követelték. Az eldördült sortűzben 16 személy vesztette életét, a tömeg ostromának pedig hat egyenruhás és egy civil áldozata volt. Október 31-én megválasztották a Miskolci Városi Nemzeti Bizottságot, amelynek elnöke Gálffy Imre, helyettesei Szinvavölgyi József tanácselnök és Kádár István, titkára Tóth Dezső lett. A szovjet csapatok november 4-én érkeztek Miskolcra, de fegyveres ellenállásra csak az Egyetemvárosban került sor, itt a kollégium tetején kialakított lőállásban tartózkodó két egyetemista vesztette életét. A megtorlás részeként két tömegperben hét személyt ítéltek halálra, mások két évtől életfogytig tartó börtönbüntetést kaptak.
A forradalom után a városi tanács újjászervezése 1958-ra valósult meg, de a helyi hatalmi szervek teljes egészében csak az 1963-as tanácsválasztásokig alakultak ki. A kádári konszolidáció részben arra épült, hogy az emberek politikai érdeklődését azzal is csökkentsék, hogy az életszínvonalat ha lassan is, de érezhető mértékben növeljék. A gazdaság fejlődött, a termékválaszték és a fogyasztás növekedett. A hatvanas évek elején száz háztartásból egyben volt hűtőszekrény (1970-ben 35), tizenkilencben mosógép (1970-ben 70), négyben porszívó (38), ötben televízió (67), 1000 lakosra pedig tíz személyautó jutott (1970-ben 100 háztartásra hat). Az 1960-as években indult el a tömeges lakásépítés Miskolcon, először a beépítetlen területeken (Selyemrét, Kilián), majd szanálással más részeken is (Vörösmarty lakótelep, Győri kapu, Árpád út, Avas-dél). Óvodák, iskolák épültek; a több mint negyven általános iskolával és a húsz körüli középiskolával, egyetemével Miskolc a térség legnagyobb iskolavárosa lett. A városi tanács több városfejlesztési, illetve rendezési koncepciót is kidolgoztatott, de még az 1981-es is a további gyors fejlődésre épített, a város lakosságát 260–270 000-re prognosztizálták. A gazdaság problémái pedig már ekkor érzékelhetőek voltak, a város nagyüzemei gazdaságtalanul termeltek, egyre több és súlyosabb nehézséggel kellett szembenézniük. Már 1979-ben megszorításokat (árreformot) kellett bevezetni, ami kiterjedt az alapvető élelmiszerekre is.

### A város fejlődése
Miskolc régi terve, Nagy-Miskolc 1945-ben valósult meg: először Diósgyőrt (a Vasgyárral együtt), Hejőcsabát és a Görömbölyről leválasztott Tapolcát csatolták hozzá, majd 1950-ben Görömböly, Hámor és Szirma területével és népességével bővült a város, amit négy kerületre osztottak. Nagy-Miskolc területe körülbelül 39 000 kataszteri hold, azaz 224 négyzetkilométer lett, a lakosság száma pedig 100 000 fölé nőtt. Megjegyzendő, hogy a második világháború előtt csak a törzstelepülés lakosságszáma is meghaladta ezt az értéket.
A háború végére a város teljes lakásállományának 30%-a vált használhatatlanná, számos híd, út semmisült meg, sok oktatási és egészségügyi intézményt ért kisebb-nagyobb kár, ipari és szolgáltató üzemek sérültek vagy semmisültek meg. Az elsőrendű feladat a károk helyreállítása, az újjáépítés elvégzése volt. A munkálatokhoz a város kölcsönöket vett fel, majd komoly segítséget jelentett a hároméves terv, amelynek révén csak az első évben 1 685 000 forint értékű helyreállítási munkálatokat végeztek el. Az újjáépítésen kívül új beruházások is indultak, bérházakat emeltek a Tizeshonvéd utcán és a Selyemréten, felépült a Kilián Gimnázium, de a legjelentősebb a Nehézipari Műszaki Egyetem létesítése volt (bánya-, gépész- és kohómérnöki karral), a munkálatok 1950-ben kezdődtek, majd 1954-ben átmenetileg leálltak. Az építkezések 1960-ban indultak újra (főépület, műhelycsarnok), később, az 1980-as évek elején elkészült a körcsarnok és a sportpályák komplexuma, majd 1986-ra a díszaula. Mindemellett a 80-as évektől bővült az egyetem profilja, a műszaki karok mellett létrejött a jogi, majd a gazdaságtudományi intézet, amelyek később karokká alakultak.

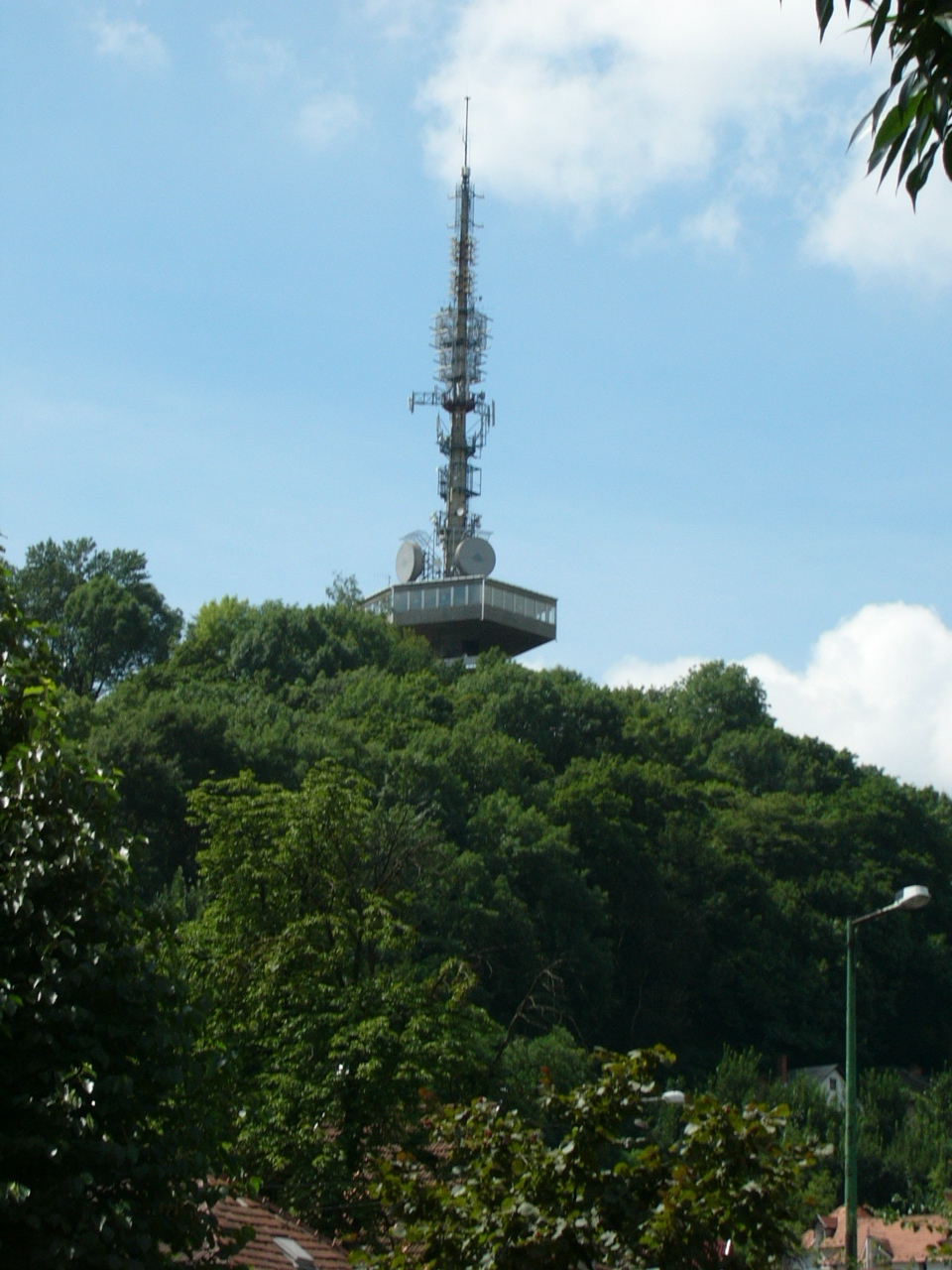
Az avasi kilátó

Az ötéves beruházási tervben a várost tíz területi egységre osztották: a legfontosabb a mindenkori centrumnak szánt történelmi belváros volt, emellett külön egységet képezett a Felsőváros (Nagyváthy utca, Győri kapu, Téglagyár, Üveggyár környéke), Hejőcsaba, a Martin-telep, Újgyőr, Vasgyár, Diósgyőr, Pereces, Tapolca stb. A terv fő célkitűzése mindamellett az ipari nagyváros kialakítása volt. A terv számos pontja még a tervidőszakban megvalósult (pl. a Bajcsy-Zsilinszky utca megnyitása, a Pece és a Szinva részbeni terepszint alá vezetése, illetve befedése), más részük azonban csak évek múlva realizálódott (a Palóczy utcai leánykollégium, a kenyérgyár, a színházi rekonstrukció stb.), néhányuk máig sem (pl. a Sajó szabályozása).
A következő évtizedek építkezéseit eleinte a szocialista realizmus utáni útkeresés jellemezte. Az úgynevezett 2‰-es szabály révén a beruházásokhoz számos köztéri művészi alkotás kapcsolódott, így a város nívós szobrokkal, domborművekkel gazdagodott. Az 1960-as évektől elterjedt a blokkos technológia, a nagyblokkos vagy házgyári technológiát 1969-től vezették be. A város különböző területein épültek ezzel a technológiával főleg lakóépületek, összefüggő, lakótelepszerű elrendezésben. A legfontosabb építkezések a Kilián-délen és a Kilián-északon, a Bulgárföldön, a Győri kapuban, a Szentpéteri kapuban, a Vörösmarty-városrészben és az Avason valósultak meg. A tömeges építkezésekhez kapcsolódva kiépült a távfűtő hálózat, amelynek központja az LKM-ben volt, emellett azonban egyes területeken további, gázfűtésű hőközpontokat is működésbe állítottak. Ugyancsak az építkezések és a megnövekedett forgalom miatt építették meg a városon átvezető 3-as út szakaszát (Szilágyi Dezső, Vándor Sándor [ma Király] út), a déli és az északi terelőutakat, valamint a Búza téri távolsági buszpályaudvart stb. A lakóépületeken kívül irodaházak (Sajtóház, Borsodi Szénbányászati Tröszt, Vegyterv stb.), oktatási létesítmények (a már említetteken túl a Kohóipari Technikum, a perecesi Bányaipari Technikum, az egyetem folyamatos bővítése, óvodák, kollégiumok stb.) épültek. 1968-ban átadták a Búza téri autóbusz-pályaudvart és a DVTK-stadion új lelátóit, 1970-re felépült a Miskolci Sportcsarnok. 1970-ben adták át „az ország második legnagyobb, de a legkorszerűbb” áruházát, a Centrum Áruházat a Széchenyi utcán, ahol „a sok között a külföldi szép nylon áruk, esernyők, szintetikus pulóverek, olasz, osztrák, angol, jugoszláv, mongol áruk egész tömegét” találhatta meg a vásárló. 1975-re készült el a Győri kapuban a hatalmas területű Domus bútoráruház. 1972-ben új épületet kapott a II. Rákóczi Ferenc Megyei Könyvtár, több művelődési ház is épült (Rónay, Ady stb.). Az egészségügy területén ki kell emelni az 1958-ban felavatott Megyei Kórházat, az 1965-re elkészült Vasgyári Rendelőintézetet, a MÁV Rendelőintézetet, a mai Szent Ferenc Kórház bővítését és számos körzeti orvosi rendelő elkészültét. A tapolcai strandfürdőben két új öltözőépület és bejárati egység épült, több ütemben korszerűsítették és bővítették a Barlangfürdőt, ekkor készült el a jellegzetes betonkagyló is. A Széchenyi utcán elkezdődtek a tömbrehabilitációs munkálatok, aminek az alapfeltétele a főutca sétáló utcává alakítása volt. A tömbrehabilitáció több egységet is érintett, de teljes egészében csak a Tulipán-tömbben valósult meg. A következő időszakban már csak az épülethomlokzatok rendbehozatala volt napirenden. 1963-ban adták át a Hofer Miklós és Vörös György tervezte avasi kilátó és tv-tornyot, ami gyorsan a város jelképévé vált. A későbbi évek építkezései közül: az egyetem jogi karának épülete, a Zenemalom kialakítása (ma a szimfonikus zenekar törzshelye), a Technika Háza, a GYEK a megyei kórházban, az újgyőri Bükk Áruház, az Avasi Gimnázium stb.

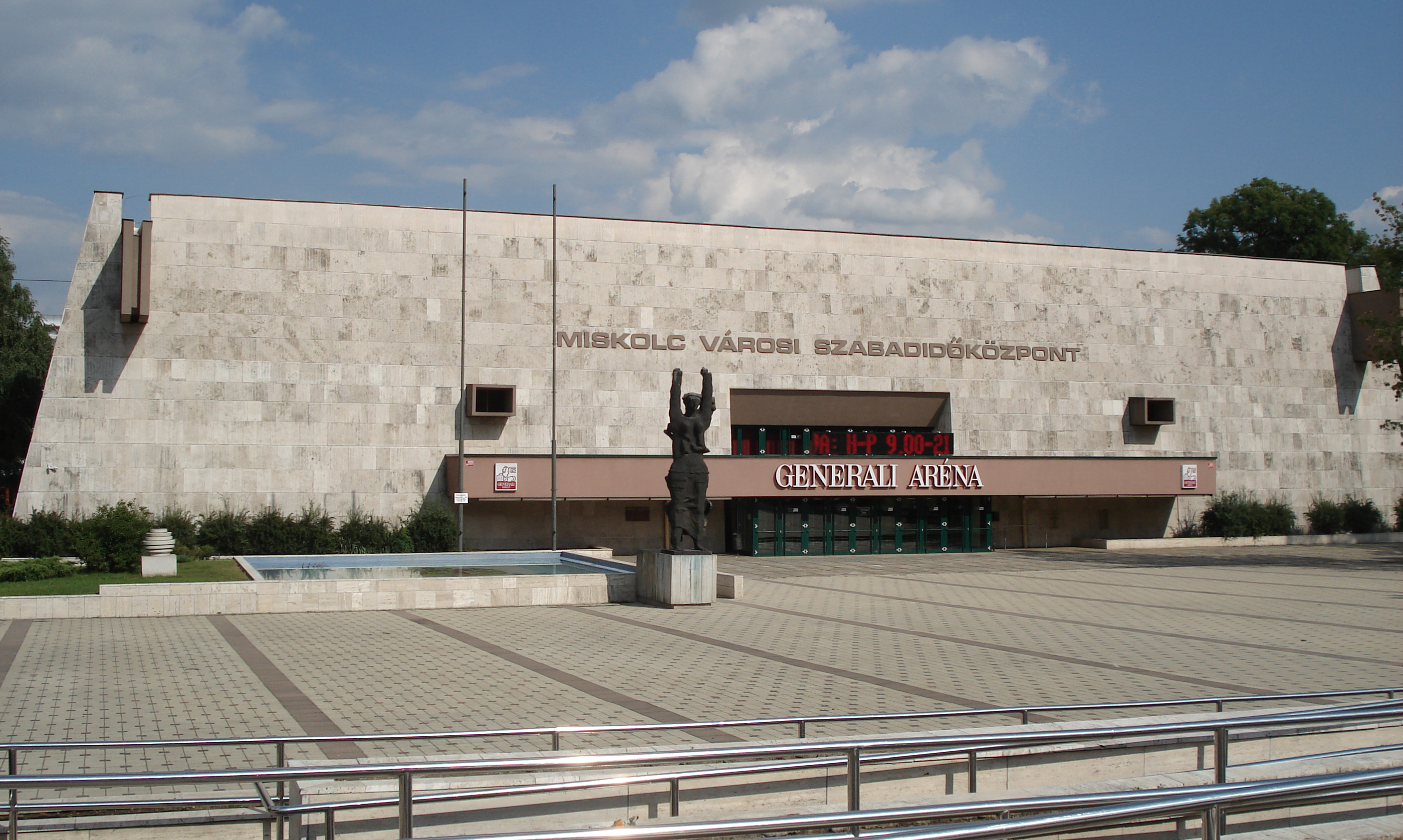
A Miskolci Sportcsarnok
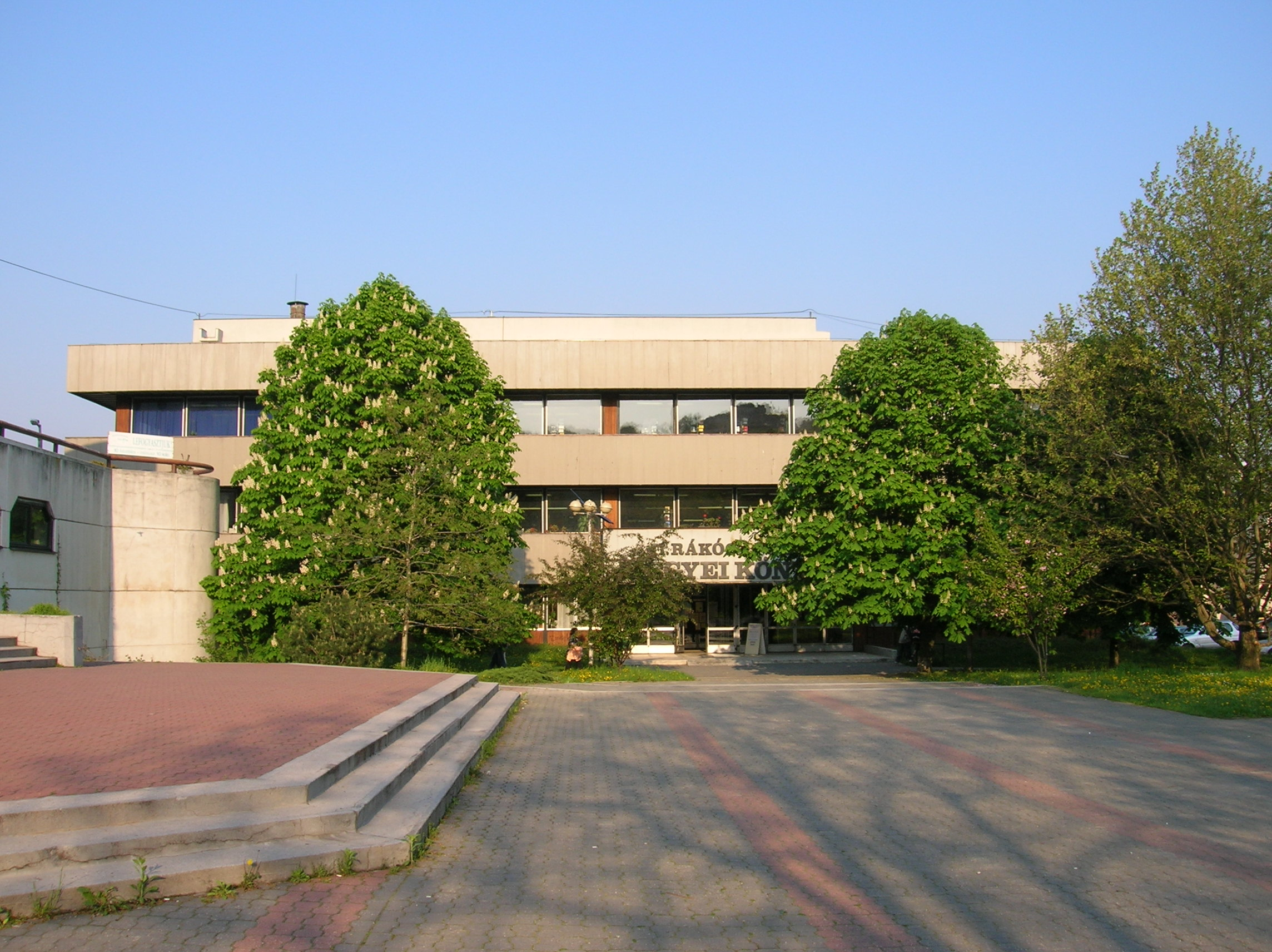
A II.Rákóczi Ferenc Megyei Könyvtár
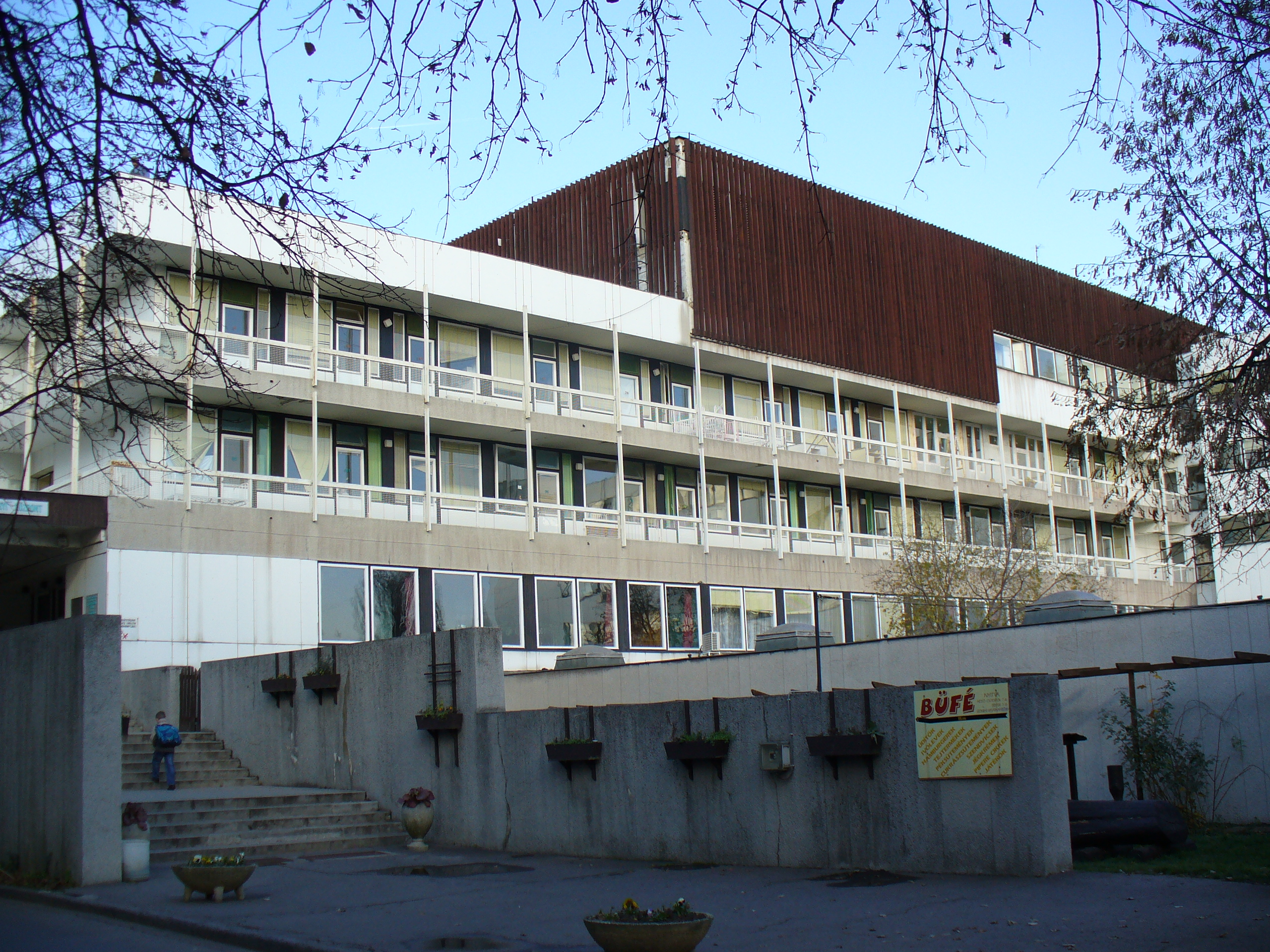
A Gyermekegészségügyi Központ (GYEK)
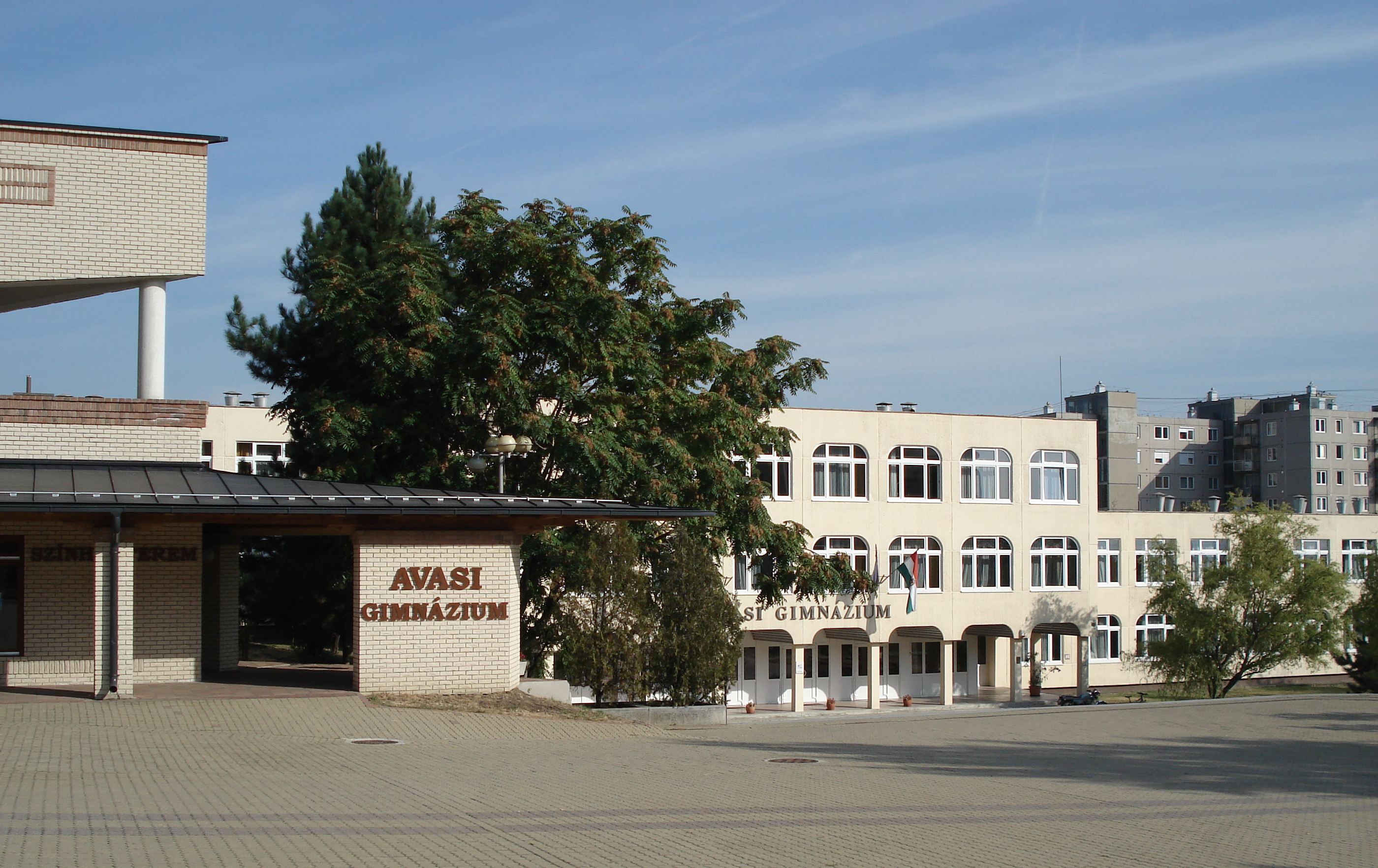
Az Avasi Gimnázium

### A gazdaság helyzete
Az államosítás – miként az egész országban – 1946. január 1-jével kezdődött Miskolcon is, ami nagyjából három évig tartott. „Össznépi tulajdonba” kerültek a tíz dolgozónál többet foglalkoztató és a külföldi tulajdonban lévő üzemek, a kereskedelem, a villamosművek, az egyházi iskolák, a bérházak (ezek 1952-ig) stb. A hatalmas mértékű infláció után, 1946. augusztus 1-jén bevezették a forintot, a bankok kollektivizálását pedig még májusban bejelentették, és két ütemben hajtották végre.
A miskolci és diósgyőri üzemek a háborúban jelentős károkat szenvedtek el, vagy a bombatámadások miatt, vagy a németek robbantásai és a gépek elszállítása miatt. Kisebb részben a szovjetek is szállítottak el gépeket, jóvátétel címén. A Diósgyőri Papírgyár nem szenvedett komoly károkat, de a háború végére műszakilag leromlott, elszegényedett állapotba került. Újjászületése 1947 után kezdődött. A Lenin Kohászati Művekben (1953-ban kapta ezt a nevet) 1955-ben helyezték üzembe a korszerű, félfolytatólagos Schloemann-középhengerművet, majd az 1960-as évek végén új finom-középhengermű épült, 1982-re elkészült a folyamatos öntőmű is. Mivel az acéltermékek világpiaci árszínvonala akkoriban magas volt, az exportból komoly nyereségre tett szert a vállalat. A gyár munkáslétszáma 15 000 fő volt, a szomszéd DIGÉP-ben 10 000 ember dolgozott. A városban új beruházásként jött létre a Hűtőház, a Fonoda, a Kriptongyár, részben a Hejőcsabai Cement- és mészmű stb.
Az 1980-as évek közepétől a gazdaság problémái már egyre erősödő mértékben jelentkeztek, az 1980-as évek végére az LKM termékeinek piaca a felére csökkent, és rendeléshiánnyal küzdött a DIGÉP is. A nagyüzemek súlyos válsága azonban csak a rendszerváltás után következett be.

### Kulturális élet

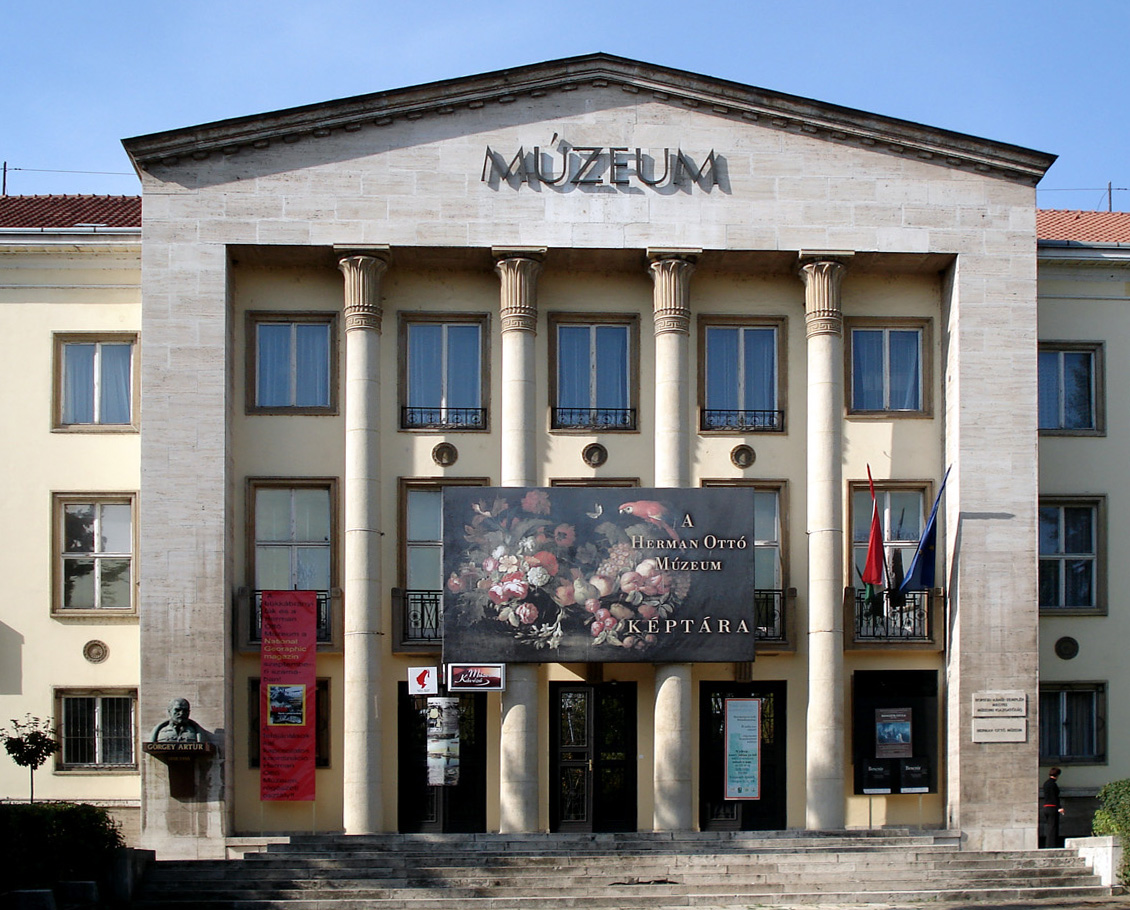
A Herman Ottó Múzeum központi épülete

Miskolc kulturális élete – rácáfolva a negatív ízű iparváros imázsra – a század második felében rendkívül gazdaggá és sokrétűvé vált. A Miskolci Nemzeti Színházat 1949-ben államosították, igazgatója Májercsik Rezső diósgyőri munkáskáder lett. A szakmától távoli vezetést a kiváló társulat ellensúlyozta. A színház épületének rekonstrukciójára az 1950-es évek közepétől került sor. Az átalakítás alatt a színház Diósgyőr-Vasgyárban, a kolónia egykori munkáséttermében (akkoriban filmszínház működött benne) tartotta előadásait. A társulat 1959. december 10-én tért vissza a megújult színházépületbe. A színház aranykora a 20. század második felében Csiszár Imre idején jött el. A főrendező-művészeti vezető 1979 és 1988 között országos szinten is kiemelkedő színházat hozott létre Miskolcon. A színházban – néhány év szünettől eltekintve – rendszeresen előadtak operákat is, egy időben állandó operatársulattal is rendelkezett. Folyamatosan komoly szerepet töltöttek be a zenei életben a város ifjúsági és felnőtt kórusai, fúvós- és más együttesei stb. 1963-tól Miskolc zenei életének központi egysége a Miskolci Szimfonikus Zenekar, amely 1984-től 2014-ig, Kovács László vezetésével rangos együttessé nőtte ki magát. A városban rendezték meg 1973-ban a mára legendássá vált Miskolci Rockfesztivált. Miskolcon több remek és sikeres rockegyüttes is alakult, amelyek közül az 1974-ben alakult Edda Művek vált országos szinten a legnépszerűbbé.
A miskolci képzőművészet a háború után erőteljesen fejlődő szakaszába ért, a voluntarizmus itt nem hatott oly erősen, viszonylagosan szabadabb légkört biztosított a művészeti újításoknak. Fiatal festők és grafikusok érkeztek a városba, és Feledy Gyula vezetésével a Művésztelepen megalakult a Miskolci Grafikai Műhely, majd elindult az Országos grafikai biennálék később triennálévá módosult sorozata. A művészek számára város 1958-ban a Kilián városrészben, majd 1978-ban a Derkovits utcában műtermes lakásokat épített. 1967-ben a frissen alapított Városi Képtár megkapta a Déryné utca 5. szám alatti épületet, majd 1973-ban – a Herman Ottó Múzeumon belül – létrejött a Miskolci Képtár, amely 1980-ban beköltözött az MSZMP megürült Görgey úti épületébe. A két nagy gyűjteményhez kapcsolódnak a gyűjtők, művészek (Petró Sándor, Szalay Lajos, Kondor Béla, Feledy Gyula) adományai révén a múzeum tulajdonába került kollekciók. A Herman Ottó Múzeum papszeri épületét először 1953-ban, majd 1967 és 1974 között – északi falának leomlása után –, végül 1985 és 1990 között bővítették, illetve felújították. A kiállításokat az épület pincei, földszinti és emeleti termeiben rendezték be.
A régió (Borsod-Abaúj-Zemplén vármegye, Heves vármegye és Nógrád vármegye) tudományos közösségének összefogása, illetve tevékenységük összehangolása céljából 1979-ben megalakult a Miskolci Akadémiai Bizottság, amely eleinte az egyetemen talált otthonra, majd 1983-ban foglalta el Erzsébet téri székházát, ahol azelőtt a megyei könyvtár működött. Első elnöke Zambó János akadémikus, titkára pedig Terplán Zénó akadémikus volt. A Városi Könyvtár 1960-ban jött létre, központja a Mindszent téren lévő műemlék épületben van, és hét fiókkönyvtár is tartozik hozzá.

## A rendszerváltás után

### Politikai viszonyok

Miskolc címere

Miskolcon az 1990. évi önkormányzati választásokon a liberális pártok (SZDSZ, Fidesz) győztek, az 59 fős városi önkormányzatba az SZDSZ 18, a Fidesz 13, az MDF 13, a KDNP 8, az MSZP 3 főt delegálhatott. Politikai háttéralkuk után, nem kis meglepetésre, a fideszes Csoba Tamás lett Miskolc első, rendszerváltás utáni polgármestere. Csoba arra kérte a pártokat hivatalba lépésekor, …hogy a városi érdekeket szem előtt tartó fórummá tegyék az üléseket. Legyen a képviselő-testület egységes a problémák megoldásában”. Kérése nem talált meghallgatásra, a nem ritkán személyeskedésbe csapó pártpolitikai csatározások miatt az önkormányzat még saját szervezeti és működési szabályzatát is csak 1991 márciusában tudta megalkotni, a jegyzőt pedig csak 1992-ben sikerült megválasztani. Csoba mögül 1992 novemberében kihátrált a Fidesz, a támogatottság hiánya kikezdte a polgármester egészségét, és 1993 augusztusában váratlanul elhunyt. Utódja T. Asztalos Ildikó (SZDSZ) lett. Ezt követően – 2014-ig – még három polgármestere volt a városnak: 1994-től Kobold Tamás (KDNP), 2002-től Káli Sándor (MSZP), 2010-től Kriza Ákos (Fidesz), 2019-től Veres Pál. Az első években a városnak meg kellett küzdenie a szocialista nagyipar összeomlásának következményeivel, a munkanélküliséggel, az elvándorlással, ugyanakkor ösztönöznie kellett a vállalkozások létrejöttét és szociális kérdésekkel is foglalkoznia kellett. Az első, „viharos” időszak után a pártpolitikai küzdelmek helyett egyre inkább a helyi problémák megoldására koncentráltak a képviselők, és a hatékonyságot jelentősen segítette, hogy 1992-től a közgyűlés a Városháza dísztermében ülésezhetett. 2013-ban azután a közgyűlés a Városháza új szárnyában nyert elhelyezést. A város kezdetben komoly tőkehiánnyal küzdött, de már az Európai Unióhoz kapcsolódás előtt is kapott támogatást a fejlesztésekhez a PHARE-program keretében. A városi beruházások nagy része a csatlakozás után uniós támogatással valósult meg. Az Unió 2001-ben – Magyarországon egyedüliként – Miskolcnak ítélte „az integrációs feltételek teljesítésében élen járó város” díját.
A közgyűlés 2002-ben döntött arról, hogy május 11-ét Miskolc város napjának nyilvánítja; 1909-ben ehhez a dátumhoz kötődik Miskolc törvényhatósági jogú városi címe, illetve a városcímer és a pecsét megalkotása. 1993-tól ezen a napon adják át a városi díszpolgári címet, a Pro Urbe díjat, illetve más városi kitüntetéseket, elismeréseket. Az első rendszerváltozás utáni díszpolgár a Miskolcon letelepedett Szalay Lajos Kossuth-díjas grafikus volt.

### A város gyarapodása

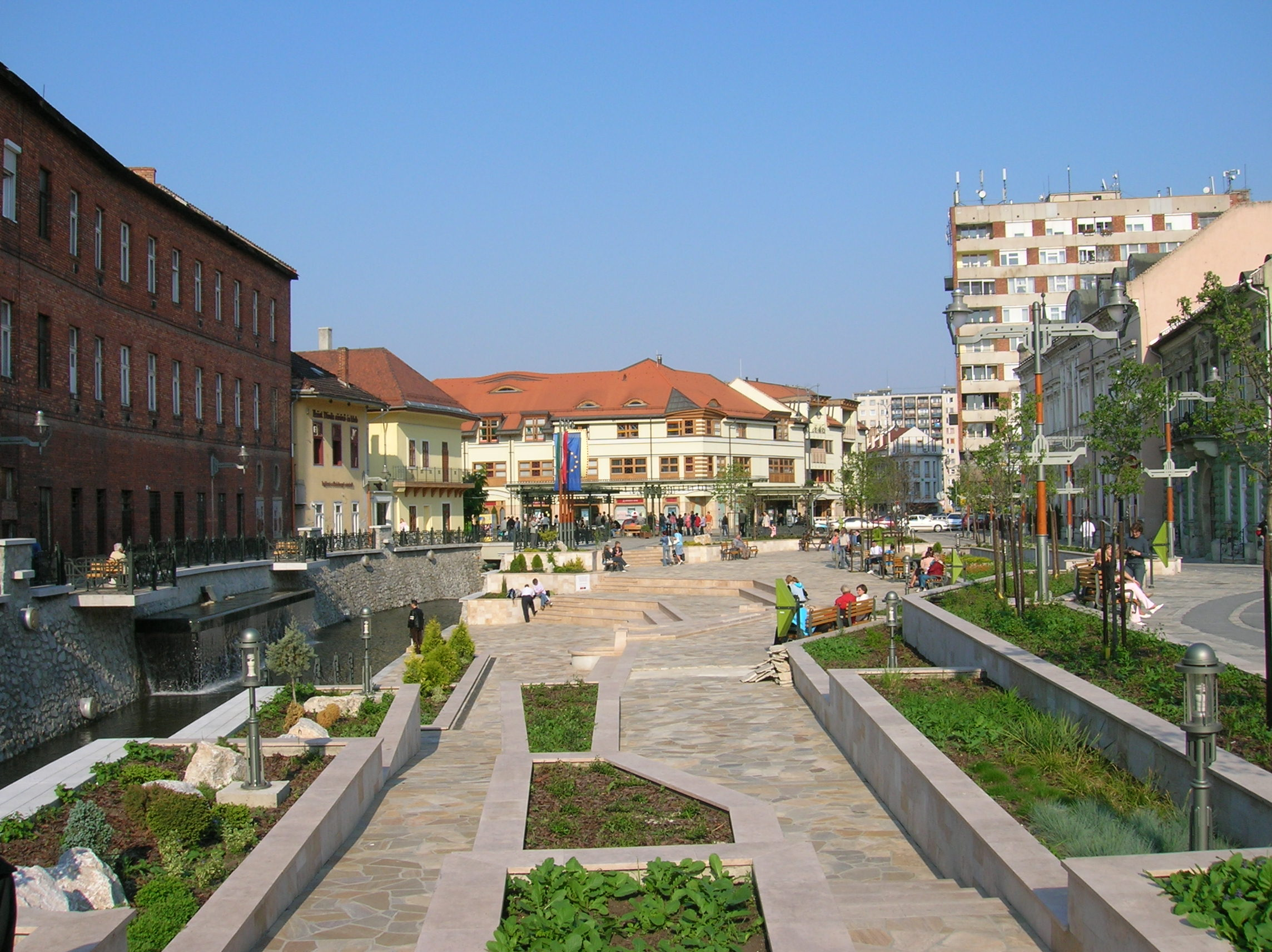
A Szinva terasz

A rendszerváltozás utáni években a város gazdasági szerkezete átalakult, a nagy állami cégek túlsúlya helyett a kis- és középvállalkozások lettek jelentősek. Nőtt a szolgáltatószektor jelentősége, nemzetközi nagyvállalatok, hipermarketek jelentek meg a térségben, ezért ezt az időszakot a „plázák korszakának” is nevezik (Miskolc Plaza, Szinvapark, Bató-ház stb.), a nagy kereskedelmi cégeket pedig a Cora, a Tesco, az OBI, az Auchan stb. áruházai képviselik. 2004-ben az M30-as autópálya elért a városig, amely korszerű közúti összeköttetést biztosít az ország többi részéhez. A munkahelyteremtés szempontjából fontos miskolci ipartelepítés vonulata a 2001-ben idetelepült Bosch gyártól a 2014-től termelő Takata (később Joyson) gyárig terjed. A villamosközlekedés korszerűsítése a Zöld Nyíl projekt keretén belül valósult meg, az utolsó Škoda villamos 2015-ben érkezett meg. A buszközlekedés korszerűsítése 2015-ben 75 földgáz meghajtású (CNG), majd 2022-ben 10 elektromos autóbusz forgalomba állításával valósult meg. A távfűtés korszerűsítésének fontos része a geotermikus energia felhasználása, ez az energiaforrás 2014-ben kapcsolódott be a város hőellátásába. A több kórházat is érintő építési, felújítási munkálatok között a legfontosabb a Megyei Kórház „Csillagpont” beruházása. A városkép részeként 2005-re elkészült a Szinva terasz, 2007-re a Hősök tere, 2009–2010-re az Erzsébet tér rekonstrukciója, 2020-ban a II. János Pál pápa tér. Hosszú ideig épült a Felsővárosi református templom a Győri kapuban, 2010-től működik. A Városháza rekonstrukciója 2010–2012 között zajlott, a Viszlai József tervei szerint épített Hunyadi utcai új épületrészt 2013-ban vették használatba. A lillafüredi Palotaszálló alatt tematikus teraszokat alakítottak ki, új szobrokkal, és 2013-ban a diósgyőri várban is átfogó építési munkálatok kezdődtek. A Miskolci Sportcsarnok mellett 2005-ben adták át a fedett jégcsarnokot. 2009-ben nyílt meg az Egyetemváros területén a Kemény Dénes Városi Sportuszoda. 2018-ban átadták az új DVTK-stadiont, amely a Stadium Database internetes portál szerint 2018-ban az év stadionja lett.

### Kultúra, oktatás
Az egykori „acélváros” az 1990-es évektől igyekezett előtérbe helyezni kulturális és idegenforgalmi szerepét. 1991 és 1997 között Bodonyi Csaba tervei szerint nagyszabású átalakítások folytak a színházban, amelynek során összesen öt játszóhelyet alakítottak ki, amivel Európa egyik legkorszerűbb színházi együttese alakult ki. E fejlesztések eredményeként (is) jöhetett létre 2001-ben a nagy sikerű Miskolci Nemzetközi Operafesztivál. 2006-ban átadták a város hangversenytermét, multifunkcionális kulturális központját, a Művészetek Házát. A Miskolci Galéria 1996-ban költözött Széchenyi utcai új helyére, a Dőry-házba. A Herman Ottó Múzeum képtára előtt épült meg a terepszint alá süllyesztett Pannon-tenger Múzeum, ahol 2013 végétől – többek között – a bükkábrányi ősfák maradványait lehet megtekinteni. Miskolcon 2002-től adományozzák a Miskolci Múzsa díjat, amit a magyar kultúra napjához kapcsolódva adnak át. Miskolc pályázott a 2010-es Európa kulturális fővárosa címre, de kiváló pályázati anyaga ellenére végül a második helyen végzett Pécs mögött.
A rendszerváltás után az egyházak visszaigényelték régi iskoláikat, az iskolai struktúra átalakult, új iskolák kialakítására volt szükség. A Herman Ottó Gimnázium számára a Tizeshonvéd úton alakítottak ki iskolaépületet, 1993-ban adták át. A Zrínyi Ilona Gimnázium a Nagyváthy utcai korábbi általános iskolában kapott helyet 1996-ban. Új iskola az Avason 1994 óta működő Fényi Gyula Jezsuita Gimnázium, ami a szintén új építésű (1992) Ige templomával alkot egy építészeti egységet. A Miskolci Egyetem 1990-ben kapta új nevét, és ebben az időszakban újabb karokkal bővült (bölcsészettudományi, zeneművészeti és egészségtudományi képzés), amivel az egyetem immár nyolc karral rendelkezik. 2000-re elkészült a főépület reprezentatív, csupa üveg bejárata.

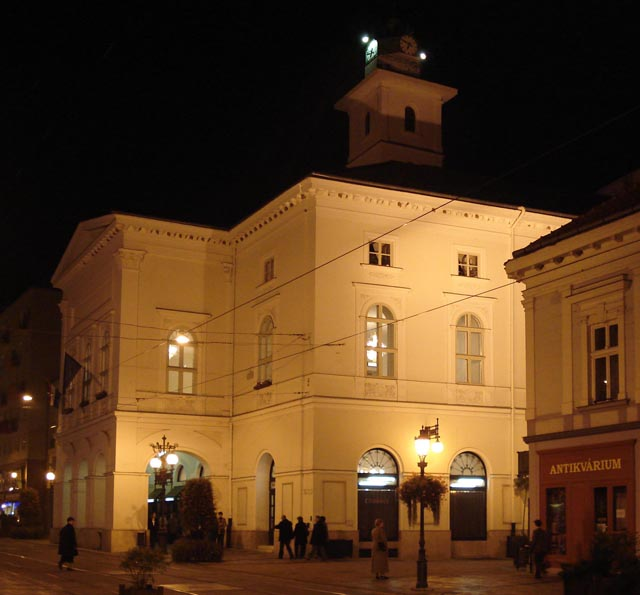
A Miskolci Nemzeti Színház
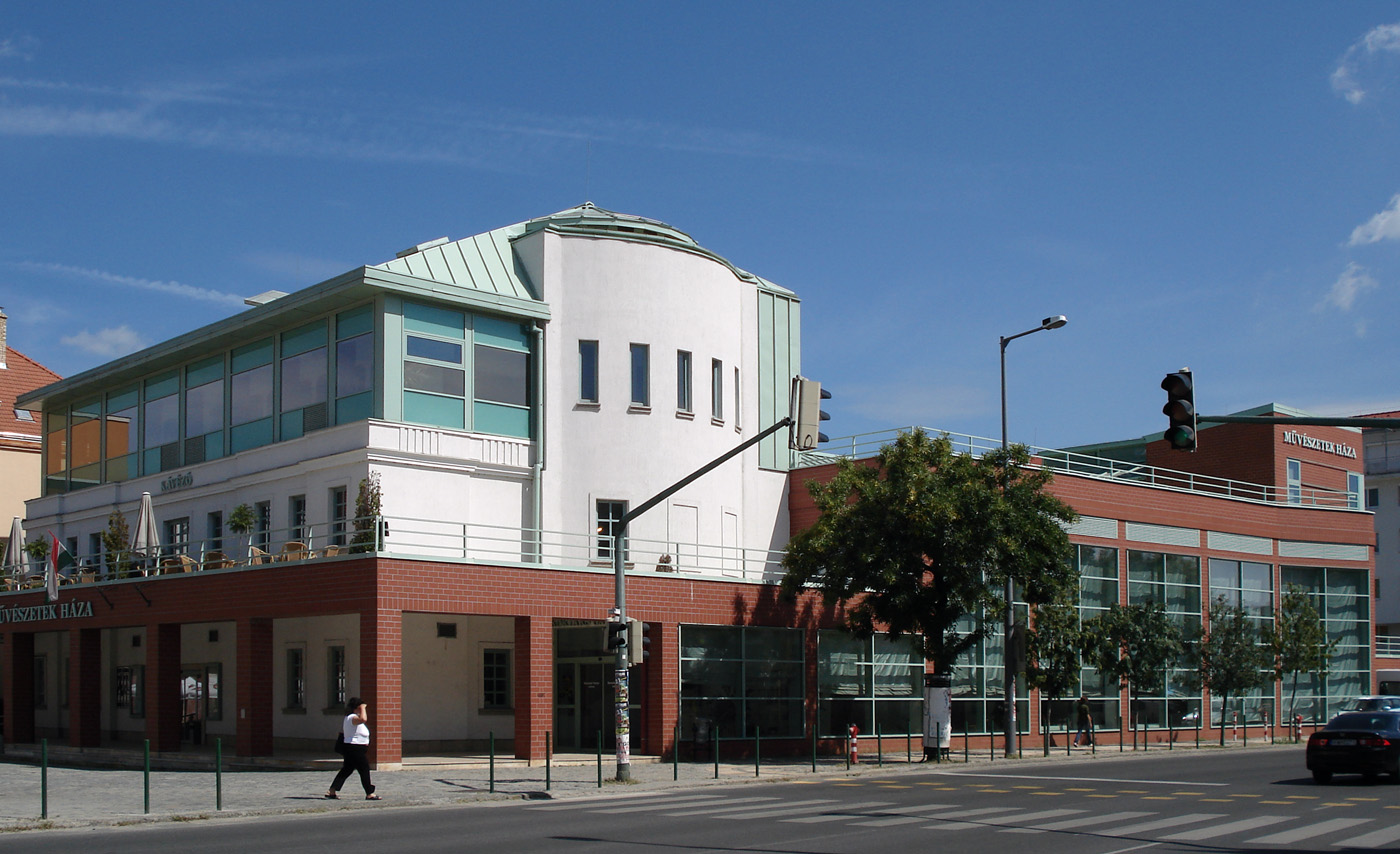
A Művészetek Háza
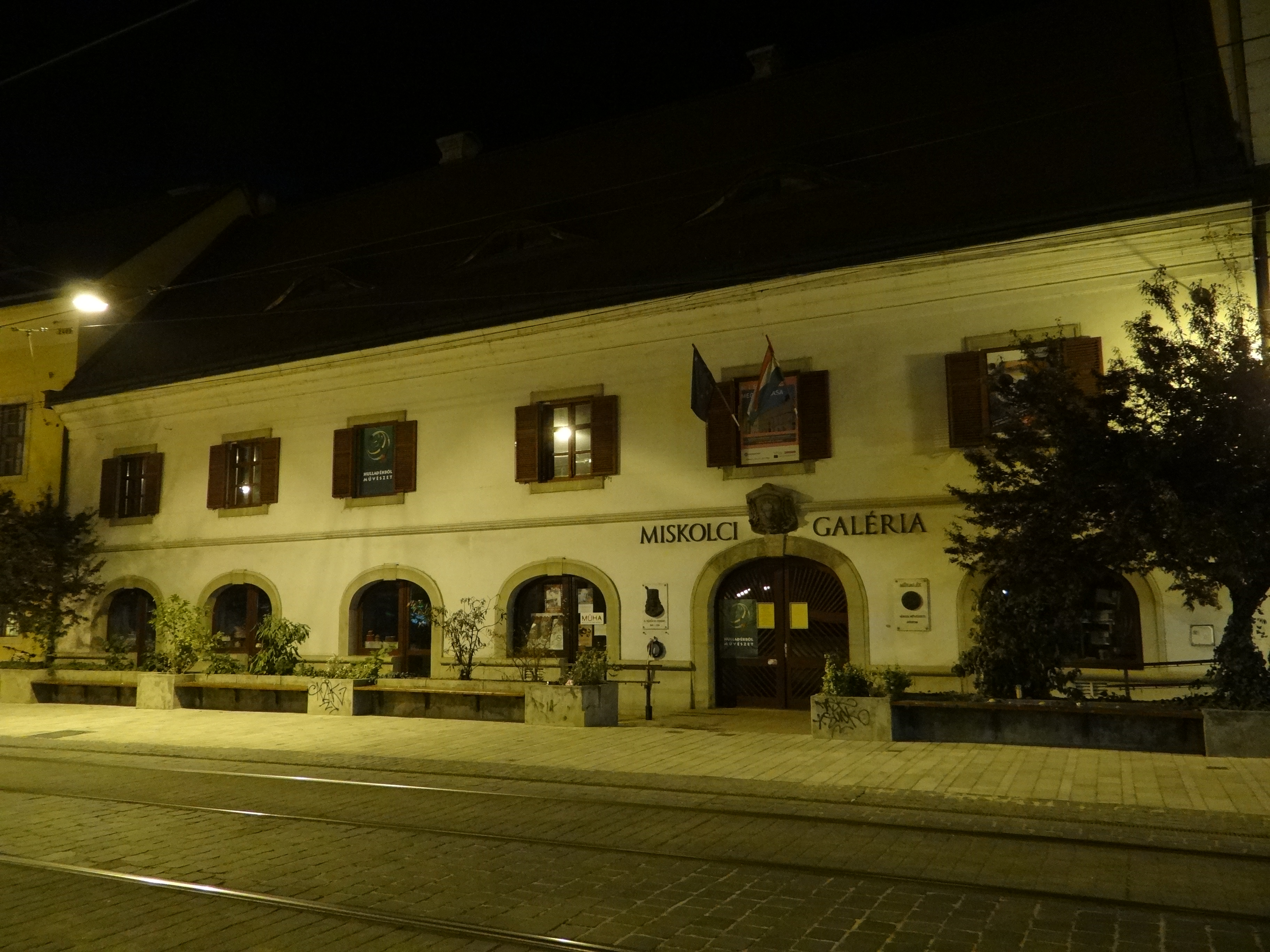
A Miskolci Galéria
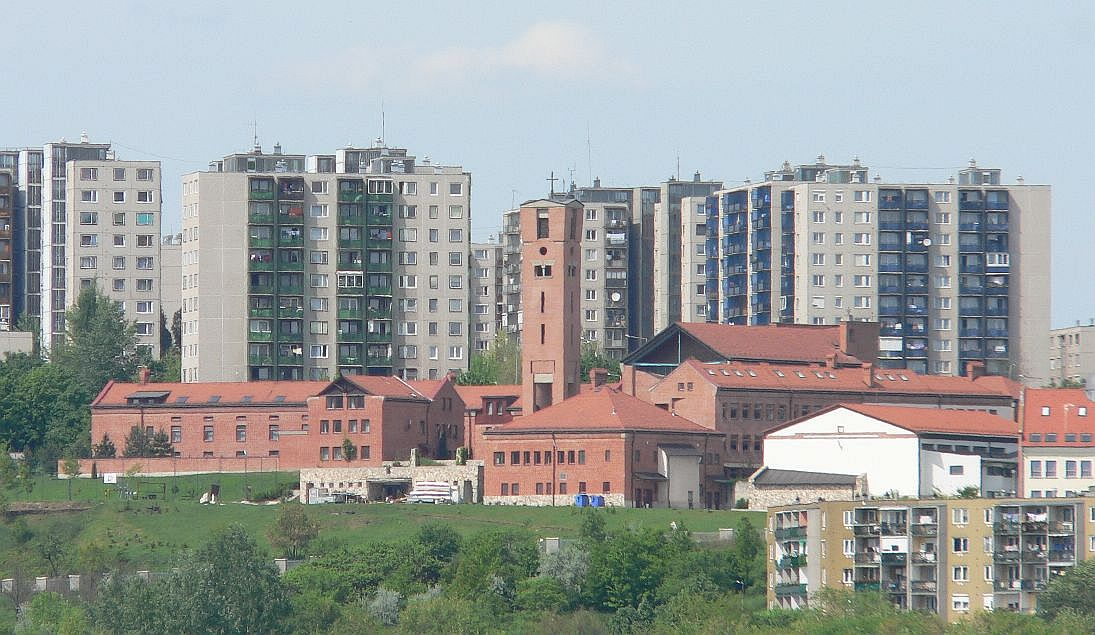
A Jezsuita Gimnázium
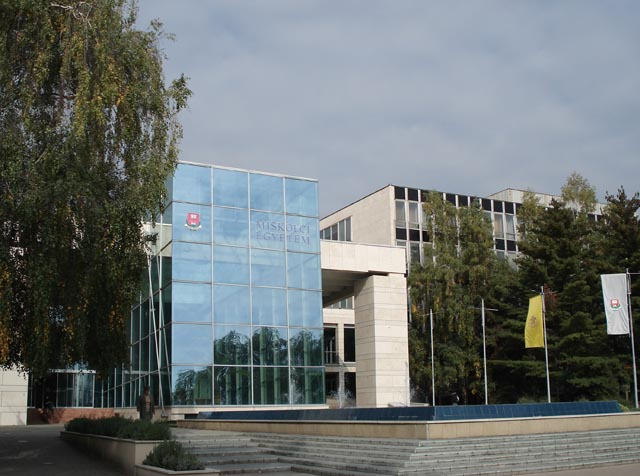
Az egyetem főbejárata
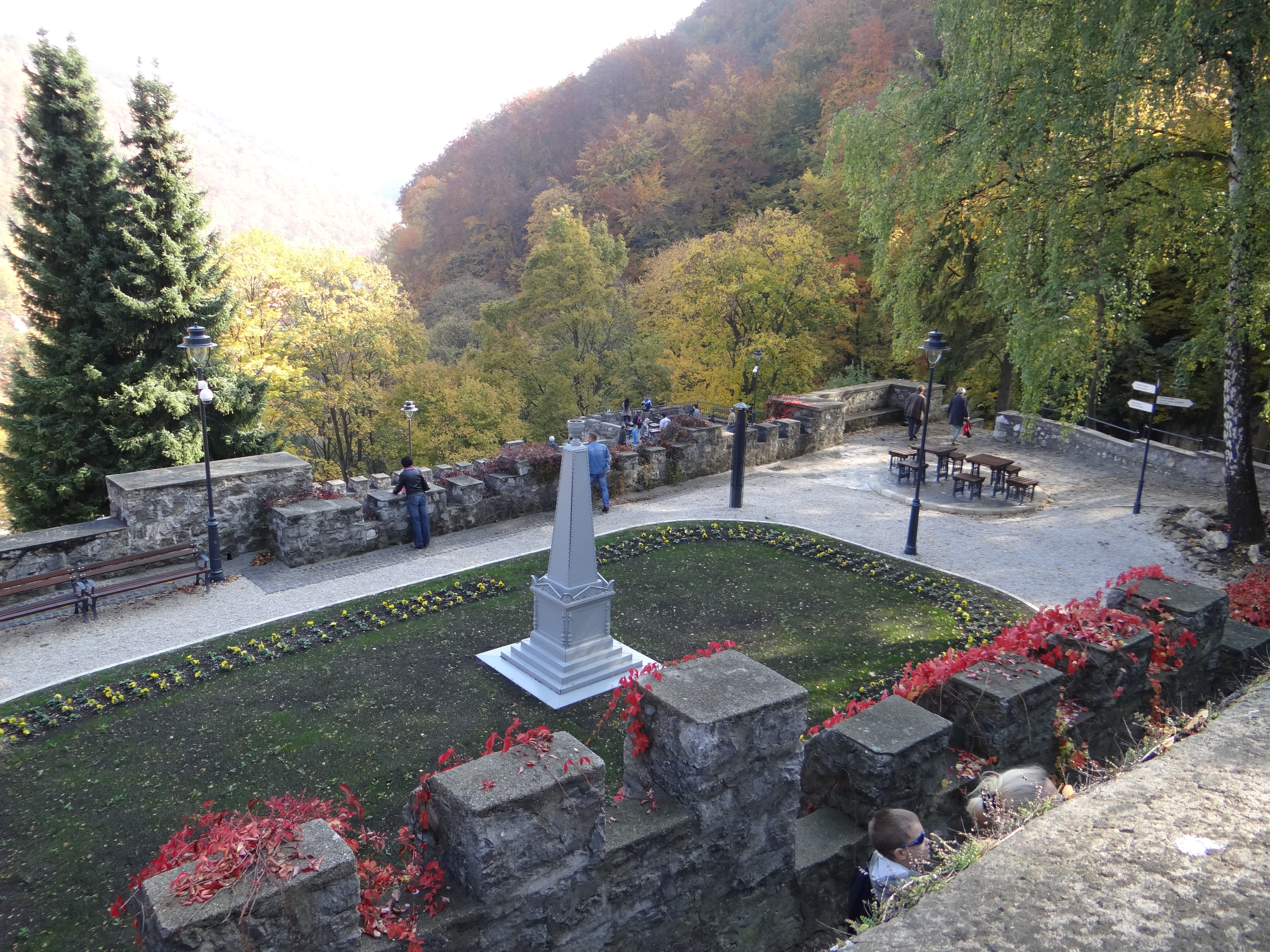
A Palotaszálló terasza